# Bundesstraße 1
Die Bundesstraße 1 (Abkürzung: B 1) ist eine Bundesstraße in Deutschland und erstreckt sich von der niederländischen Grenze bei Aachen im Westen bis zur polnischen Grenze im Küstriner Vorland an der Oder im Osten. Von der AS Holzwickede bis zum Kreuz Dortmund/Unna ist die B 1 auf dem kurzen Stück Teil der Europastraße 331, die dort beginnt und bis nach Kassel verläuft.
Bekannteste Teilstrecken sind heute der Rheinufertunnel in Düsseldorf, der Ruhrschnellweg (A 40), mit 155.000 Fahrzeugen pro Tag eine der meistbefahrenen Strecken Deutschlands, die historische Glienicker Brücke als Grenzbrücke zur Zeit der deutschen Teilung und die Straßenführung in Berlin, die große Teile ost- und westdeutscher Geschichte repräsentiert.
Die Straße entwickelte sich aus einer alten Handelsstraße zur Zeitenwende über den Hellweg und die Via Regia zur 1392 Kilometer langen ehemaligen Reichsstraße 1, die von der deutsch-niederländischen Grenze vor Aachen über das Ruhrkohlerevier, Magdeburg, Berlin und Königsberg bis an die deutsch-litauische Grenze führte und damit die längste je existierende deutsche Straße war. Zu Zeiten der DDR hieß sie dort Fernverkehrsstraße 1 bzw. in der Kurzform F 1.

## Geschichte
Die Bundesstraße 1 folgt in großen Teilen dem Verlauf einer uralten Handelsroute, die von der belgischen Nordseeküste beim früheren Hafen Brügge bis in die russische Stadt Nowgorod führte. Auf dieser Route wurde schon vor 2000 Jahren Handel getrieben. Der griechische Mathematiker, Geograf und Astronom Ptolemäus (100–175) erwähnt die Straße in seiner „Erdbeschreibung“ als eine alte Heer- und Handelsstraße.
Die in damaliger Zeit wichtigen Handelsgüter, wie Salz und Ackerbauprodukte bestimmten den Verlauf der Straße mit. So lagen nördlich des Haarstranges in der Soester Börde ebenso wie nordwestlich von Magdeburg die fruchtbarsten Ackerböden Deutschlands. Auch Salinen lagen an dieser Route wie beispielsweise in Unna/Bad Königsborn, Werl und Bad Sassendorf bei Soest. Der weitläufige Vertrieb der Produkte über diese Route verhalf den Anwohnern zu relativem Wohlstand. Davon zeugen Namen wie „Hellweg“, „Handelsweg“ oder „Salzhandelsweg“.
Um das Jahr 1000 n. Chr. entwickelte sich die Straße zur „Via Regia“, der ottonischen Königsstraße von Aachen nach Magdeburg, die im rheinisch-westfälischen Bereich auf den noch älteren „Hellweg“ zurückgeht. Somit hielt sich der Bau der späteren Reichsstraße 1 an alte Handelswege.

### Reichsstraße 1
Die Reichsstraße 1 (R 1) im Netz der Reichsstraßen führte über 1392 Kilometer von Aachen über Hoengen, Aldenhoven, Jülich, Neuss, Düsseldorf, Essen, Bochum, Dortmund, Unna, Werl, Soest, Paderborn, Hameln, Hildesheim, Braunschweig, Magdeburg, Potsdam, Berlin, Altlandsberg, Küstrin, Landsberg an der Warthe, Konitz, Dirschau, Elbing, Braunsberg, Königsberg, Insterburg und Gumbinnen bis nach Eydtkuhnen an der damaligen deutsch-litauischen Grenze. Sie war die längste je existierende deutsche Straße.
Das Reichsstraßennetz und somit auch die R 1 gründete sich auf die in den zwei Jahrhunderten zuvor geschaffenen Pflasterstraßen, genannt Chausseen. Deren lange Bauphase begründete sich darauf, dass sich die Trasse durch Gebiete damals verschiedener Planungshoheiten mit unterschiedlichen Interessenlagen zog. Bereits um die Mitte des 18. Jahrhunderts wurde die Straße am westlichen Ende zwischen Aachen und Jülich befestigt. Die Chaussee zwischen Unna und Hörde in der preußischen Grafschaft Mark wurde 1788 begonnen. Hier konnte sich Freiherr vom Stein durchsetzen, der den Straßenbau gegenüber anderen Verkehrsmitteln favorisierte. Durch Vertrag mit der Essener Fürstäbtissin konnte zwei Jahre später der Fortbau der Chaussee über das Stiftsterritorium begonnen werden, um die Verbindung der Kohlereviere mit dem preußischen Herzogtum Kleve herzustellen.
Hingegen setzte Friedrich II. in Brandenburg zunächst auf den Ausbau des Kanalsystems. Daher folgte hier der Chausseebau erst nach den Napoleonischen Kriegen. Lediglich der Straßenabschnitt zwischen Berlin und Potsdam wurde bereits 1792 unter Friedrich Wilhelm II. von Preußen erbaut, eine weitere Strecke bis Brandenburg 1799 unter dessen Sohn Friedrich Wilhelm III. fertiggestellt. Erst im Jahr 1824 war der Straßenbau zwischen Berlin und Magdeburg vollendet. Seit 1828 führte die Straße bis Königsberg. Ab 1831 wurde der Bau in Richtung Insterburg fortgesetzt und 1835 bis zum östlichen Ende bei Gumbinnen vollendet.
Im Westen wurde der Straßenbau mit dem 1818 vollendeten Abschnitt zwischen Unna und Werl nach Osten fortgesetzt. Zu jener Zeit war die heutige Bundesstraße 7 über Hagen, Wuppertal und Düsseldorf eine bevorzugte Ost-West-Verbindung und wurde bereits 30 Jahre früher fertiggestellt. Sie lief als „Alternativroute“ zur Straße in Richtung Essen durch die Gebiete früher Industrialisierung im Herzogtum Berg.
Der zwischen 1926 und 1932 erbaute Ruhrschnellweg über Essen ersetzte die historische Streckenführung über Ratingen, Kettwig, Werden, Steele, Höntrop, Lütgendortmund und Asseln.
Am 17. Januar 1932 wurden zur Verbesserung der Orientierung im Deutschen Reich die wichtigsten Fernstraßen nummeriert. Seit 1934 kennzeichnet die noch heute für Bundesstraßen verwendete gelbe Nummerntafel mit schwarzer Schrift diese Straßen. Zu dieser Zeit begann auch der Bau der Reichsautobahnen, der zwischen 1936 und 1938 eine Neuordnung der Reichsstraßen und auch der Reichsstraße 1 erforderlich machte. Im Continental-Atlas von 1934 findet sich noch das Reichsstraßennetz in seiner Gründungsversion als Netz von Fernverkehrsstraßen. Dort ist die R 1 über Hannover eingezeichnet, die Strecke von Hameln über Hildesheim bis Braunschweig als Reichsstraße 78. Nachdem Anfang 1937 die Reichsautobahn 6 (heute A 2) zwischen Berlin, Magdeburg und Hannover fertiggestellt wurde, führte die R 1 nun im Abschnitt zwischen Hameln und Braunschweig nicht mehr über Hannover, sondern über Hildesheim. Der Abschnitt über Hannover wurde in die Reichsstraßen 217 und 65 aufgeteilt. Damit war der Verlauf der Reichsstraße 1 von 1945 und weitgehend auch der heutigen Bundesstraße 1 festgelegt.

### Die Entwicklung nach 1945

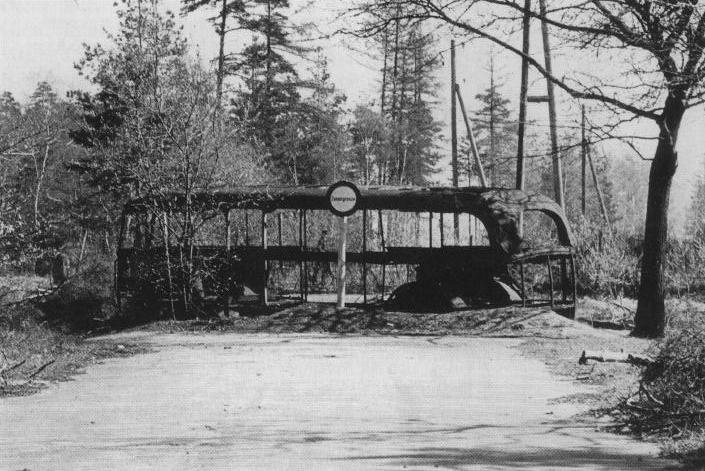
Ost-West-Demarkationslinie auf der Reichsstraße 1 bei Helmstedt im Jahr 1945

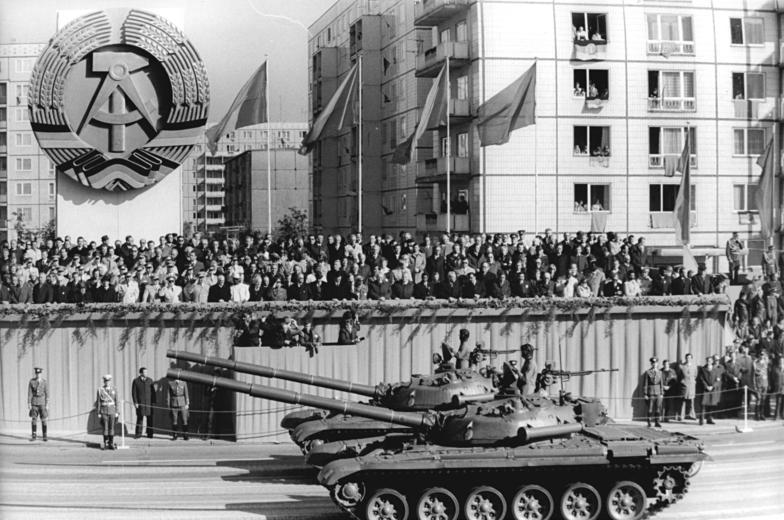
Militärparade auf der Fernverkehrsstraße 1 in Ost-Berlin

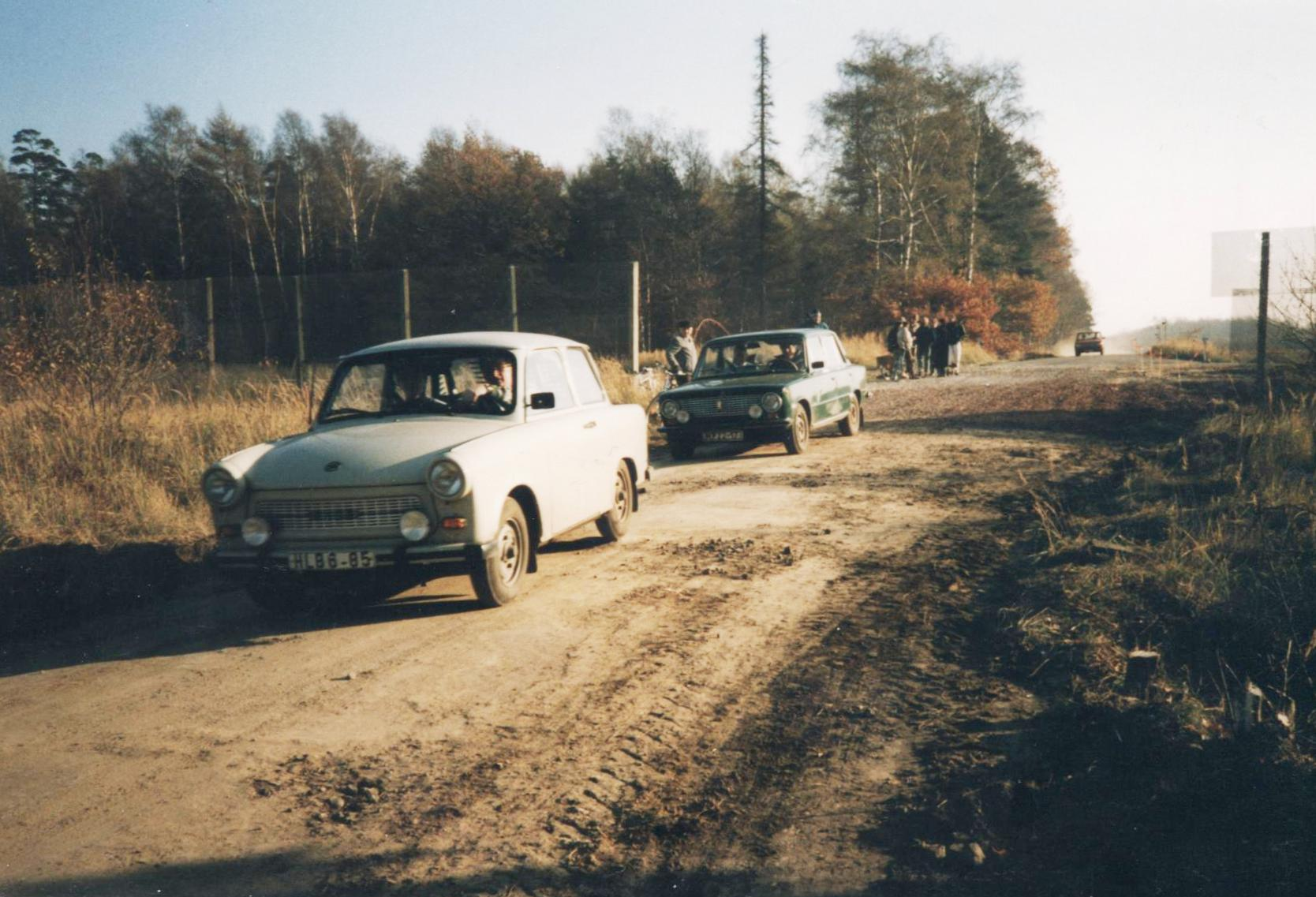
Grenzöffnung der B 1 zwischen Helmstedt und Morsleben im November 1989

Nach dem Zweiten Weltkrieg wurde in West wie Ost das System der Reichsstraßen-Nummerierung beibehalten. Nach Bildung der Bundesrepublik Deutschland (einschließlich West-Berlins) erhielten die westdeutschen Straßen allerdings ein „B“ für Bundesstraße vor ihrer Nummer, wogegen die DDR nach Aufhebung das „R“ durch das alte „F“ für Fernverkehrsstraße ersetzte. Aus der R 1 von Aachen bis Ostpreußen wurde so im Westen die B 1 von Aachen bis Helmstedt und von der Glienicker Brücke in Berlin bis zum Potsdamer Platz, entsprechend in der DDR die F 1 von Morsleben bis zur Grenze Potsdam/West-Berlin und jenseits vom Potsdamer Platz in Ost-Berlin bis Kietz. Nach der politischen Wende in der DDR konnten aus den F-Straßen einfach B-Straßen werden.
Vom Jahr 1945 bis zur deutschen Wiedervereinigung im Jahr 1990 wurde die ehemalige Reichsstraße 1 im Abschnitt zwischen Helmstedt und Morsleben durch den innerdeutschen Grenzverlauf geteilt. Mit der Abriegelung der innerdeutschen Grenze durch die DDR im Jahr 1952 wurde die Straße auf beiden Seiten zu einer Sackgasse. Auf westdeutscher Seite wurde etwas nördlich die etwa zwei Kilometer lange und heute nicht mehr so benannte Bundesstraße 1a gebaut, um die Bundesautobahn 2 sowie die westlichen Abfertigungsanlagen des Autobahngrenzübergangs Helmstedt an das Bundesstraßennetz anzuschließen. Der Abschnitt zwischen Helmstedt und Morsleben wurde am 18. November 1989 zunächst provisorisch wieder geöffnet.
Zwischen 1961 und 1989 war die Straße auch in Berlin durch die Mauer sowohl an der Glienicker Brücke als auch zwischen dem Potsdamer Platz und dem Leipziger Platz unterbrochen. An der Glienicker Brücke wurde die Grenze am 10. November 1989 und am Potsdamer Platz am 12. November 1989 wieder geöffnet.
In Ost-Berlin war die F 1 das wichtigste „Einfallstor“ vom Osten her in die Stadt und auch innerstädtisch eine der bedeutendsten Straßen (Karl-Marx-Allee). Sie wurde als „Propagandameile“ genutzt, auf der jeweils zum 1. Mai und zum Tag der Republik am 7. Oktober Demonstrationen und Militärparaden stattfanden.
Von 1954 bis 1963 wurde der Ruhrschnellweg zur vierstreifigen Schnellstraße und zur A 430 ausgebaut (heute: A 40). Die Streckenführung zwischen dem Autobahnkreuz Aachen und dem Autobahnkreuz Holz war als autobahnähnliche vierstreifige EB 1 vorgesehen. Nach 1973 wurde zwischen Aachen und Neuss die Streckenführung auf die Bundesautobahnen A 544, A 44, A 46 und A 57 verlegt und die Bundesstraße zur L 136 herabgestuft.
Die wichtige Funktion des Ost-West-Verkehrs im Bereich der B 1 nimmt jedoch heutzutage die A 2 ein, die vom Ruhrgebiet über Hannover nach Berlin führt.
In den ehemaligen deutschen Ostgebieten in Polen, Russland und Litauen sind die Reststücke der alten R 1, wie das übrige alte deutsche Straßennetz, bis heute in Nutzung. Da sich die Straßen noch überwiegend im Urzustand befinden, sind die Eigenheiten des deutschen Straßenbaus vor dem 20. Jahrhundert – wie die gewölbte Pflasterfläche und später begrünte Seitenbefestigungen (die sogenannten Bankette) – bis heute zu erkennen.

## Streckenverlauf kompakt
In der Infobox rechts oben befindet sich ein verkehrsfunktioneller Streckenverlauf mit den Anbindungen an Autobahnen und andere Bundesstraßen sowie den straßeneigenen Bauwerken wie Brücken und Tunnel. Im nächsten Abschnitt folgt ein detaillierter regionaler Verlauf mit Nennung der örtlichen Straßennamen, Besonderheiten und Sehenswürdigkeiten, die von der Straße aus einsehbar sind. Dieser Abschnitt beinhaltet lediglich einen knapp gehaltenen überregionalen Streckenverlauf zur groben Orientierung:
Die Bundesstraße 1 beginnt heute als Fortsetzung der niederländischen N 278 im Aachener Ortsteil Vaalserquartier an der deutsch-niederländischen Grenze. Der Streckenabschnitt zwischen Aachen und Neuss verläuft über die A 544, die A 44 sowie die A 46 und A 57. Sie überquert zwischen Neuss und Düsseldorf den Rhein, durchläuft den Rheinufertunnel und den Kennedydamm, vereinigt sich auf dem Lastring dann kurzzeitig mit der B 7 und B 8 und verlässt dann die Stadt als A 52 nordostwärts. Die B 1 verlässt diese wieder beim Kreuz Breitscheid, überquert die Ruhr in Mülheim an der Ruhr und bildet ab Mülheim-Heißen als A 40 den sogenannten „Ruhrschnellweg“, mit 155.000 Fahrzeugen pro Tag eine der meistbefahrenen Straßen Deutschlands. An der Anschlussstelle „Dortmund Hombruch“ endet die A 40, der „Ruhrschnellweg“ durchquert nun wieder als B 1 Dortmund über Rheinlanddamm und Westfalendamm.
Von Holzwickede verläuft die B 1 über Land- und Stadtstraßen durch Unna, Werl, Paderborn, Hameln mit Weserquerung, Hildesheim und Braunschweig. Weiter geht es über Helmstedt, Magdeburg mit Elbquerung und Brandenburg an der Havel nach Potsdam. Dort verläuft sie über die historische Glienicker Brücke nach Berlin, wo sie von Steglitz bis Schöneberg zur A 103 ausgebaut wurde. Im Berliner Zentrum führt die B 1 über Potsdamer Platz, Leipziger Platz und Alexanderplatz, ab dem die Streckenführung bis Müncheberg identisch mit der Bundesstraße 5 ist. Dort zweigt die B 1 ab und endet als Oderquerung am Grenzübergang zu Polen bei Küstrin. Auf polnischer Seite findet sie als DK 22 ihre Fortsetzung.

## Ausführlicher Streckenverlauf
Die Bundesstraße 1 ist von alters her eine der wichtigsten Verbindungsstraßen. Sie übernimmt in den meisten Orten und Städten, die sie durchquert, eine zentrale Hauptstraßenfunktion. Daher ist sie im Zuge der Entlastung von Innenstädten vielerorts von einer Verlegung auf eine Umgehungsroute betroffen.
Daraus ergibt sich, dass sie – innerstädtisch oder auf freiem Land – an wichtigen Punkten vorbeigeführt wird, die heute sehenswert sind oder wichtige Funktionen haben. Im Folgenden ist eine von der Straße einsehbare Auswahl aufgeführt. Auch die angenommenen Straßennamen der B 1 sind oft wohlklingend und bedeutsam.

### Nordrhein-Westfalen
Beginnend an der deutsch-niederländischen Grenze verläuft die B 1 quer durch das gesamte Bundesland Nordrhein-Westfalen bis nach Niedersachsen. Die Straße ist hier auch in den Bereichen, in denen sie nicht über Autobahnen geführt wird, von einem in großen Teilen autobahnähnlichen Charakter geprägt und fast durchgängig mindestens vierstreifig ausgelegt.

#### Aachen

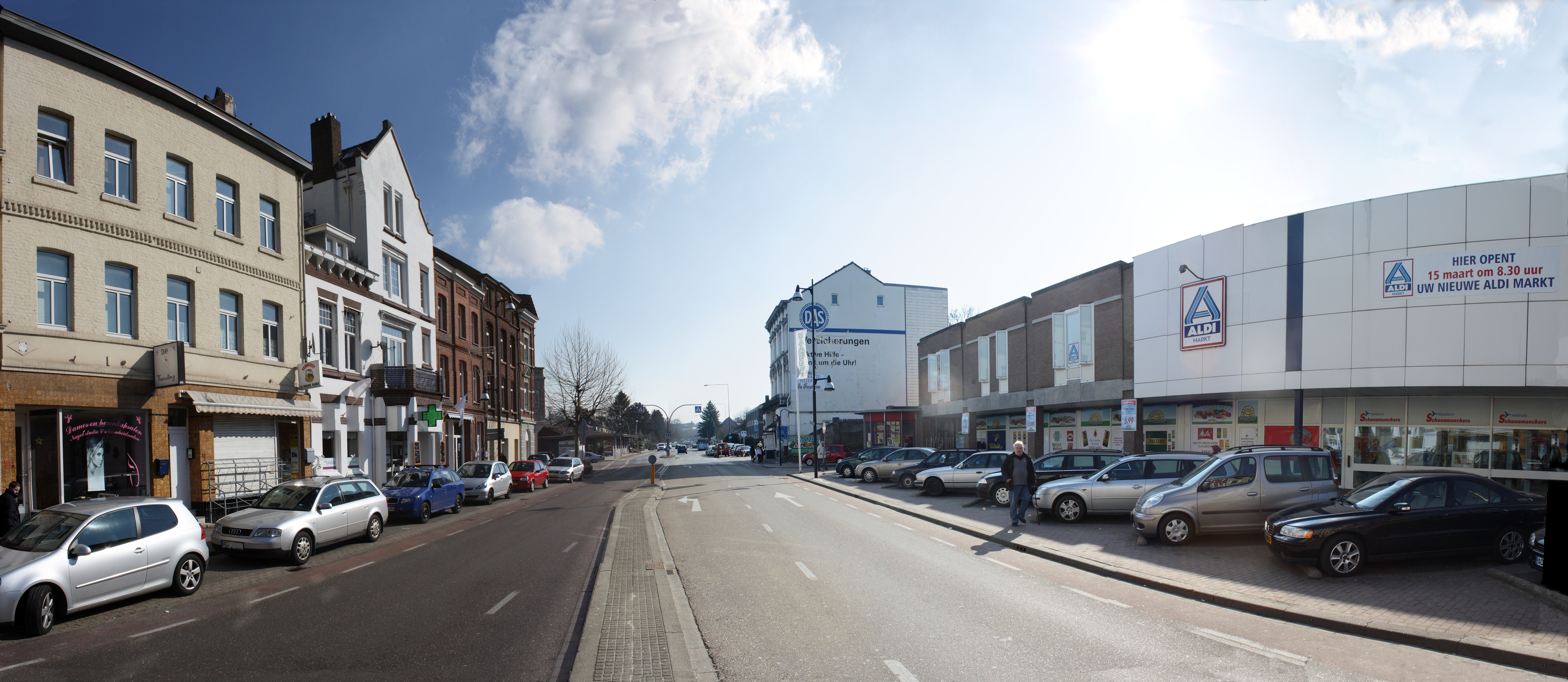
Beginn der B 1 an der deutsch-niederländischen Grenze bei Aachen

Die B 1 beginnt an der Stadtgrenze Aachens nach Vaals, zugleich der Staatsgrenze zu den Niederlanden, anschließend an den niederländischen Provincialen Weg 278. Von dort geht es über die Vaalser Straße in Richtung Innenstadt; das Universitätsklinikum Aachen befindet sich dabei in Sichtweite links. Die Innenstadt von Aachen wird von der B 1 nördlich (B 1a) und südlich (B 1) auf dem Alleenring umfahren. An der B 1 befinden sich das Marschiertor, der Aachener Hauptbahnhof, der Burtscheider Viadukt und der Kaiserplatz. An der B 1a befinden sich das Audimax der RWTH Aachen, das Ponttor, der Lousberg und das Kongresszentrum Eurogress. Am Blücherplatz zweigt die B 1 seit 1968 vom ursprünglichen Verlauf ab in Richtung Europaplatz, an dem die A 544 beginnt.
- Straßennamen:
  - B 1: Vaalser Straße, An der Schanz, Boxgraben, Lagerhausstraße, Römerstraße, Kurbrunnenstraße, Wilhelmstraße, Heinrichsallee, Hansemannplatz, Jülicher Straße, Blücherplatz, Europaplatz (Beginn der A 544)
  - B 1a: An der Schanz, Junkerstraße, Turmstraße, Pontwall, Saarstraße, Ludwigsallee, Monheimsallee, Hansemannplatz

#### Aachen bis Neuss

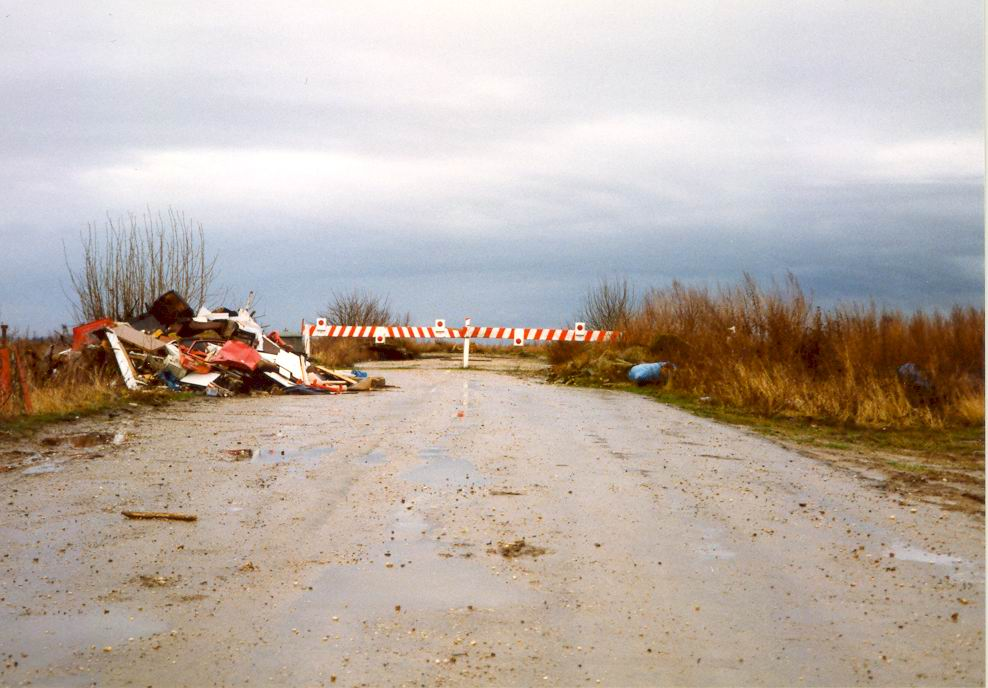
Unterbrechung der B 1 am Tagebau Garzweiler 2

In den 1960er Jahren plante man den Bau einer leistungsfähigen Schnellstraße zwischen Aachen und Neuss entlang der B 1. Ab 1971 war die EB 1 im Bedarfsplan des Gesetzes über den Ausbau der Bundesfernstraßen in den Jahren 1971 bis 1985 aufgeführt. Der Bau der entsprechend als Ersatzbundesstraße 1 (EB 1) bezeichneten Straße begann allerdings schon 1965 zwischen Jackerath und Hemmerden. Der Ausbau der Trasse entsprach schon weitgehend dem einer Autobahn, war aber zunächst noch nicht als solche gewidmet. Der erste fertiggestellte Abschnitt war 1968 der zwischen dem Kreuz Aachen und Begau. Bis 1972 war der Abschnitt von Jackerath nach Hemmerden fertiggestellt, 1975 folgten die restlichen Abschnitte von Begau bis Jackerath und von Hemmerden bis Neuss, letztgenannter direkt auf der Trasse der alten B 1. Die Eröffnung der Gesamtstrecke fand nicht mehr unter der Bezeichnung EB 1, sondern bereits als Autobahn statt – seit 1973 war die Neubaustrecke Bestandteil der Bundesautobahn A 201.
Der Streckenabschnitt zwischen Aachen und Neuss wurde durch die Autobahnen A 544, A 44, A 46 sowie die A 57 ersetzt. Dabei musste die A 44 im Bereich zwischen Kreuz Jackerath und Kreuz Holz dem Braunkohletagebau Garzweiler 2 weichen und wurde abgerissen. Am 1. Juli 2018 wurde die wiederaufgebaute Strecke in nördlicher Richtung freigegeben; in südlicher Richtung am 29. August 2018.
Dennoch ist der alte Straßenverlauf der B 1 gut erkennbar, wenn der Straßenbenutzer in Aachen am Blücherplatz die Jülicher Straße weiterverfolgt, anstatt in Richtung Autobahn zu fahren. Diese folgt geradeaus dem Verlauf der B 1, später als B 264 und heute als L 136, durch Haaren, Würselen-Broichweiden, die Alsdorfer Stadtteile Begau, Mariadorf und Hoengen sowie durch Aldenhoven-Schleiden vorbei an Aldenhoven, erreicht als Aachener Landstraße Jülich, heißt dort Große Rurstraße und führt weiter als Neusser Straße durch Mersch und Titz vorbei an Jackerath, wo sie anschließend auf den Tagebau Garzweiler 2 trifft und dort an einem Aussichtspunkt endet.
Jenseits des Tagebaus führt die Strecke als Jülicher Straße und Düsseldorfer Straße durch Grevenbroich. Weitergehend verläuft ein Stück der A 46 auf dem ehemaligen Streckenverlauf der B 1 und ist seit Mitte der 2000er an der Anschlussstelle Neuss-West zum Autobahnkreuz ausgebaut (zuvor ging die A 46 an der Anschlussstelle Neuss-Holzheim (15) in eine Kraftfahrstraße über, die mit einer Ampelanlage an der Anschlussstelle Neuss-West der A 57 endete). Von der heutigen Verkehrsführung über die A 57 zweigt hier der ehemalige Verlauf der B 1 ab, der früher über die heutige Jülicher Landstraße durch die Innenstadt von Neuss zur Josef-Kardinal-Frings-Brücke führte.

#### Düsseldorf

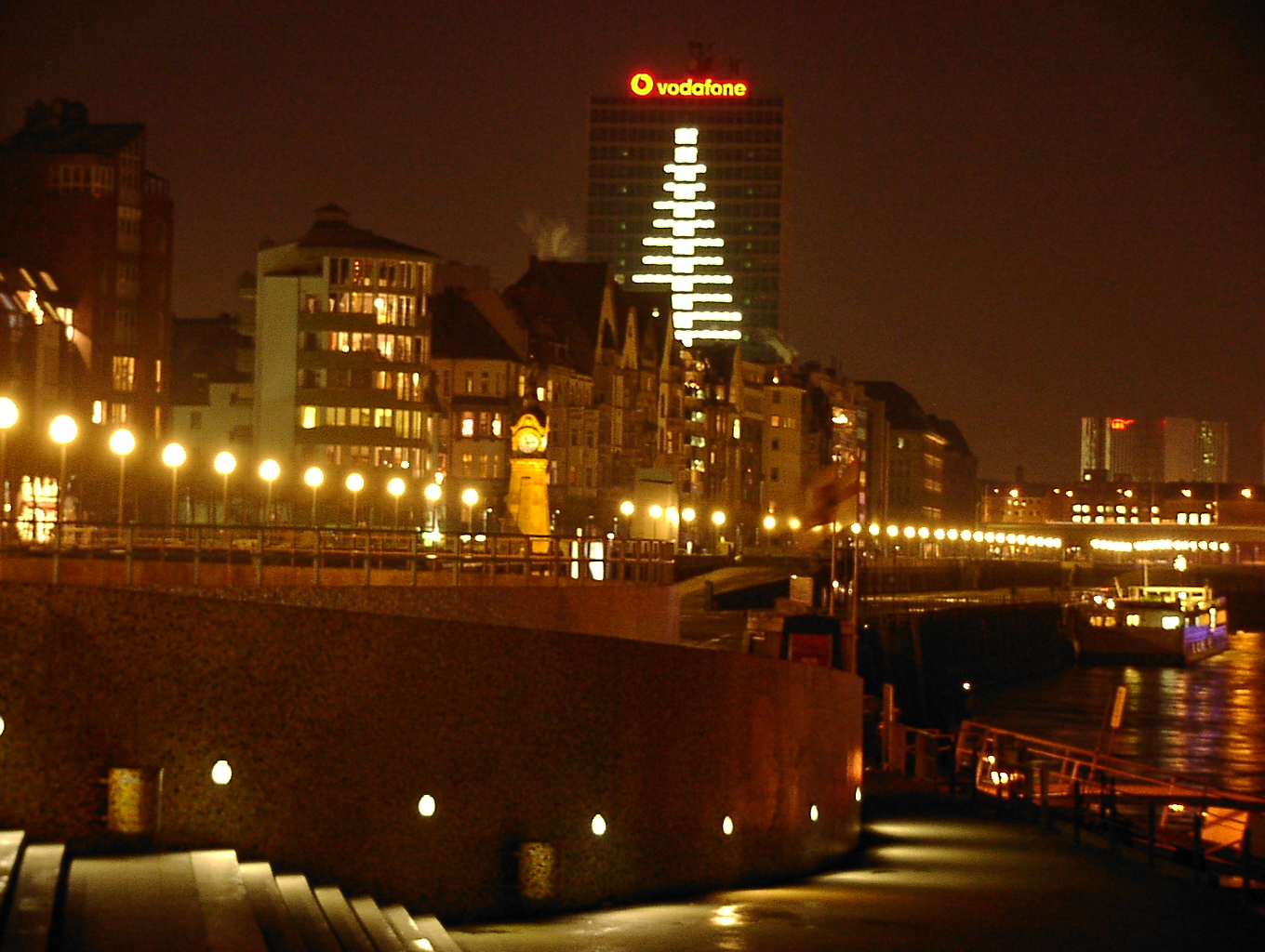
Die B 1 in Düsseldorf als Rheinuferstraße bei Nacht, das Mannesmann-Hochhaus mit Vodafone-Schriftzug und Weihnachtsbeleuchtung

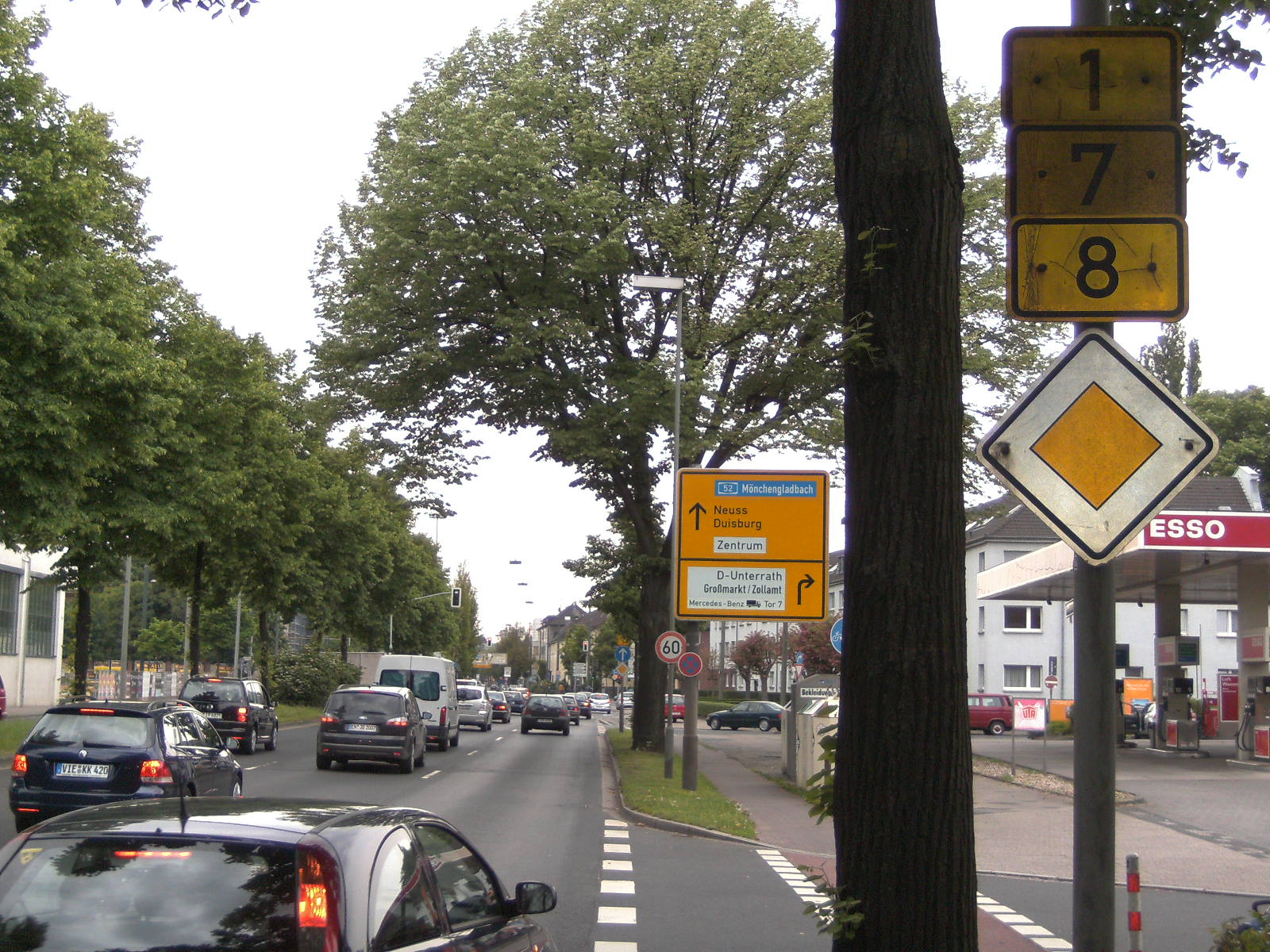
In Düsseldorf-Derendorf haben die B 1, B 7 und B 8 auf rund 2 km eine gemeinsam verlaufende Strecke

Der Straßenverlauf der Bundesstraße 1 ist in Düsseldorf komplett mindestens vierstreifig und hat teilweise autobahnähnlichen Charakter. Als sogenanntes „Jahrhundertprojekt“ wurde die B 1 als Rheinuferstraße seit Mitte der 1980er Jahre baulich stark verändert. Sie und ihre Skyline sind ein identifikationsgebendes Postkarten- und Vorzeigeobjekt geworden, das der weltbekannten Königsallee fast den Rang abgelaufen hat.
Historisch gesehen wurde Düsseldorf am Verlauf der heutigen Bundesstraße 1 gegründet. So führt auch heute noch die älteste Straße der Stadt auf der – seit Gründungszeiten niemals veränderten – Trasse über das Gelände des ehemaligen Düsseldorfer Schlosses, von dem heute nur noch der Schlossturm steht.
Die B 1 verlässt noch auf Neusser Stadtgebiet an der Anschlussstelle Neuss-Hafen die A 57, wendet sich nach rechts auf die Josef-Kardinal-Frings-Brücke, im örtlichen Sprachgebrauch auch mit ihrem früheren Namen „Südbrücke“ bezeichnet, und überquert den Rhein. Sie lässt dabei die Hammer Eisenbahnbrücke links flussabwärts liegen und führt so in die Landeshauptstadt Nordrhein-Westfalens Düsseldorf mit ihrem Stadtteil Hamm. Sie folgt zunächst auf etwa einem Kilometer dem Südring und dann links der Völklinger Straße, die ihren namensgleichen Bahnhof der S-Bahn-Linien S8, S11 und S28 im Tunnel Gladbacher Straße unterquert, womit sie sich nun im Ortsteil Unterbilk befindet.
Aus diesem Tunnel kommend nähert sich die Straße dem Rheinufer und passiert die rechte Flanke des Düsseldorfer Medienhafens mit den als „tanzende Bürotürme“ bezeichneten Hochhäusern des Architekten Frank Gehry. Die Einfahrt der B 1 in den Innenstadtbereich markiert ein Hochhaus in Form eines Tores – das Düsseldorfer Stadttor. Darunter beginnt der zwei Kilometer lange Rheinufertunnel, der hier gleichzeitig als Besonderheit das Fundament des Stadttores bildet. Da nun 55.000 Fahrzeuge pro Tag unterirdisch verkehren, konnte der oberirdische Teil der Straße stark verkehrsberuhigt werden. Hier auf der sogenannten „Rheinuferpromenade“ wird die Straße zunächst links von dem 240 Meter hohen Rheinturm sowie dem NRW-Landtag flankiert, bevor sie die Rampe der Rheinkniebrücke unterquert.
Im Ortsteil Carlstadt heißt die Straße nun Mannesmannufer. Zur Rechten erhebt sich das Mannesmann-Hochhaus, das vom Mannesmann-Haus gefolgt wird. Diese Bezeichnungen verweisen auf die Bedeutung der dort ehemals ansässigen Mannesmann AG, die 2000 im Rahmen einer feindlichen Übernahme von Vodafone erworben wurde. Der Straßenname wechselt weiter zum Rathausufer. Hinter der historischen Pegeluhr auf der linken Seite folgen gegenüber das Rathaus sowie der Burgplatz. Inzwischen befindet sich die Straße im Ortsteil Düsseldorf-Altstadt mit vielen historischen Gebäuden und passiert „die längste Theke der Welt“. Zum Straßennamen Schloßufer gesellen sich rechts der Schlossturm sowie die Basilika St. Lambertus, das mit nahezu 1000 Jahren älteste Bauwerk Düsseldorfs. Kurz vor der Oberkasseler Brücke, deren sogenannte Hofgarten-Rampe nun unterquert wird, endet der Rheinufertunnel. Unter dem Namen Joseph-Beuys-Ufer passiert die Bundesstraße 1 sodann am Ehrenhof ein bedeutendes Kulturzentrum der Landeshauptstadt, das baulich besonders durch die Tonhalle und den Kunstpalast in Erscheinung tritt.
Im Ortsteil Pempelfort stellt die B 1 nach dem Joseph-Beuys-Ufer als Cecilienallee eine ruhige, vom Rheinpark Golzheim gesäumte Parallele zum Rheinufer dar und geht kurz hinter den imposanten Palästen der Bezirksregierung Düsseldorf und des Oberlandesgerichts Düsseldorf in Höhe der Klever Straße in den Stadtteil Golzheim über. Vom Rhein entfernt sie sich als Homberger Straße und als Kennedydamm. Am Lastring biegt sie rechts in den Stadtteil Derendorf ab, trifft sich so mit der von der Theodor-Heuss-Brücke kommenden B 7 sowie der B 8. Nirgendwo sonst teilen sich drei einstellige Bundesstraßen eine Trasse. Derart vereint nimmt die Straße die Namen Johannstraße, Heinrich-Erhardt-Straße und Grashofstraße an. Dabei überquert sie als Heinrich-Erhardt-Brücke am Bahnhof Derendorf die Bahnstrecke Köln–Duisburg der Deutschen Bahn zwischen Hauptbahnhof und dem Fernbahnhof Flughafen, als auch die S-Bahn-Linien S1, S6 und S11. Unmittelbar davor ist die in den 2010er Jahren eröffnete und hier beginnende Toulouser Allee angebunden. Die B 1 entledigt sich im Stadtteil Mörsenbroich am sogenannten „Mörsenbroicher Ei“ der Gesellschaft der beiden Bundesstraßen durch Abbiegen nach links auf den Nördlichen Zubringer. Rechts von der Kurve steht mit dem ARAG-Tower das höchste Hochhaus Düsseldorfs.
Nordostwärts verlässt die Straße nun die Stadt über die A 52. Sie lässt den Flughafen Düsseldorf links liegen und passiert nun im Kreis Mettmann die Stadt Ratingen und das ungewöhnlich mühlenförmige Kreuz Breitscheid. An dessen Anschlussstelle Breitscheid verlässt sie die Autobahn und überschreitet als Kölner Straße die Grenze zu Mülheim an der Ruhr. Hier befand sich von 1967 bis 1992 der Zugang zu einem Miniaturenpark namens Minidomm, in dem die bekanntesten Bauwerke der Welt im Maßstab 1:25 nachgestellt waren.

#### Mülheim an der Ruhr

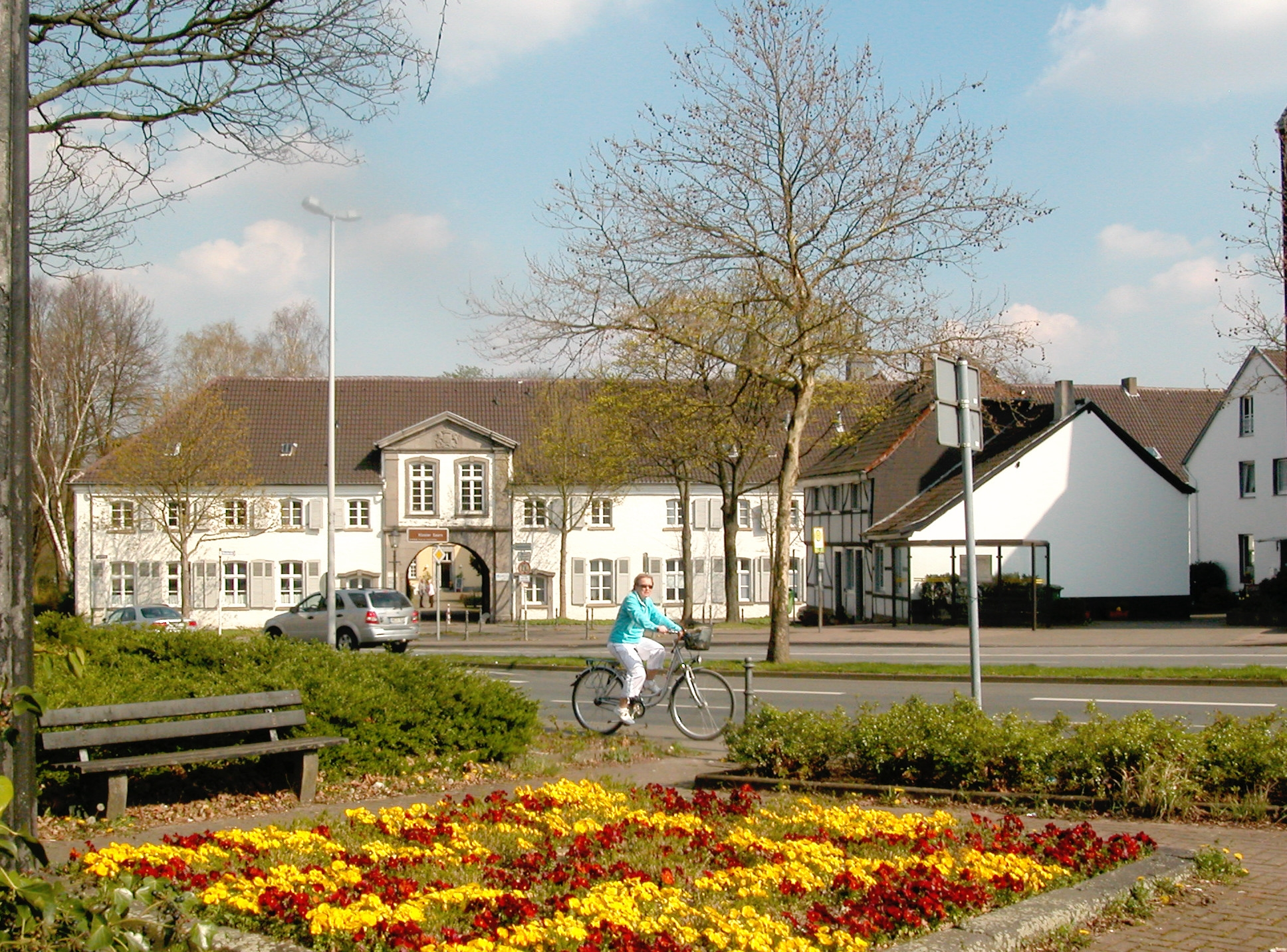
B 1 (Kölner Straße) mit Kloster Saarn

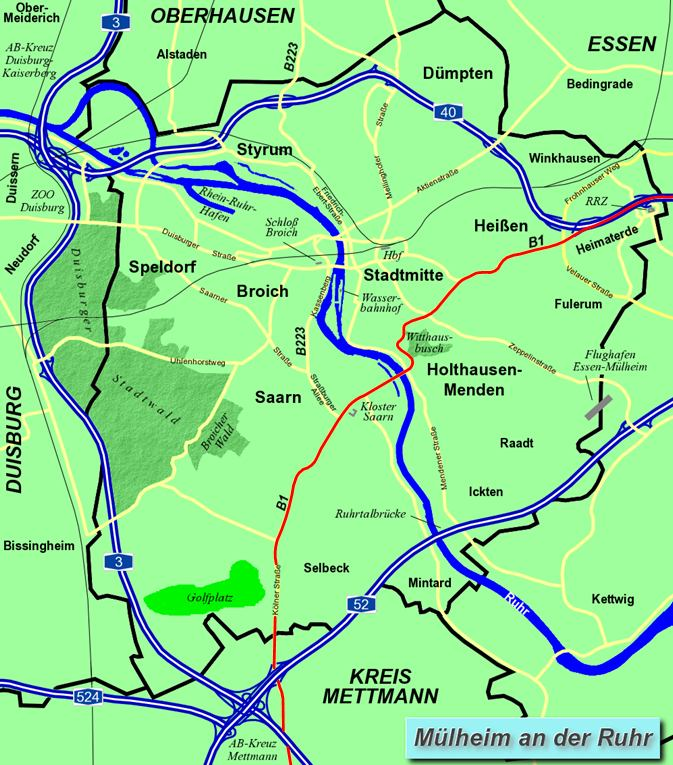
Der Verlauf der B 1 in Mülheim an der Ruhr

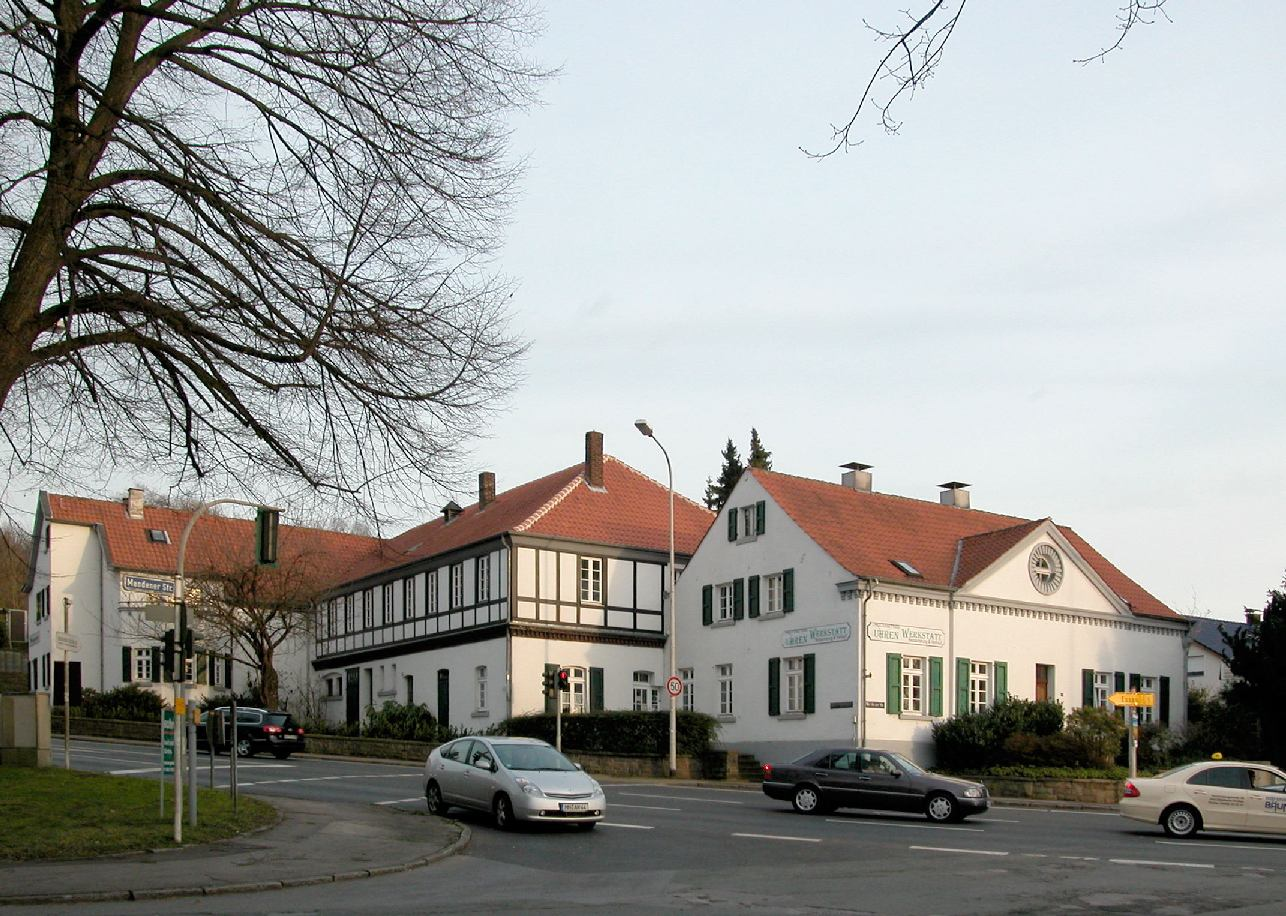
Die alte Stadtgärtnerei in Mülheim an der Ruhr an der unteren Saarlandstraße (B 1)

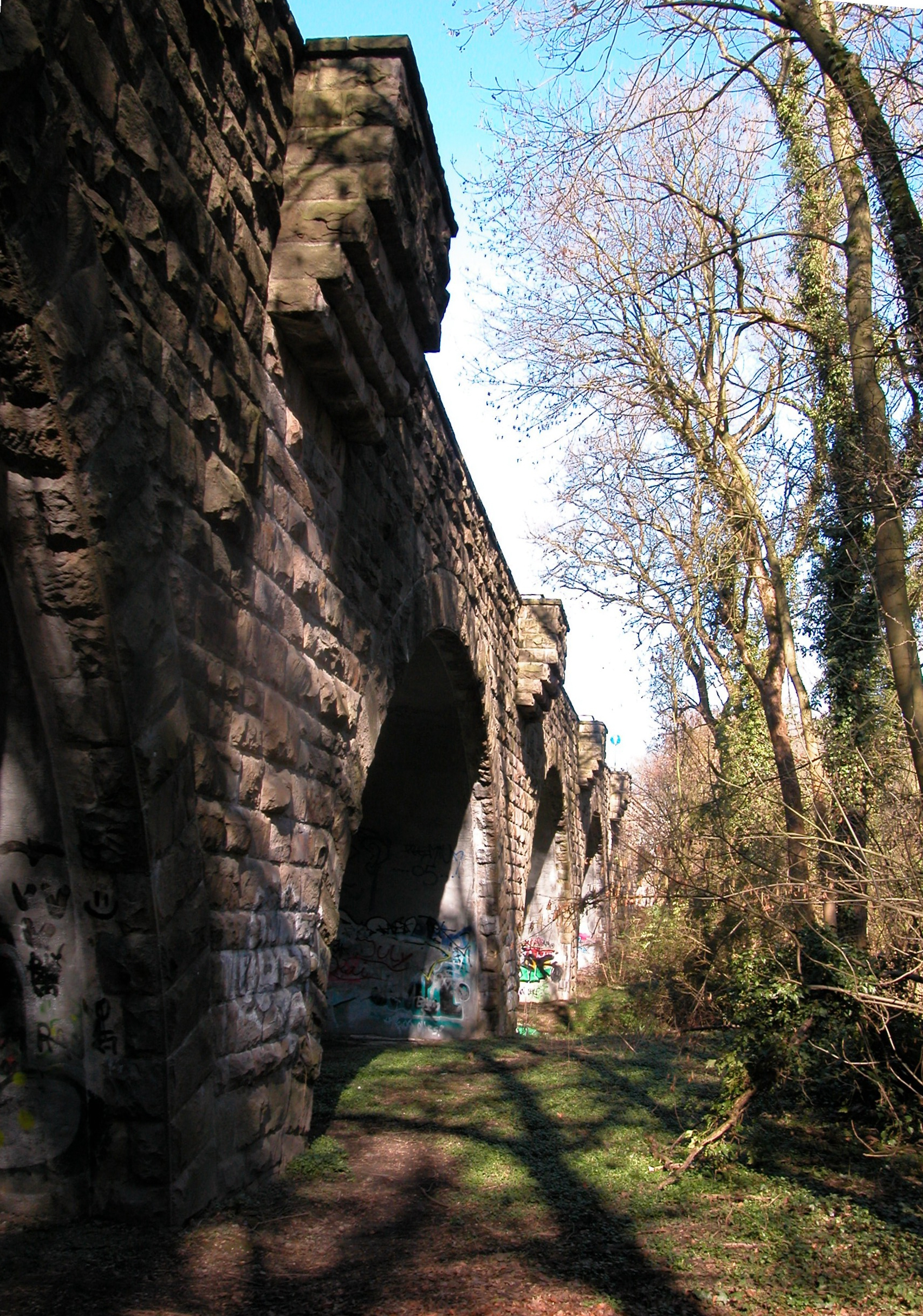
Sandsteinbrücke über den Rumbach in Mülheim

Die B 1 verläuft in Mülheim erst ländlich. Sie führt zunächst durch Grünland, um dann in eine echte Sehenswürdigkeit überzugehen: Europas größte und eindrucksvollste Straße zu Caravanen. Mehr als 25 Händler offerieren rechts und links der B 1 Wohnmobile, Mobilheime, Gartenhäuser, Caravane und Artverwandtes zur Freizeitgestaltung.
An den Hängen herunter zum Ruhrtal mehren sich die Autohändler, auch zu diesem Thema gibt es einige Besonderheiten: Unter anderem Händler, die sich in Saarn (ein wenig linksab) auf Oldtimer-Fahrzeuge spezialisiert haben.
Bevor die Bundesstraße das Ruhrtal erreicht, ist das unmittelbar rechts neben der Straße liegende Kloster Saarn zu sehen, ein ehemaliges Zisterzienserinnenkloster, dessen Gründung im Jahr 1200 erfolgte. Die Besichtigung lohnt sich.
Rechts der Ruhr, direkt nach der Brücke kreuzt die B 1 eine weitere Verbindung zwischen Kettwig und der Mülheimer Innenstadt. Rechts liegt die alte Stadtgärtnerei, in der sich heute eine Uhrenwerkstatt und ein Weindepot befindet. Es folgt eine langgeschwungene Serpentine an Mülheims begehrtestem Wohnviertel und dem Stadtpark Witthausbusch südlich der Stadtmitte vorbei auf eine Anhöhe, dort über eine Kreuzung mit einer rechts nach Süden zum Flughafen Essen-Mülheim und weiter nach Essen-Werden führenden Straße. Am Flughafen, waren über die 1970er und 1980er Jahre hinweg Deutschlands einzige Luftschiffe beheimatet. Einer der größten Verkehrsübungsplätze der Republik findet sich dort, nahe der Abfahrt zur A 52.
Die B 1 führt noch einmal durch ein Waldgebiet bergab, quert den Rumbach, einen kleinen Nebenfluss der Ruhr, über eine alte Brücke aus Ruhrsandstein und windet sich dann wieder über Serpentinen bergauf, bis sie sich in Mülheim-Heißen mit der A 40, dem berüchtigten „Ruhrschleichweg“ verbindet. Kurz vor der Stadtgrenze zu Essen kann sich der Straßenbenutzer den Schildern entlang zum „Rhein-Ruhr Zentrum“ orientieren, Deutschlands erstem vollüberdachten Einkaufszentrum auf grüner Wiese, einem ehemaligen Zechengelände. Dieses Einkaufszentrum ist dann auch unmittelbar vor der Essener Stadtgrenze rechter Hand zu sehen (östliche Ruhrhöhe an der Auffahrt auf den Ruhrschnellweg A 40).
- Straßennamen: Kölner Straße, Untere Saarlandstraße, Obere Saarlandstraße, Essener Straße, Ruhrschnellweg.

#### Essen

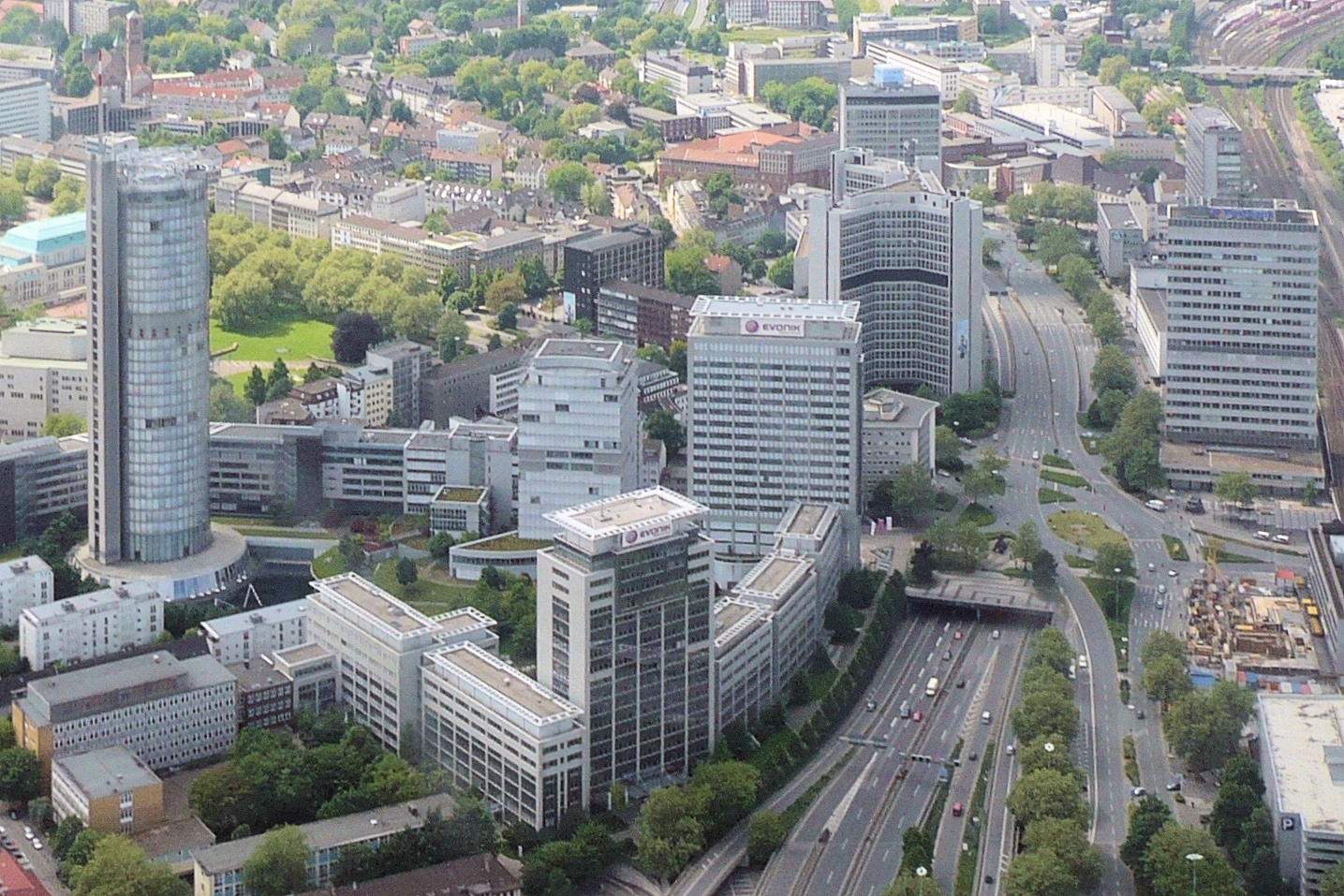
Überdeckelter Abschnitt in Essens Südviertel

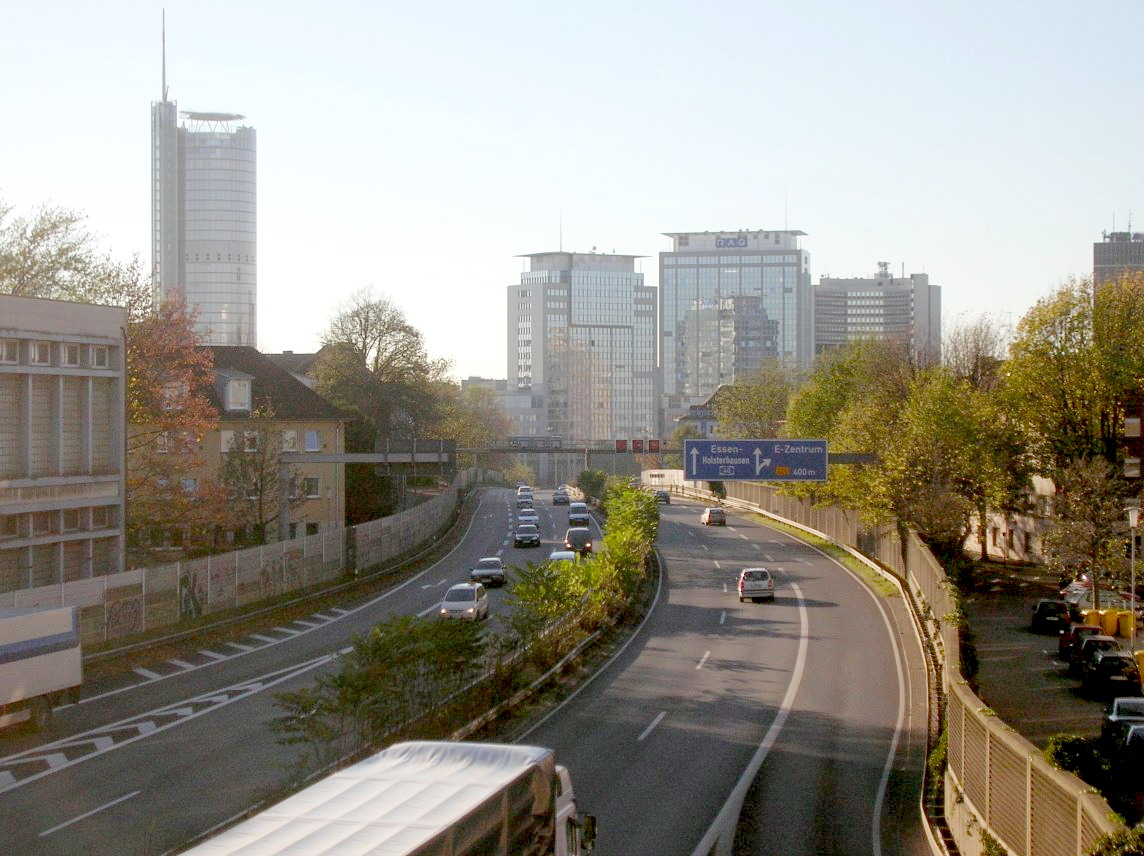
Ruhrschnellweg

Die A 40 auf der Trasse der B 1 verläuft in Essen zentral durch die dichtestbesiedelten Stadtteile Frohnhausen, Holsterhausen, Südviertel, Südostviertel, Huttrop, Frillendorf, Kray und Leithe. Durch die Baugeschichte als ehemalige Stadtstraße stehen auf dem größten Teil der Strecke viergeschossige Häuserzeilen meist in Blockrandbebauung unmittelbar an der Autobahn.
Der Ausbau zur Schnellstraße wurde von der Anschlussstelle Essen-Frohnhausen bis zum Ruhrschnellweg-Tunnel, von der Anschlussstelle Essen-Huttrop bis zum Autobahndreieck Essen-Ost sowie in Essen-Kray in Troglage realisiert, um die zahlreichen angeschlossenen und querenden Stadtstraßen niveaugleich halten zu können. Beim Bau wurden zwei Straßenbahnstrecken auf eigenen Gleiskörpern zwischen den Richtungsfahrbahnen beibehalten. Zwischen den Anschlussstellen Mülheim-Heißen und Essen-Zentrum verläuft die Strecke der normalspurigen Stadtbahnlinie U18 in der Troglage der Autobahn. Zwischen den Anschlussstellen Essen-Huttrop und Essen-Kray blieb eine meterspurige Straßenbahnstrecke erhalten. Diese Strecke wurde 1985 im Rahmen eines Pilotprojekts in eine Trasse aus Betonelementen für Spurbusse umgewandelt.
An der Anschlussstelle Essen-Holsterhausen steht die Widia-Fabrik, in der 1926 vom Krupp-Konzern die Produktion des kurz zuvor patentierten Hartmetalls aufgenommen wurde. In der Stadtmitte führt der 1970 eröffnete Ruhrschnellweg-Tunnel zwischen Hauptbahnhof und U-Bahn in der Innenstadt und dem Essener Hochhausbezirk im Südviertel hindurch. Hier haben unter anderem die Evonik Industries AG (die frühere Ruhrkohle AG), die RWE AG, die Evonik Steag GmbH, die Hochtief AG sowie die MAN Ferrostaal AG ihre Hauptverwaltungen. Das Osram-Haus von 1929, das Rheinstahl-Hochhaus von 1961, das RWE-Hochhaus von 1961 sowie das Postscheckamt von 1967 stehen inzwischen unter Denkmalschutz. Über der östlichen Tunnelausfahrt befindet sich das Bergarbeiter-Denkmal „Steile Lagerung“.
An der Anschlussstelle Essen-Huttrop steht der denkmalgeschützte Wasserturm am Steeler Berg, der als ein wichtiger Schauplatz des Ruhraufstands 1920 bekannt ist und in jüngster Zeit als Sitz der bundesweit beachteten Essener Tafel. Kurz dahinter mündet im Autobahndreieck Essen-Ost aus Richtung Düsseldorf die Autobahn 52 ein. In Kray liegt direkt an der Autobahn die Hauptverwaltung von Aldi Nord. Gleich drei Kuriosa gibt es bei der Benennung von Anschlussstellen: Die Anschlussstelle „Essen-Huttrop“ liegt tatsächlich im Südostviertel, die 2020 neugebaute Anschlussstelle „Essen-Frillendorf“ für die Fahrtrichtung Dortmund im Stadtteil Kray und die Anschlussstelle „Gelsenkirchen-Süd“ rund einen Kilometer von Gelsenkirchen entfernt genau auf der Stadtgrenze von Essen-Leithe zu Bochum-Leithe.
Die A 40 in Essen gehört zu den deutschen Autobahnen mit den höchsten Verkehrsaufkommen. In der ADAC-Staubilanz ist die A 40 zwischen Essen und Dortmund der Autobahnabschnitt mit den meisten Staukilometern je Autobahnkilometer in ganz Deutschland.
- Straßennamen: Ruhrschnellweg – A 40, oberhalb des Ruhrschnellweg-Tunnels: Kruppstraße.

#### Bochum
In Bochum verläuft die A 40 auf der früheren B 1-Trasse meist durch etwas weniger dicht besiedelte Bereiche und wird in einigen Kilometern Entfernung nördlich um die Stadtmitte herumgeführt. Dabei durchquert sie die Stadtteile Leithe, Wattenscheid-Mitte, Westenfeld, Hamme, Hofstede, Grumme, Harpen und Werne.
Die Anschlussstelle Bochum-Wattenscheid liegt unmittelbar am Bahnhof Wattenscheid. Kurz dahinter an der Abfahrt Bochum-Dückerweg steht auf stählernen Stützen ein North-American-F-86-Düsenjäger, den die Autozubehör-Firma D&W als Blickfang vor ihrem Gebäude aufgestellt hat. Es folgt über mehr als zwei Kilometer das riesige Stahlwerksgelände, das über ein Jahrhundert vom Bochumer Verein betrieben wurde und heute zu Thyssenkrupp gehört.
Am Autobahndreieck Bochum-West zweigt die ab 2015 neugebaute Autobahn 448 ab, die als Gegenstück zur A 40 südlich um die Bochumer Stadtmitte herumführt. Die A 40 schwenkt nach Norden und unterquert in Troglage die Bundesstraße 226. An der Anschlussstelle Bochum-Stadion liegen das namensgebende Fußballstadion des VfL Bochum, die RuhrCongress-Halle und das Starlight Express Theater, in dem seit 1988 das mit mehr als 16 Millionen Besuchern (Stand 2016) derzeit erfolgreichste Musical der Welt an einem Standort aufgeführt wird. Im Autobahnkreuz Bochum unterquert die A 40 die Autobahn 43. Dort befindet sich das Ruhr-Park-Einkaufszentrum, bereits 1964 als eines der ersten deutschen Einkaufszentren eröffnet und heute das nach Verkaufsfläche drittgrößte Einkaufszentrum Deutschlands.
- Straßennamen: Ruhrschnellweg – A 40.

#### Dortmund

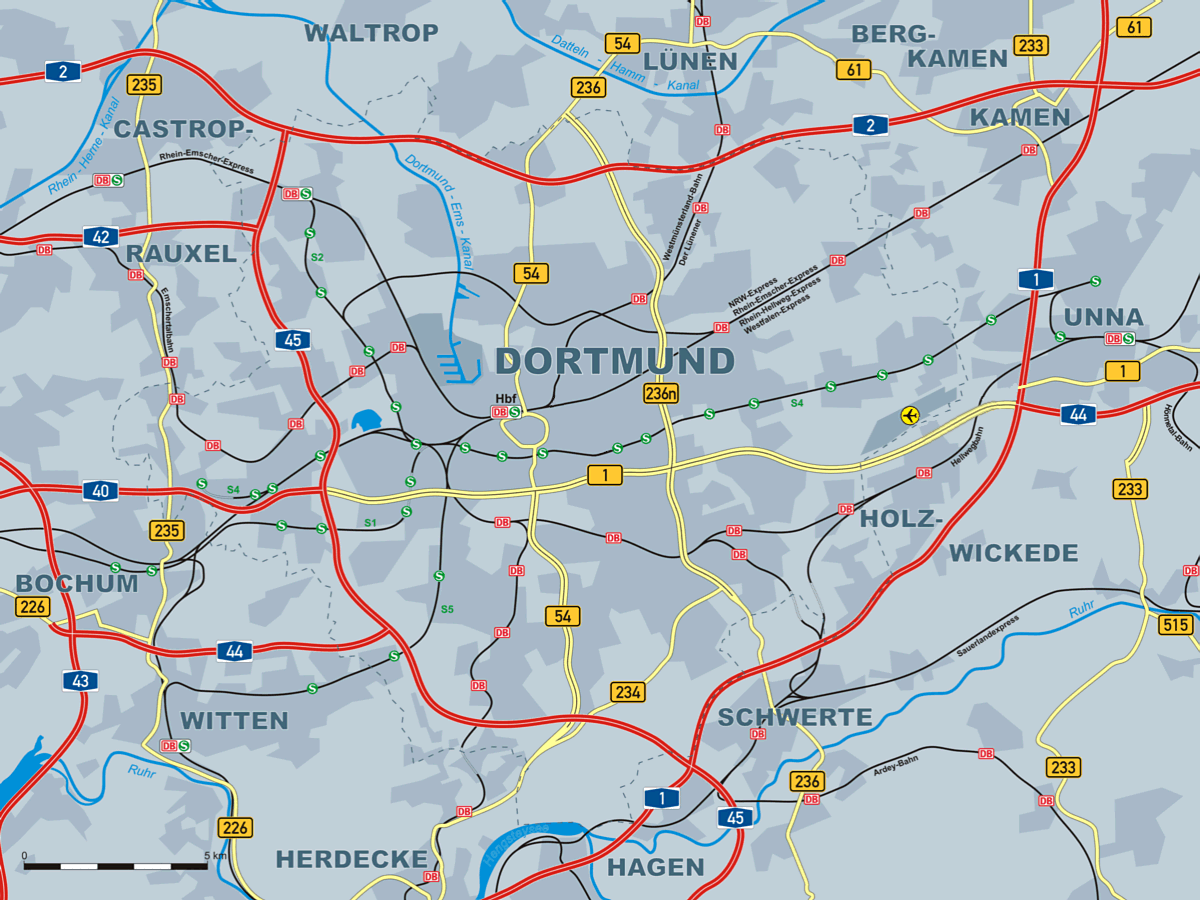
Der Verlauf der B 1 in Dortmund (Stand:2007)

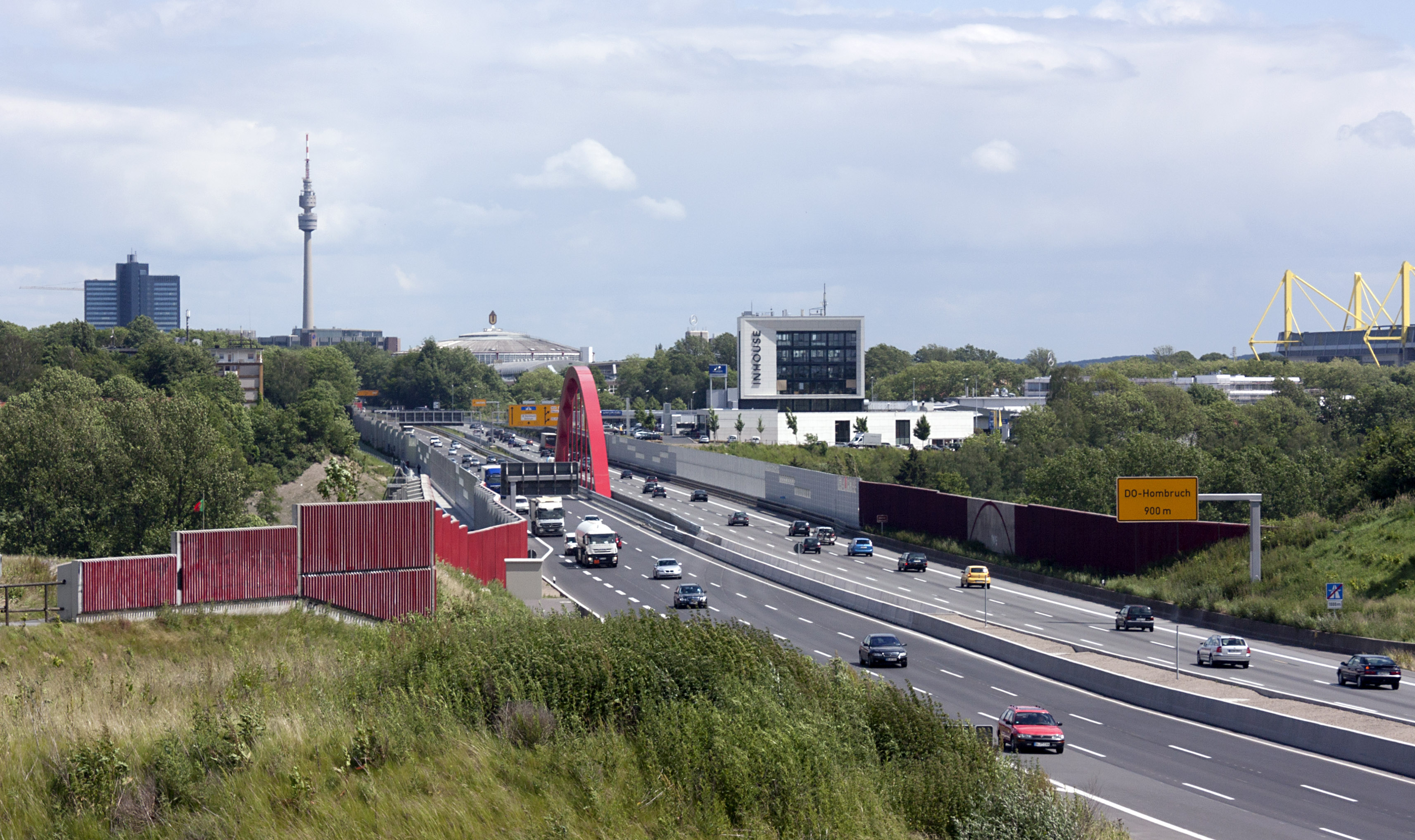
Die neue Schnettkerbrücke

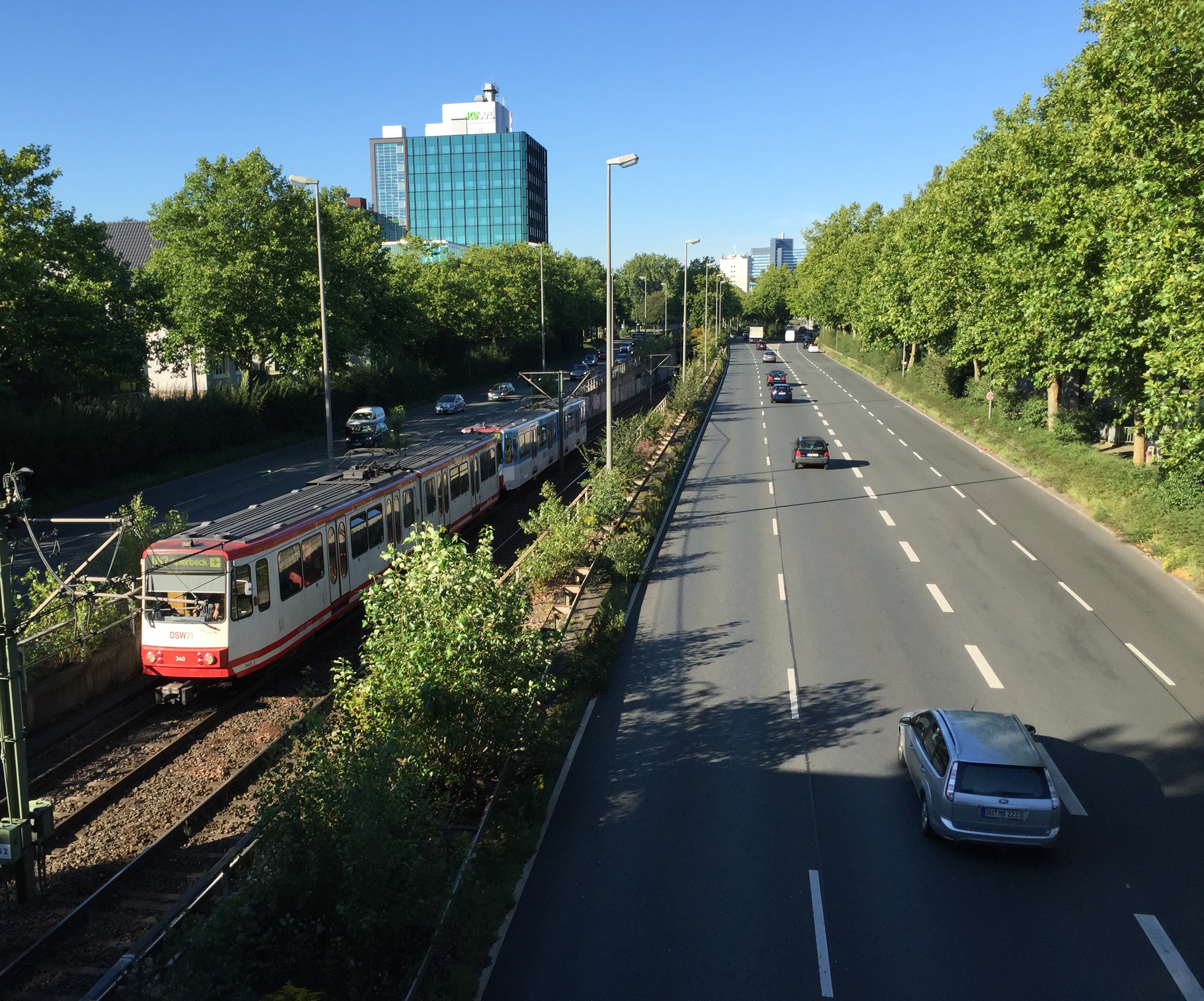
Westfalendamm mit Stadtbahn Dortmund

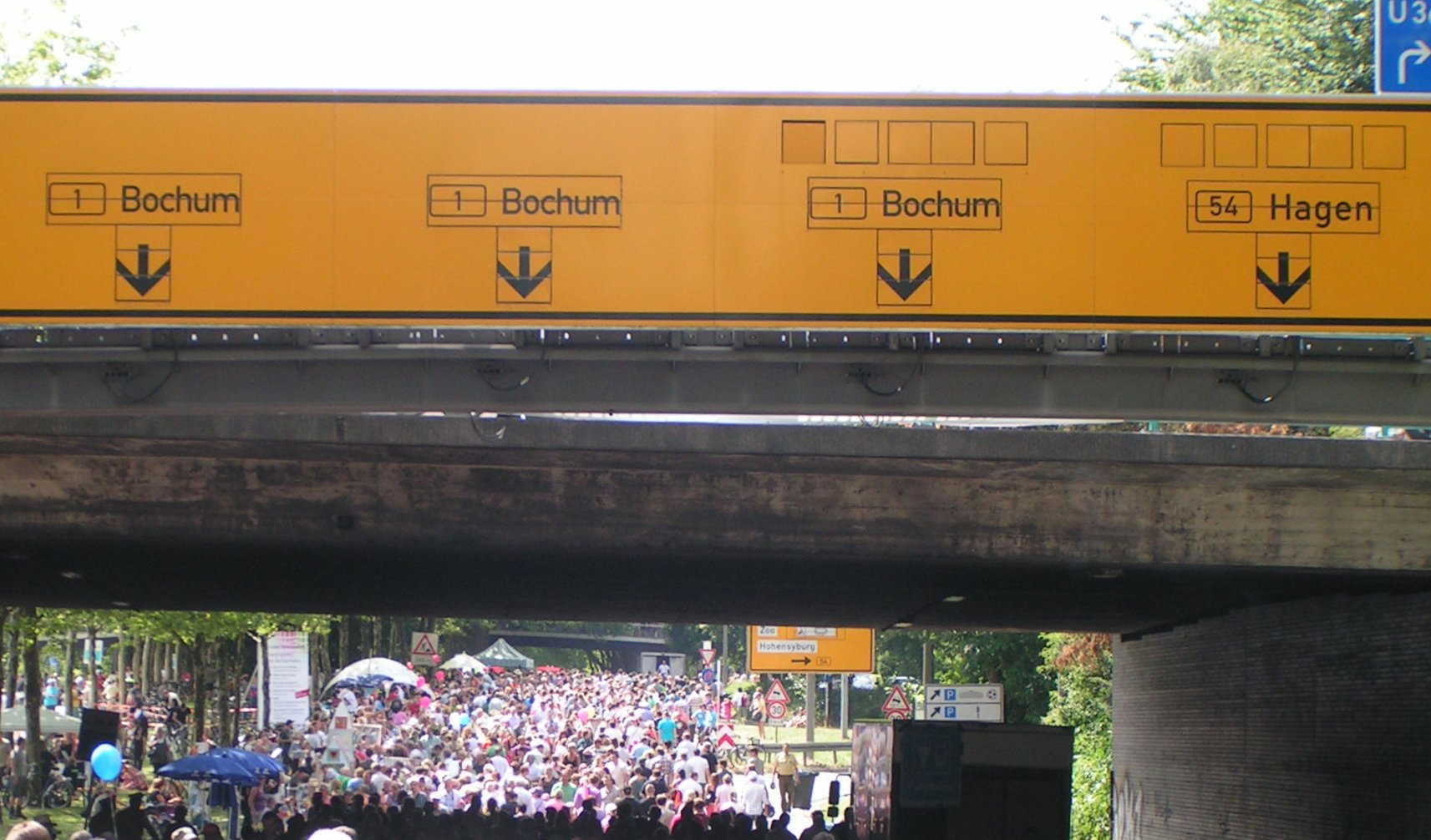
Aktion Still-Leben Ruhrschnellweg am 18. Juli 2010 in Dortmund

Im äußersten Westen des Stadtgebiets beginnt der Verlauf der B 1 durch Dortmund an der Abfahrt Dortmund-Lütgendortmund zur B 235 (Provinzialstraße). Nahe dieser Abfahrt liegt südlich das Areal der stillgelegten „Brauerei Brinkhoff“, die noch bis Juli 2002 unter ihrem historischen Namen „Ritter-Brauerei“ firmierte. Gegenüber der Brauerei, direkt von der B 1 aus einsehbar, befindet sich das Werksgelände der früheren Werkzeugmaschinenfabrik Tönshoff, hinter der nochmal auf wenigen Metern Bochumer Stadtgebiet durchquert wird. Die nächste Abfahrt Dortmund-Kley führt zu einem großen Gewerbegebiet, dem Indupark mit großflächigem Einzelhandel.
Es folgt das Autobahnkreuz Dortmund-West, das die B 1/A 40 mit der A 45, der „Sauerlandlinie“, verbindet. Von hier an wurde die B 1 bis Oktober 2009 großzügig auf sechs Spuren erweitert. Auf diesem Teilstück befindet sich die Abfahrt Dortmund-Dorstfeld/Universität, an der sich am westlichen Hangkamm des Emschertales neben der Universität ein sehr großes Technologie-Zentrum etabliert hat. Auf der nördlichen Seite sieht man die DASA – Arbeitswelt Ausstellung, eines der größten technischen Museen Deutschlands, und den Dorstfelder Hannibal. Hinter dem langgezogenen Hang und der neu eingerichteten Abfahrt Dortmund-Barop folgt die am 31. Mai 2012 nach sechseinhalb Jahren Bauzeit fertiggestellte Schnettkerbrücke über die Emscher. Bis hierhin ist die Straße sechsstreifig ausgebaut und als Autobahn A 40 beschildert.
Unmittelbar im Anschluss an die Schnettkerbrücke ab dem Abzweig nach Hombruch und zum Kreuzviertel wird die B 1 mit der gelben Beschilderung für Bundesstraßen ausgewiesen und sechsstreifig über verengte Fahrstreifen geführt (weitere Einzelheiten werden unter den Stichworten Rheinlanddamm und Westfalendamm erläutert), wobei sie die Bundesstraße 54 kreuzt (geplante A 40-Bezeichnung: Dortmund-Zentrum). Hier finden sich weitere Sehenswürdigkeiten wie das Westfalenstadion, die Westfalenhallen, der Westfalenpark mit dem Florianturm und das Telekom-Hochhaus, sowie im weiteren Verlauf der Westfalentower, das jüngste Bürohochhaus an der B 1. Die Bundesstraße 1 hat hier ein tägliches Verkehrsaufkommen von mehr als 140.000 Fahrzeugen und es bestehen seit langem Planungen, die Strecke durch die dicht besiedelte Dortmunder Gartenstadt in einem Tunnel zwischen dem Abzweig Dortmund-Märkische Straße und der Bundesstraße 236 zu führen. Der aktuelle Entwurf sieht vor, die heutigen Ampelkreuzungen durch eine kreuzungsfreie Anschlussstelle Dortmund-Hörde/Dortmund-Körne zu ersetzen. Die auf fünf Jahre angesetzten Bauarbeiten für die 2,2 Kilometer lange Tunnelstrecke sollten nach dem Planfeststellungsverfahren im Jahr 2009 beginnen, liegen aber derzeit wegen gerichtlich festgestellter Verfahrensfehler bis zu einer Neuaufnahme des Verfahrens auf Eis.
Hinter dem Westfalendamm und dem autobahnähnlichen Kreuz mit der B 236 (geplante Bezeichnung Dortmund-Ost) befinden sich auf der nördlichen Seite die beiden Hochhäuser des Finanzamtes Dortmund-Ost/Dortmund-Unna und die Galopprennbahn. Auf der südlichen Seite schließt sich im Schürener Feld auf dem ehemaligen Kasernengelände der britischen Rheinarmee ein neu errichtetes Technologie- und Wohngebiet (Stadtkrone Ost) an, dessen markantestes Gebäude die Niederlassung des ADAC ist. Gegenüber auf der nördlichen Seite liegt das „Autozentrum Wambel“, eine Gewerbefläche aus Autohäusern. Hinter der kreuzungsfrei umgebauten Anschlussstelle Stadtkrone Ost schließt sich das langgestreckte Areal des Hauptfriedhofs Dortmund an, während an der Südseite die Baustelle der bundesweit größten und modernsten Filiale der Bundesbank, das Materialprüfungsamt Nordrhein-Westfalen und unmittelbar nach der Ausfahrt Marsbruchstraße die LWL-Klinik Dortmund zu sehen sind. Hier kreuzte die Stadtbahnlinie U47, die ab der Unterführung Westfalendamm/Märkische Straße parallel zur B 1 auf einem Mittelstreifen zwischen den Richtungsfahrspuren entlanggeführt wird, die Fahrbahn in südlicher Richtung nach Aplerbeck. Die Trasse wurde hinter der neu gestalteten Haltestelle „Hauptfriedhof“ entlang der B 1 abgesenkt und nach Süden unter der Fahrbahn hindurchgeführt. Seit November 2016 muss der Verkehr nicht mehr durch eine Ampelanlage gestoppt werden. Im Zuge des geplanten Ausbaus der B 1 zur BAB 40 wurde die Ausfahrt Marsbruchstraße geschlossen und die Straße an den Knotenpunkt Gottesacker/Stadtkrone Ost angebunden.
Der Tankstelle an der ehemaligen Ausfahrt folgt ein bereits 1963 vierstreifig autobahnähnlich ausgebautes Teilstück, das über den Dortmunder Rücken – einen Höhenzug, der im Dortmunder Osten den typischen ländlichen Bördecharakter annimmt – aus dem Dortmunder Stadtgebiet herausführt, mit der Abfahrt Dortmund-Aplerbeck/Dortmund-Brackel, über eine 60 Meter lange Brücke, die den kleinen Ortsteil Neuasseln überspannt, und mit den Abfahrten Dortmund-Sölde/Dortmund-Asseln sowie nach Holzwickede, einer Gemeinde im Kreis Unna, und zum Flughafen Dortmund in Dortmund-Wickede. Die historische Trasse der ehemaligen Reichsstraße 1 unterquert in Sölde die B 1, verläuft danach parallel zu ihr als „Chaussee“ nördlich oberhalb des Hanges unmittelbar am Flughafengelände auf der Stadtgrenze zur Gemeinde Holzwickede. Am nördlichen Hang unterhalb des Flughafens sieht man kurz vor der Ausfahrt ein architektonisch interessantes Nurdachhaus von Tesla (ehemals Porsche).
Am 19. Juli 2008 fand auf der Bundesstraße 1 im Stadtgebiet von Dortmund unter dem Motto „Highway to Love“ die zweite Loveparade im Ruhrgebiet statt. Es war das erste Mal in der Geschichte der B 1, dass sie für ein derartiges Großereignis im Stadtgebiet für den Straßenverkehr gesperrt wurde. An der Veranstaltung auf einem zwei Kilometer langen Teilstück des Rheinlanddamms nahmen laut Angaben der Veranstalter und der Polizei 1,6 Millionen Menschen teil. Am 18. Juli 2010 war der Rheinlanddamm im Rahmen der Aktion Still-Leben Ruhrschnellweg für den Kraftfahrzeugverkehr gesperrt. Für die Feierlichkeiten zur Bundesliga-Meisterschaft von Borussia Dortmund, an denen etwa 400.000 Feiernde teilnahmen, wurde das Teilstück vom 14. bis zum 15. Mai 2011 erneut für den Straßenverkehr gesperrt.
- Straßennamen: Ruhrschnellweg, teilweise A 40, Rheinlanddamm, Westfalendamm, B 1.

#### Unna
Zwischen Holzwickede und dem Autobahnkreuz Dortmund/Unna unterscheiden sich der beschilderte Verlauf und die Widmung der B 1 bzw. der Parallelstrecke. Nach der Beschilderung verlässt die B 1 an der Anschlussstelle Holzwickede die hier beginnende A 44, verschwenkt an der Nordstraße nach links unter der A 44 hindurch und führt auf den Flughafen Dortmund zu. Vor diesem biegt sie nach rechts ab und führt als Chaussee und ab der Einmündung Ölpfad als Provinzialstraße parallel zur A 44 nördlich von dieser nach Osten. Der Widmung nach verläuft die B 1 hinter der Anschlussstelle Holzwickede noch einige hundert Meter autobahnähnlich nach Osten und „springt“ dann in Höhe der Abzweigung der Provinzialstraße nach Massen zur als B 1 ausgeschilderten Parallelstrecke. Erst an dieser „Sprungstelle“ beginnt offiziell die A 44. Die B 1 hat am Autobahnkreuz Dortmund/Unna über die Anschlussstelle Unna (ehemals: Unna-Zentrum) Anschluss an die A 1 nach Köln und Bremen sowie erneut zur A 44.
Die vierstreifige Umfahrungsstraße im Westen und die folgende Alleestraße der „alten B 1“ im Osten von Unna war vor dem Bau der Autobahn A 44 nach Kassel stark verkehrsbelastet. Der Autobahnbau änderte die Lage; heutzutage ist das „Autowandern“ und auch das Radfahren entlang der alten B 1 eine entspannte Angelegenheit.
Lohnend ist ein kleiner Ausflug über die Bundesstraße 233 südwärts hinauf auf den Höhenzug des Haarstrangs. Von der Höhe, rund drei Kilometer südlich der B 1, hat man einen guten Ausblick über Unna und das östliche Ruhrgebiet.
Markant ist in den dörflichen Orten östlich von Unna die Vielzahl bäuerlicher Straßenanbieter von Lebensmitteln: die hier beginnenden Hellwegbörden zählen zu den fruchtbarsten Ackerbaulandschaften Deutschlands. Die B 1 führt an den zu Unna gehörigen Dörfern Mühlhausen (Sehenswürdigkeit: Mühlenturm an der östlichen Ausfallstraße) und Lünern südlich vorbei und quert den südlichen Teil von Hemmerde. Ab Mühlhausen kann man die alte Technik der Landvermesser erkennen: Die Straße führt schnurstracks von Kirchturmspitze zu Kirchturmspitze, um heute jeweils vor den Orten sanft seitwärts zu verschwenken und so die Dorfkerne zu meiden, eine Entwicklung, die bereits in den 1950er und 1960er Jahren einsetzte. Die Allee führt südlich an einem kleinen Bauernweiler „Steinen“ vorbei, in dem auf einer Kuppe einer der Zuflüsse der Lippe, die Seseke, entspringt.
- Straßennamen: Nordstraße, Chaussee, Provinzialstraße, Bundesstraße 1, Werler Straße.

#### Werl
Die Bundesstraße führt in den Kreis Soest nach Werl. Rechts und links der Straße findet man etliche Bauernhöfe, die einen „Ab-Hof-Verkauf“ von Kartoffeln, Gemüse und Obst betreiben. Die B 1 durchquert Holtum, dann Büderich, beide heute westliche Stadtteile von Werl. Im nördlichen Büderich hat sich im dortigen Industriegebiet neben Möbelindustriebetrieben, Betonwerk und Bauzulieferern ein großes Möbelhaus angesiedelt, das in der Aufzählung der Möbelhäuser in Deutschland unter den ersten 15 zu finden ist.
Im westlichen Bereich der Werler Kernstadt ist die Autobahnabfahrt Werl-Zentrum zur A 445, die in ihrem Verlauf westlich um Werl führt und an der B 63 nach Hamm endet, und im südlichen Verlauf Richtung Arnsberg ins Sauerland führt. Hinter der Autobahnunterquerung in östlicher Richtung wird die B 1 unterbrochen und startet erst wieder neu hinter Erwitte in Richtung Osten.
Die ehemalige B 1 führt allerdings in einer langgezogenen Kurve um die westlichen Wohnviertel von Werl herum.
Der neue Teil der Umfahrung von Werl (er wurde am 4. Dezember 2003 für den Verkehr freigegeben) führt im Halbkreis südlich um Werl herum. Südöstlich passiert die neue Umfahrung eine markante Windmühle aus dem 16. Jahrhundert. An dieser Kreuzung trifft die ehemalige B 1 auf die nach Südosten auf die Höhe der Haar heraufführende B 516, die sich auf dem Scheitelpunkt der Haar weiter bis Brilon fortsetzt.
Der weitere Verlauf der ehemaligen B 1 durch das Bördeland führt durch den Werler Vorort Westönnen, der durch das dort in mehreren Fabriken hergestellte Sauerkraut bekannt ist. Nach einigen Kilometern Landstraße vorbei an dem Werler Vorort Mawicke nähert man sich den westlichen Vororten von Soest: Ostönnen und Ampen. Auf dieser Strecke bewegt sich alljährlich der größte Silvesterlauf Deutschlands auf einer Strecke von 15 Kilometern Länge von der Werler Stadthalle bis zum Soester Marktplatz – der überwiegende Teil der Laufstrecke befindet sich auf der ehemaligen B 1.
Im gesamten Bereich von Unna, Werl und Soest machte sich nach Einführung der Autobahn-Maut für Lkw aufgrund der bequemen parallel geführten Lage der B 1 bzw. der ehemaligen B1 zur A 44 ein „Maut-Vermeidungsverkehr“ unangenehm bemerkbar. Durch einige stark einschränkende Baumaßnahmen (beispielsweise in Werl-Büderich enge Verschwenkungen und Parkbuchten) wurde den Lkw das Befahren der B 1 erschwert. Am 1. Januar 2015 wurde die B 1 im Bereich zwischen Werl und Soest zur Landesstraße 969 herabgestuft.
- Straßennamen: Holtumer Bundesstraße, Büdericher Bundesstraße, Soester Straße, Westönner Bundesstraße, Mawicker Bundesstraße.

#### Kreis Soest
Die B 1 durchquerte früher Soest und wurde mittlerweile zwischen der Autobahnauffahrt Werl-Zentrum und Erwitte zur Landesstraße heruntergestuft.
- Straßennamen in Soest: Werler Landstraße, Wisbyring, Lübecker Ring, Riga-Ring, Paderborner Landstraße

Wiederum als schnurgerade verbindende Landstraße durchquerte die B 1 die Städte Erwitte und Geseke. In Erwitte schneidet die B 1 die Bundesstraße 55, sodass in der Stadtmitte eine mächtige Bundesstraßenkreuzung existiert, die Erwitte in vier Stadtviertel zerlegt. Sehenswert ist das Stadtviertel zwischen der B 1 Richtung Geseke/Paderborn und B 55 Richtung Lippstadt. Hier steht das Erwitter Schloss und dort befindet sich der Marktplatz. Mit einem Schloss im Stadtkern kann Geseke nicht aufwarten, jedoch hat man sich dort in den 1960er Jahren entschlossen die B 1 in einem weiten Bogen um den mittelalterlichen Stadtkern herumzuführen. So wurde der gewachsene mittelalterliche Stadtkern (Stadtrecht von 1216) vor dem Erwitter Schicksal bewahrt. Ähnlich wie in Soest existieren in Geseke eine Vielzahl sehenswerter und denkmalgeschützter Fachwerkbauten sowie zwei mächtige tausendjährige Kirchen.
Im gesamten Hellweg-Bereich der B 1 verläuft die Straße so, dass man quasi „von Kirchturm zu Kirchturm“ fährt: im Rückspiegel sieht man mittig über der Straße den Kirchturm der Stadt, die man verlassen hat, während mittig über der Straße vor einem der Kirchturm der nächsten Stadt auftaucht. Hierdurch wird deutlich, dass der Straßenverlauf viel älter ist als die Bundesstraße selbst. Im Mittelalter orientierten sich die Menschen an Landmarken, beispielsweise an Kirchtürmen.
Die Stadt Soest liegt seit der Herabstufung der Straße zwischen Erwitte und Soest (seit 1. Januar 2014) und später zwischen Werl und Soest (1. Januar 2015) nicht mehr an der B 1.
- Straßennamen in Erwitte: Soester Straße, Hellweg, Geseker Straße
- Straßennamen in Geseke: Erwitter Straße, Südring, Salzkottener Straße.

#### Kreise Paderborn und Lippe

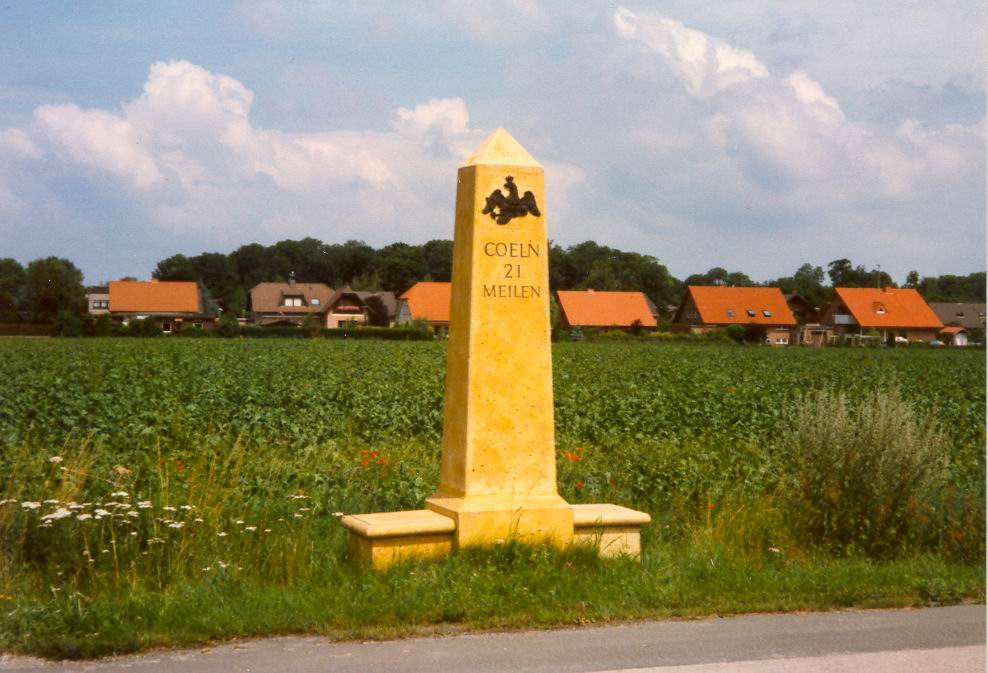
Meilenstein an der B 1 bei Geseke-Störmede

Im Kreis Paderborn führt die B 1 in nordwestlicher Richtung zunächst als Geseker Straße und als Lange Straße durch das Stadtzentrum von Salzkotten. Dort nimmt sie den Namen Paderborner Straße an. Zwischen Paderborn und Salzkotten wird die L 776 zur B 1, deren Straßenname Salzkottener Straße ist. Seinerzeit gab es dort eine Kreuzung, die 2012 zu einer Auffahrt umgebaut wurde. Auch der weitere Teil in Richtung Paderborn wurde autobahnähnlich neu gebaut. Die B 1 führt im weiteren Verlauf an Wewer vorbei in Richtung Paderborner Innenstadt, durch die sie allerdings nicht hindurchführt. Von der Autobahn-Anschlussstelle Paderborn-Zentrum bis zur nächsten Anschlussstelle Paderborn-Elsen verläuft sie nach Norden über die A 33. Von dem Punkt, an dem die B 1 die Autobahn verlässt, führt sie im 2-zu-1-System wieder in nordöstlicher Richtung an Schloss Neuhaus, am Padersee, den Fischteichen und dem Tallesee nach Marienloh aus dem Paderborner Stadtgebiet heraus, verläuft durch Bad Lippspringe, zwischen dem dortigen Flugplatz im Norden und dem urbanen Gebiet Bad Lippspringes im Süden, und wechselt im Südosten der Senne in den Kreis Lippe. In der Gemeinde Schlangen führt sie zwischen dem Kernort und den Ortsteilen Oesterholz-Haustenbeck und Kohlstädt zum steigungsreichen südöstlichsten Teil des Teutoburger Waldes. Die B 1 passiert die wenig mehr als einen Kilometer nordwestlich stehenden Externsteine und den zwei Kilometer südöstlich liegenden höchsten Gipfels des Eggegebirges, den Velmerstot. Bis 1936 führte die Straße direkt durch die Externsteine. Nachdem die Nationalsozialisten die Externsteine zur „Völkischen Gedenkstätte“ erklärt hatten, wurde die damalige Reichsstraße wie auch die zwischen Paderborn und Horn entlang der Straße verlaufende Linie 2 der Straßenbahn Paderborn auf etwa 3,3 km Länge in die heutige Führung südöstlich der Externsteine verlegt. Überwiegend abseits von Ortsdurchfahrten passiert die B 1 Horn-Bad Meinberg und Blomberg. Zwischen Blomberg und Barntrup ist eine Verlegung der B 1 geplant.

### Niedersachsen
Aus Nordrhein-Westfalen kommend verläuft die B 1 in West-Ost-Richtung weiter durch das Land Niedersachsen.

#### Landkreis Hameln-Pyrmont
Der Ort Aerzen wurde bis zur Inbetriebnahme der Ortsumgehung (im Süden des Kernortes Aerzen) am 21. November 2013 von der Straße geteilt. In der Gemeinde Aerzen und der Stadt Hameln durchquert die B 1 einige Aerzener und Hamelner Ortsteile (Dörfer). Bei Hameln überquert die Bundesstraße 1 die Weser und umläuft heute als Teil des Stadtringes entlang der ehemaligen Stadtbefestigungen die Altstadt mit dem Denkmal Rattenfängerhaus. Im Mittelalter führte der Hellweg über die Brücke direkt in den Münsterkirchhof und in die Alte Marktstraße durch die Mitte von Hameln als erste Straße. Der Rattenfänger soll an dem Hellweg gen Osten mit den Kindern gegangen sein. Am „Grünen Reiter“ folgt die Bundesstraße 1 dann der Deisterallee stadtauswärts. Am Berliner Platz befindet sich ein Meilenstein mit dem Hinweis, dass es von hier aus 350 Kilometer bis nach Berlin sind sowie einer Inschrift über den Hellweg von Aachen bis nach Königsberg.
- Straßennamen: Wangelister Straße, Fort Luise, Pyrmonter Straße, Münsterbrücke, Münsterwall, Ostertorwall, Deisterallee, Deisterstraße, Berliner Platz, Tunnelstraße, Hastenbecker Weg.

Am Ende des Hastenbecker Weg beginnt der zu Hameln gehörende Ortsteil Afferde.
Bei Coppenbrügge passiert die B 1 die Pforte, die den Mittelgebirgszug Ith und den Osterwald voneinander trennt. Baubeginn der Ortsumgehung Coppenbrügge/Marienau im Zuge der B 1 war am 7. Januar 2016. Als Teil dieser Ortsumgehung begann 2020 der Bau einer neuen Brücke über die B 442.
Anschließend folgt die Bundesstraße 1 dem landschaftlich reizvollen Saale-Tal über Hemmendorf, Oldendorf und Benstorf in den Landkreis Hildesheim.

#### Landkreis Hildesheim

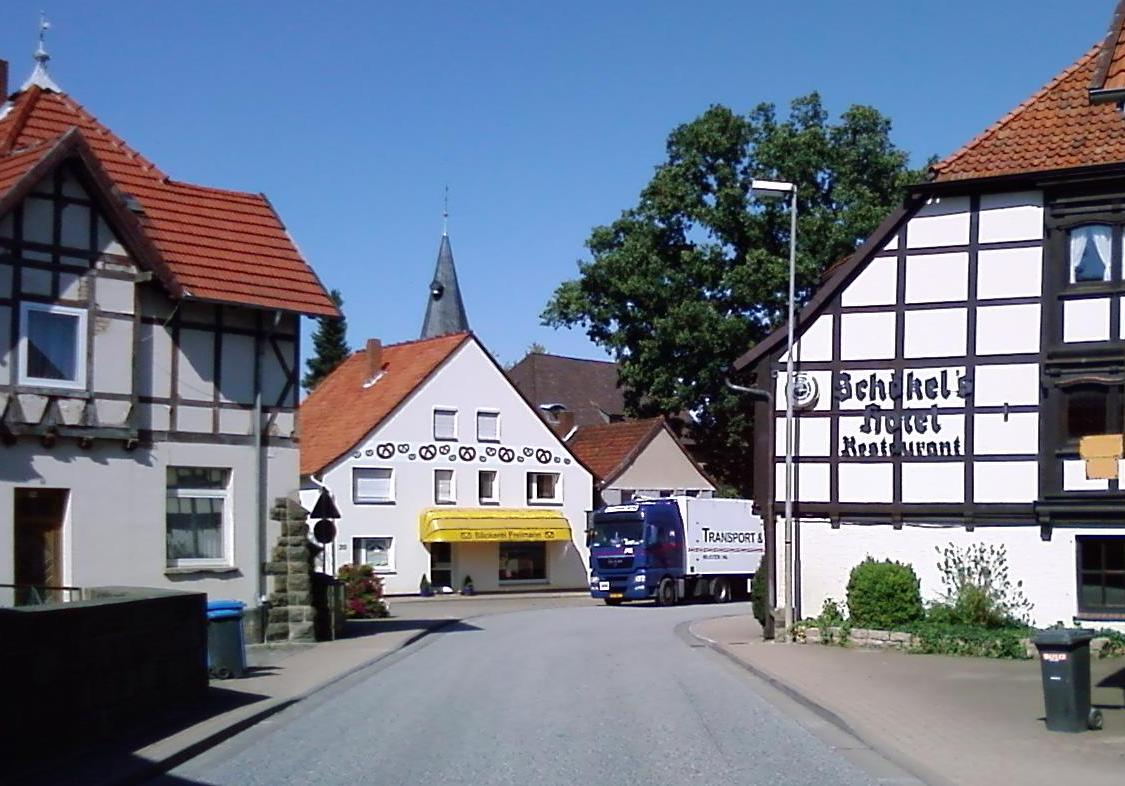
Die ehemalige B 1 in Mehle

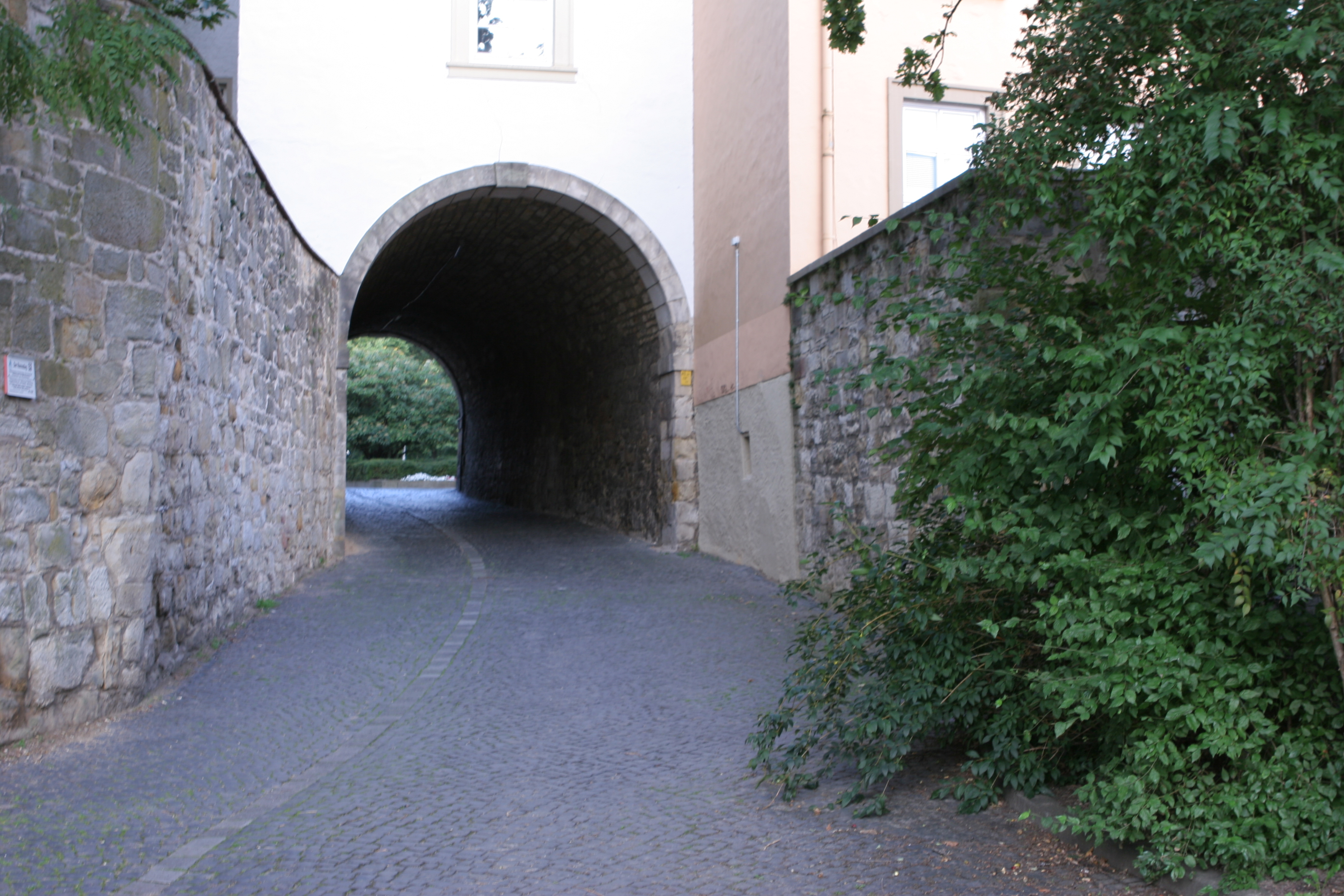
Hildesheim: Paulstor der Domburg aus Richtung Westen

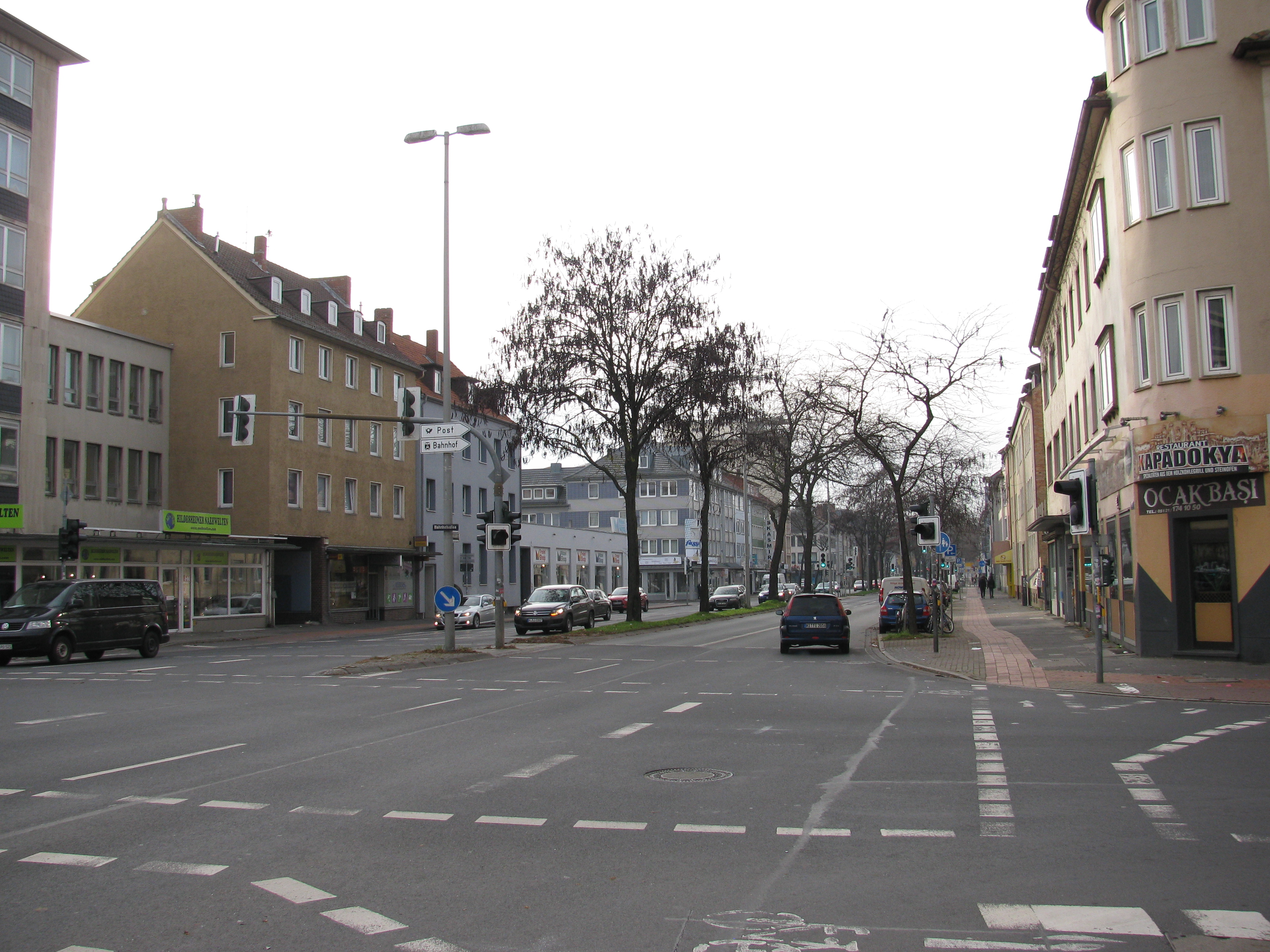
Kaiserstraße in Hildesheim

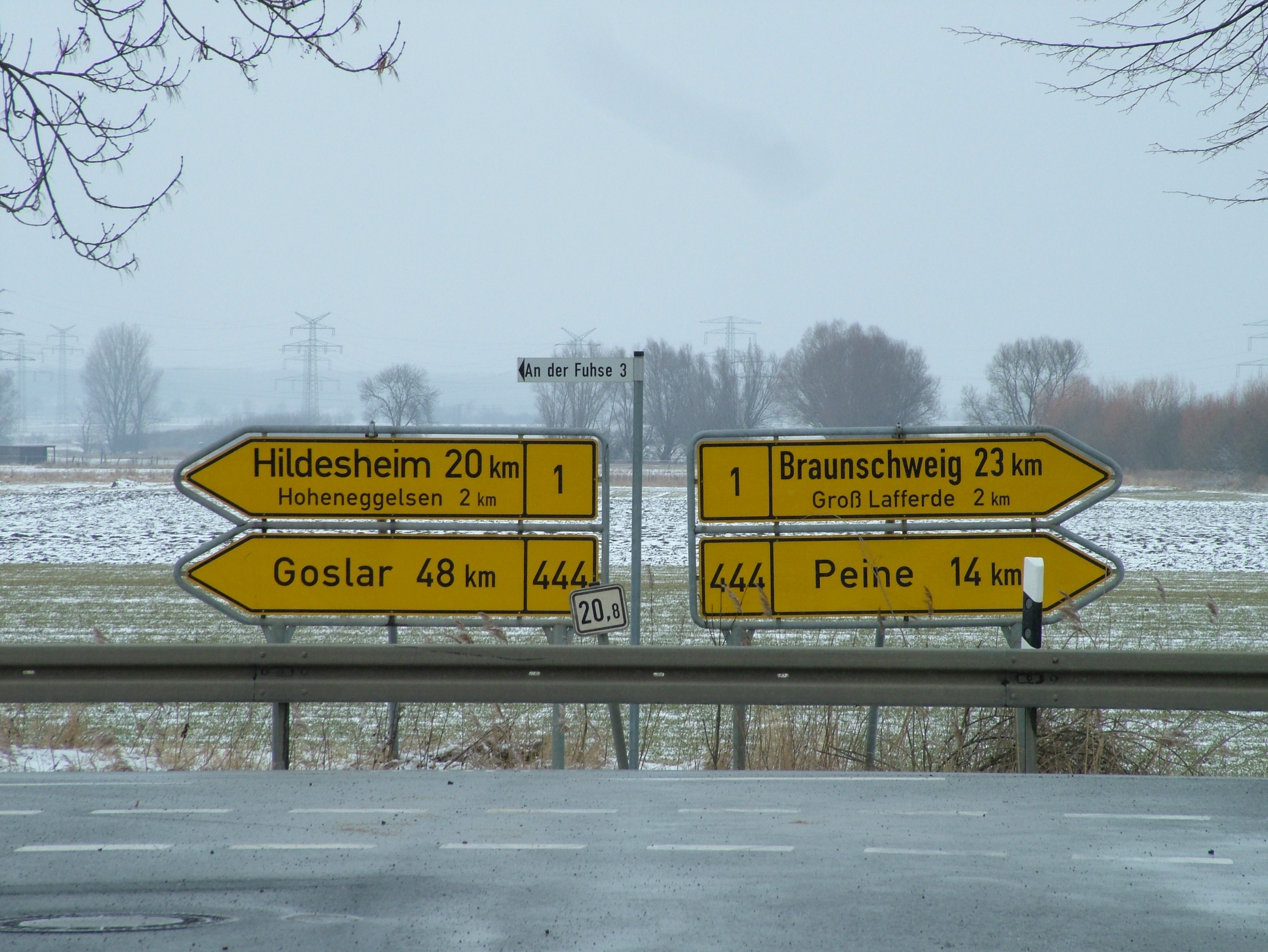
Zwischen Hoheneggelsen und Groß Lafferde verläuft die B 1 parallel zur Bundesstraße 444

Hier erreicht die B 1 im Elzer Stadtgebiet als ersten Ort Mehle, an dem sie seit Fertigstellung der Umgehungsstraße im November 2011 nördlich vorbeiführt. Anschließend kreuzte sie ursprünglich in Elze die B 3, nunmehr kreuzen sich die Trassen westlich von Elze. Unterhalb der Poppenburg im Nordstemmer Ortsteil Burgstemmen überquert sie die Leine auf einer 1927 errichteten Leineflutbrücke. Seit Herbst 2016 wird wegen mangelnder Tragfähigkeit der Brücke der Verkehr unter Ampelregelung wechselseitig einspurig geführt. Innerhalb weniger Jahre soll eine Behelfsbrücke geplant und errichtet werden, um die alte Brücke teilweise zu ersetzen. Später soll ein vollständiger Ersatzneubau an anderer Stelle errichtet werden. Das Fernstraßenausbaugesetz enthält mehrere Ortsumgehungen der B 1 zwischen Elze und Hildesheim als weiteren Bedarf mit Planungsrecht.
Nach den Ortsdurchfahrten durch Burgstemmen und Mahlerten führt die B 1 vorbei an Heyersum, Klein Escherde und Groß Escherde – hier befindet sich seit 1451 der Gasthof Nobiskrug direkt an der Straße. Sie überquert dann auf einem vierstreifigen Damm-Brückenabschnitt beim Giesener Ortsteil Emmerke die Schnellfahrstrecke Hannover–Würzburg und die Sorsumer Kurve und führt dann, wieder zweistreifig, nach Hildesheim.
Im Stadtgebiet von Hildesheim unterscheidet sich der heutige Verlauf der B 1 zu dem der Handelsstraßen zu Zeiten des Hellwegs. Vermutlich schon zu vorfränkischer Zeit – sicher aber um das Jahr 815 – verlief die Straße über das Dammtor, an dem damals für Reisende eine sichere Furt durch die Innerste bestand, und weiter über den Steinweg – an den noch der Straßenname Am Steine erinnert und der ungefähr dem Fußweg vor dem Roemer- und Pelizaeus-Museum entspricht – durch das noch bestehende Paulstor in die Domburg, dem Zentrum des alten Hildesheim. Direkt an der Nordseite des Doms vorbei führte der Weg weiter durch das (nicht mehr vorhandene) Peterstor nach Osten. Es wird vermutet, dass der Straßenverlauf anschließend direkt über die Stelle führte, an der heute die Kreuzkirche steht.
Innerhalb der Stadtgrenzen von Hildesheim ist die B 1 heute durchgehend vierstreifig ausgebaut und verläuft heute nördlicher als der ursprüngliche Hellweg. Zuerst stößt die B 243 aus südlicher Richtung im Bereich Schützenwiese hinzu, etwa zwei Kilometer weiter östlich (im Osten des Stadtzentrums, zwischen dem Jobcenter Hildesheim, der Feuerwehr Hildesheim (Feuerwehr Niedersachsen), der ehemaligen Sülte und der Volksbank Hildesheim-Lehrte-Pattensen) bildet der Kennedydamm die Verbindung zur B 494 Richtung Peine. Im Osten Hildesheims kreuzt die B 1 zunächst am Berliner Kreisel die B 6, dann rund einen Kilometer weiter östlich die A 7, eine der wichtigsten deutschen Nord-Süd-Verbindungen.
- Straßennamen: Bückebergstraße, Schützenallee, Kaiserstraße, Bismarckstraße, Bismarckplatz, Berliner Straße, Alte Heerstraße.

Nachdem die B 1 Hildesheim verlassen hat, verläuft sie durch die Orte Einum und Bettmar für die im Straßenausbaugesetz von 2016 eine nördliche Ortsumgehung als vordringlicher Bedarf (Umsetzung bis 2030) vorgesehen ist, dann weiter durch Kemme, Schellerten, Garmissen-Garbolzum und Feldbergen. Zwischen Feldbergen und Hoheneggelsen wird der markante Messeberg überquert. In Hoheneggelsen stößt die Bundesstraße 444 hinzu. Bei Steinbrück verlässt die B 1 mit der mitgeführten B 444 den Landkreis Hildesheim.

#### Landkreis Peine
In Groß Lafferde zweigt die B 444 nach Peine ab. Die B 1 verläuft weiter durch Bettmar seit 13. August 2009 auf einer Umgehungsstraße um Vechelde herum – wo sie die von Osnabrück über Hannover – Peine – Sierße kommende B 65 aufnimmt. Es folgen Denstorf und Klein Gleidingen.

#### Braunschweig

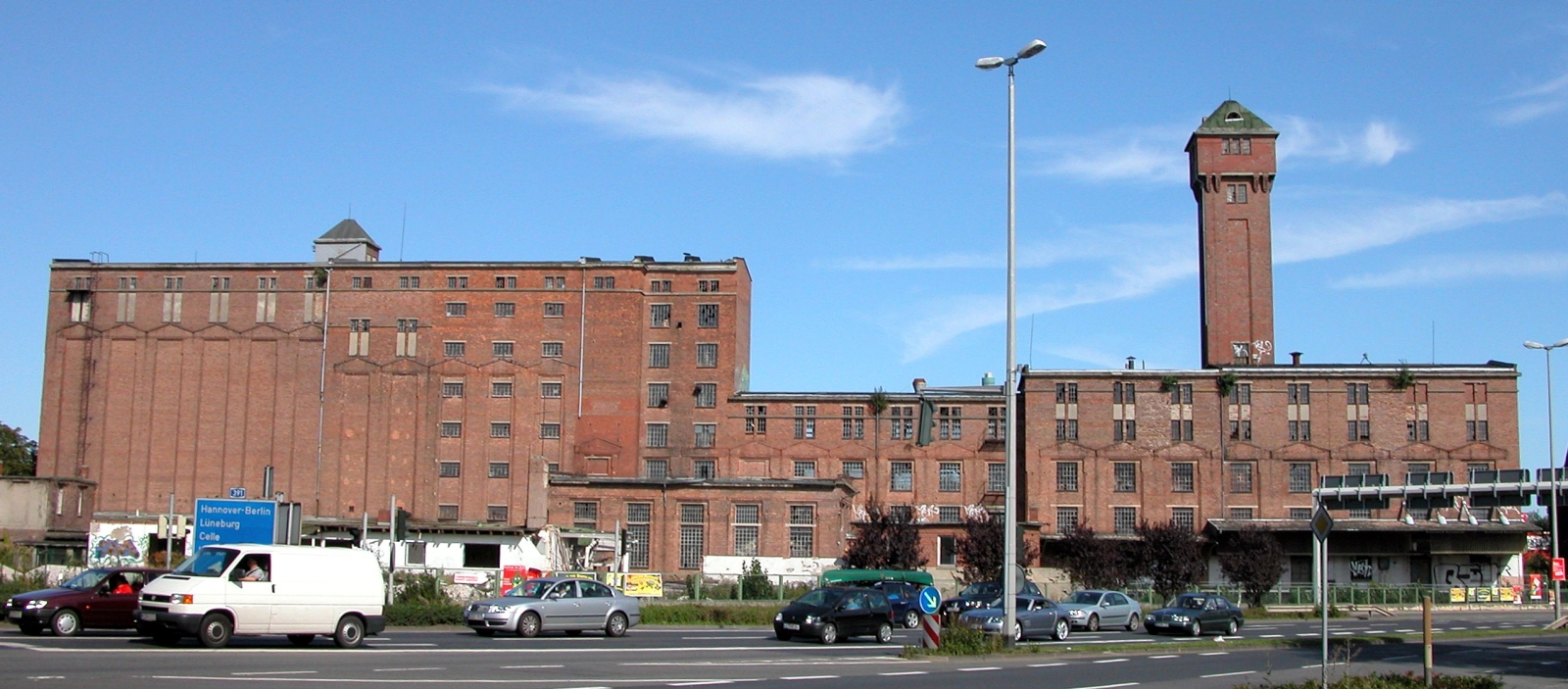
Gesamtansicht der Roggenmühle Lehndorf im September 2006

Ehemaliger Verlauf der B 1 durch Braunschweig

In Höhe des Gleidinger Holzes erreicht die B 1 das Stadtgebiet Braunschweigs, auf dem sie vom Raffturm bis zur Anschlussstelle BS-Lehndorf der A 391 dem Verlauf der Hannoverschen Straße durch Lehndorf folgt. Durch Abstufung wird die B 1 nun nicht mehr durch Braunschweig geführt, sondern der Verkehr wird über die A 391 nach Süden bis zum Autobahndreieck Braunschweig-Südwest und weiter über die A 39 bis zur Anschlussstelle Cremlingen im Landkreis Wolfenbüttel geführt.
Der ehemalige Verlauf war: Im Westlichen Ringgebiet ab der Roggenmühle Lehndorf der Hildesheimer Straße folgend, erreichte sie den Rudolfplatz, auf dem sie auf den Neustadtring abknickte. In der Nordstadt folgte die Bundesstraße 1 dem weiteren Verlauf des nördlichen Abschnitts des Wilhelminischen Rings über Wendenring und Rebenring. Dort passierte sie das größte Studentenwohnheim Braunschweigs, die Affenfelsen genannte Appartementanlage in der Nähe des geografischen Mittelpunktes Braunschweigs, den älteren Teil des Gebietes um die Technische Universität mit dem Gebäudekomplex des Naturhistorischen Museums, der ehemaligen Kant-Hochschule und des Hauses der Wissenschaft (in Sichtweite außerdem die Universitätsbibliothek und das TU-Altgebäude) sowie das Gelände der ehemaligen National-Jürgens-Brauerei.
Kurz danach traf die B 1 auf die von Osten her kommende B 248 und beide knickten, zunächst als Hagenring, dann als Altewiekring nach Süden ab. Auf diesem östlichen Abschnitt des Wilhelminischen Rings führten die beiden Bundesstraßen auf einer Trasse durch das östliche Ringgebiet mit der Mars-la-Tour-Kaserne.
An der Kreuzung mit der Helmstedter Straße zweigte die B 1 – stadteinwärts – in südöstlicher Richtung in diese ab und erreichte – stadtauswärts über die Leonhardstraße – das Marienstift. Im weiteren Verlauf führte die Straße durch Viewegsgarten-Bebelhof, unterquerte dabei die Eisenbahnstrecke Hannover–Magdeburg–Berlin und führte an der Internationalen Schule Braunschweig-Wolfsburg und dem Evangelischen Hauptfriedhof entlang. Nach Überquerung der Gleisanlagen des Rangierbahnhofs erreichte die B 1 in Höhe der Anschlussstelle BS-Rautheim der A 39 den Stadtbezirk Südstadt-Rautheim-Mascherode, den sie an dessen nördlichem Rand bis zum Schöppenstedter Turm durchquerte, bis sie dort das Stadtgebiet verließ.

#### Landkreis Wolfenbüttel
Im Landkreis Wolfenbüttel durchquert die B 1 lediglich die Gemeinde Cremlingen. Bis zur Abstufung beginnend am Schöppenstedter Turm verlief sie durch die Ortsteile Klein-Schöppenstedt und Cremlingen, wo sie von der Ortsdurchfahrt auf eine Umgehungsroute verlegt war. Kurz vor Cremlingen überquerte die B 1 die A 39.
Heute setzt sich die B 1 an der Anschlussstelle Cremlingen fort bis wohin sie durch die A 39 ersetzt wurde und passiert zuletzt den Ortsteil Abbenrode, wo die alte renovierte Bockwindmühle auffällt.

#### Landkreis Helmstedt
Auf dem Streckenabschnitt von Abbenrode nach Bornum führt die Straße in den Landkreis Helmstedt. Auf dem weiteren Straßenverlauf über Königslutter hat man einen guten Ausblick in Richtung Wolfsburg zur linken und zum Elm zur rechten Seite hin. Bereits vor Königslutter fallen dem Nutzer der B 1 auf der rechten Seite die Türme des Kaiserdoms ins Auge. Im Stadtkern von Königslutter führt die B 1 an den Resten der alten Stadtmauer entlang, und schließlich über Sunstedt, Süpplingen, Nordschacht nach Helmstedt.

#### Helmstedt
Ursprünglich verlief die B 1 durch das von einer mittelalterlichen Stadtbefestigung und Wällen umgebene Zentrum von Helmstedt: Sie führte unter dem ehemaligen Stadttor, dem Hausmannsturm, hindurch und bildete dann die historische Hauptstraße des Ortes, die Neumärker Straße. Als diese Straße 1967 zur Fußgängerzone erklärt wurde, musste auch die B 1 verlegt werden: Sie tangierte weiterhin das Stadtzentrum und bildete eine wichtige Verkehrsader der Stadt, jedoch verlief sie nun jenseits der historischen Wallanlagen.
Seit im Jahr 2005 eine Süd-Umgehung fertiggestellt und freigegeben wurde, verläuft die B 1 von Westen kommend über diese Neubaustrecke südlich der Stadt in Richtung Magdeburg und kreuzt hierbei die B 244; das Stadtgebiet wird nicht mehr berührt. Unmittelbar vor Helmstedt liegen auf der linken Seite sehenswerte Hünengräber, die Lübbensteine. Im weiteren Verlauf der Umgehung sind interessante Blicke in den angrenzenden (ehemaligen) Tagebau möglich, bevor der Lappwald durchquert wird. Entlang der B 1 ist von der ehemaligen innerdeutschen Grenze nichts mehr zu sehen. Wer sich aber einen Einblick verschaffen will, biegt von der B 1 der Ausschilderung folgend auf die Autobahn-Anschlussstelle Helmstedt/Ost ab und gelangt so nach etwa 500 Metern zum ehemaligen Grenzübergang Helmstedt-Marienborn. Die B 1 endete während der deutschen Teilung unmittelbar hinter Helmstedt an den Sperranlagen, ein Grenzübertritt war nur auf der A 2 möglich.
- Straßennamen (ursprünglicher Verlauf der B 1): Braunschweiger Tor, Harsleber Torstraße, Neumärker Straße, Papenberg, Magdeburger Straße, Magdeburger Tor.
- Straßennamen (Verlauf der B 1 bis 2005): Braunschweiger Tor, Henkestraße, Wilhelmstraße, Poststraße, Magdeburger Tor.

### Sachsen-Anhalt
Nachdem die B 1 hinter Helmstedt die Bundesautobahn 2 unterquert, wechselt sie von Niedersachsen in das Land Sachsen-Anhalt und verläuft nun bis etwa Bornstedt in geringem Abstand nördlich zur Autobahn.

#### Landkreis Börde

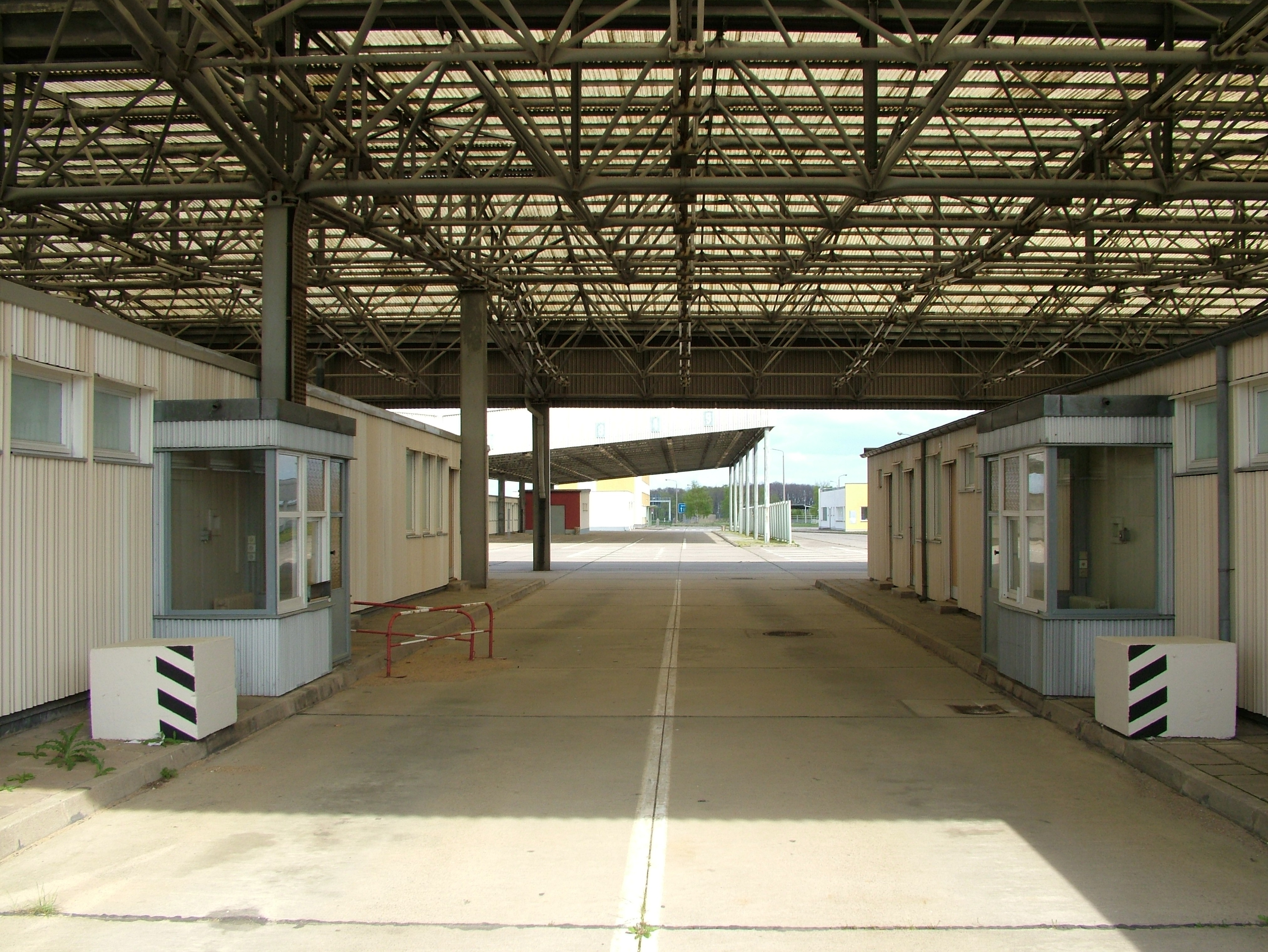
Ehemalige Grenzabfertigungsstelle in Marienborn

Morsleben (Ortsteil der Gemeinde Ingersleben) mit seinen knapp 350 Einwohnern ist die erste Ortschaft in Sachsen-Anhalt und im Landkreis Börde direkt an den östlichen Ausläufern des Lappwaldes liegend. Von Westen kommend führt die B 1 direkt am Endlager für radioaktive Abfälle entlang, das vor dem Ortskern von Morsleben nördlich der B 1 liegt.
- Straßennamen: Straße der Jugend, Magdeburger Straße.

Südlich von Morsleben liegen in dieser Reihenfolge:
- die Autobahntrasse der A 2,
- die ehemalige Autobahn-Grenzübergangsstelle Marienborn mit der Gedenkstätte „Deutsche Teilung Marienborn“,
- die ehemalige Eisenbahn-Grenzübergangsstelle Marienborn mit dem heutigen Bahnhof Marienborn,
- das Dorf Marienborn.

Hinter Morsleben verläuft die B 1 durch die Magdeburger Börde, das seit den 1920er Jahren anerkannt fruchtbarste Ackerland Deutschlands. Hier durchquert die B 1 die Ortschaften Alleringersleben, Eimersleben, Erxleben, Bornstedt, Eichenbarleben, Irxleben und weiter nach Magdeburg, wobei sie zweimal die parallel verlaufende A 2 kreuzt. Hier scheint vielerorten die Zeit stehengeblieben zu sein. An einigen Kreuzungen sieht man noch die alten gelben Schilder der B 1 in der ursprünglichen Typografie, wie sie im Westen Deutschlands bis in die 1960er Jahre vorhanden waren.

#### Magdeburg

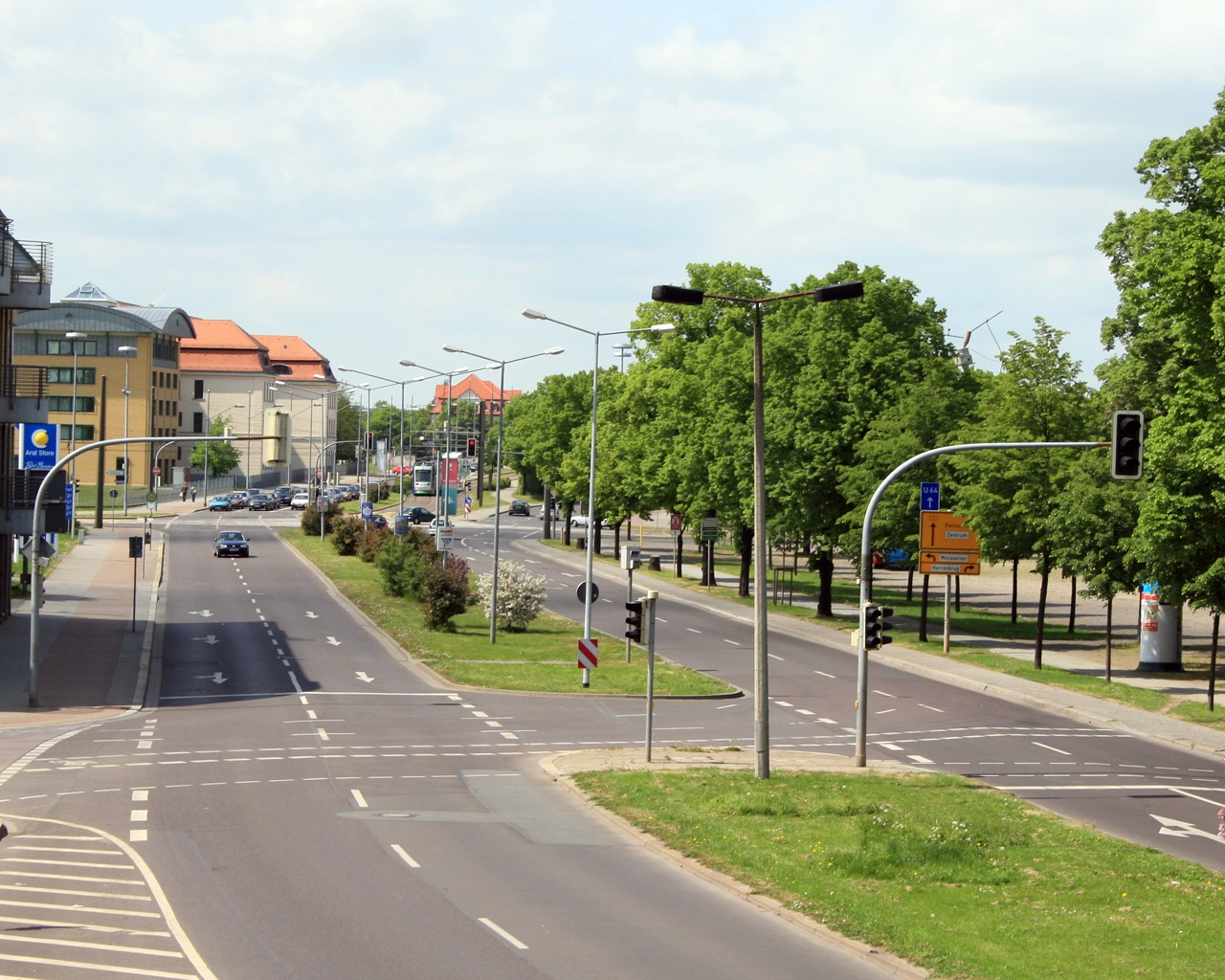
Die B 1 in Magdeburg im Bereich Jerichower Straße

Die auf knapp 12,5 Kilometern Länge Magdeburg durchquerende B 1 hat eine große Bedeutung für den innerstädtischen Verkehr, denn sie ist die wichtigste Ost-West-Verbindung der Stadt. Ein Großteil der Bundesstraße ist in Magdeburg bereits vierstreifig ausgebaut, der Rest befindet sich in Ausbauplanung, nur die Albert-Vater-Straße wird aufgrund räumlicher Enge auf absehbare Zeit zweistreifig bleiben.
Die B 1 trifft aus Westen kommend ab der A 14 (Abfahrt Magdeburg-Stadtfeld) südlich des Stadtteils Olvenstedt auf Magdeburger Stadtgebiet. Über den Anfang der 1990er Jahre entstandenen Neuen Renneweg führt die Straße weiter auf die Olvenstedter Chaussee. In: diesem Bereich existiert auch eine Straßenbahnstrecke auf einer seitlichen Trasse. An der Kreuzung Europaring vorbei wird die Olvenstedter Chaussee verlassen, und die B 1 wird nun unter dem Namen Albert-Vater-Straße weitergeführt. Es wird der Norden von Stadtfeld durchquert, bevor die Straße am Magdeburger Ring (B 71, B 81, B 189) auf das nördliche Magdeburger Stadtzentrum trifft.
Am Universitätsplatz trifft die B 1 als Walter-Rathenau-Straße auf eine wichtige Nord-Süd-Verbindung mit Straßenbahnverkehr. Zur Verbesserung des Verkehrsflusses wurde 2005 hier ein Tunnel für den Ost-West-Verkehr geschaffen, sodass die Bundesstraße diesen Bereich kreuzungsfrei passiert.
Für knapp 300 Meter verläuft auch eine Straßenbahnlinie direkt im Straßenraum (Gustav-Adolf-Straße/Askanischer Platz). Hinter dem Platz trifft die B 1 dann als Markgrafenstraße auf die Elbe. Der Hauptarm des Flusses, die Stromelbe, wird durch die Jerusalembrücken (je eine Brücke pro Fahrtrichtung) überspannt. Die B 1 durchquert anschließend den zwischen den Elbarmen gelegenen Stadtteil Werder und danach die Alte Elbe über die Friedensbrücken (auch hier je eine Brücke pro Fahrtrichtung). Im Bereich des Werders liegen die Fahrspuren für die beiden Fahrtrichtungen bis zu 90 Meter auseinander.
In Magdeburgs Osten durchquert die B 1 dann als Jerichower Straße den Stadtteil Brückfeld. Hier liegt der Elbauenpark, die GETEC Arena und das Magdeburger Stadion, die MDCC-Arena. Die Bundesstraße 1 übernimmt für diese Veranstaltungsorte eine wichtige Zubringer-Funktion als leistungsfähige Verbindung in Richtung Westen, denn der größte Teil Magdeburgs liegt auf der westlichen Elbseite.
Die B 1 verschwenkt dann auf die Berliner Chaussee und durchquert auf drei Kilometer Länge schnurgerade in Richtung Osten den gleichnamigen Stadtteil. Dieser Abschnitt in Richtung Ortsausgang ist der einzige Bereich, auf dem wegen der dünnen Besiedelung innerorts eine höhere Geschwindigkeit zugelassen ist. Kurz vor dem Ortsausgang verbreitert sich die B 1 wieder auf vier Spuren, um auf zwei Brücken (je Richtung zwei Spuren, sie ersetzen 2009 und 2010 die eine bestehende Brücke) den Umflutkanal zu überqueren und den schon zu Biederitz gehörenden Ortsteil Heyrothsberge zu erreichen.
Die Straßenführung der B 1 durch Magdeburg hat sich im Laufe der Zeit mehrmals geändert, zuletzt in den 1990er Jahren.

#### Landkreis Jerichower Land

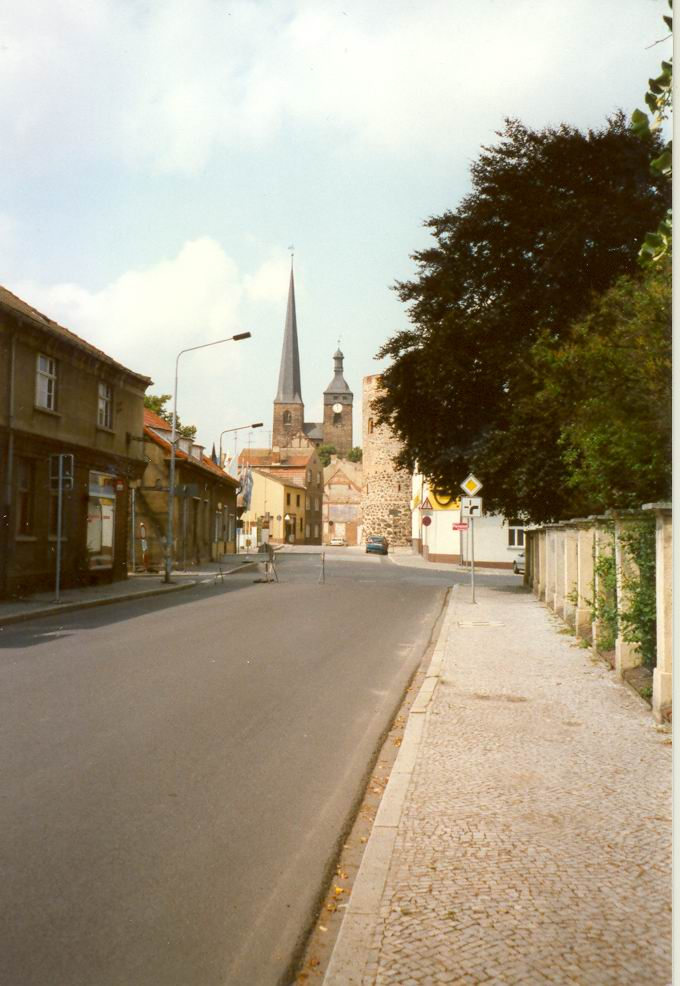
Burg: Ehemaliger Verlauf der B 1 in der Stadt der Türme

Unmittelbar an der Kreuzung zur Bundesstraße 184 biegt die B 1 in Heyrothsberge in Richtung Burg nordöstlich ab und führt durch die Orte Biederitz, Gerwisch und Möser. Danach wird Schermen an der Anschlussstelle Burg-Zentrum der A 2 vollständig umfahren. Die Kreisstadt Burg des Landkreises Jerichower Land wird nach vier Kilometern erreicht, das Stadtzentrum an der Kreuzung Am Ring heute südwestlich umfahren. Wenn man ihre historische Route durch die Stadt verfolgt, wird erkennbar, warum Burg auch den Beinamen „Stadt der Türme“ trägt. Für den heutigen Verlauf der B 1 in Burg ist charakteristisch, dass es hier wenig Wohnbebauung direkt an der Straße gibt. Auch hier trägt sie erneut den Namen Berliner Chaussee.
- Straßennamen: Magdeburger Chaussee, Conrad-Tack-Ring, Wasserstraße, Berliner Chaussee.

Weiter in Richtung Nordosten über Reesen, der ersten Ortschaft nach Burg, Hohenseeden und Parchen gelangt man gemeinsam mit der B 107 nach Genthin. Mit dem erneuten Tangieren eines Stadtgebietes folgt der Straßenverlauf nun vierstreifig als Ortsentlastung und überquert die Eisenbahnstrecke Magdeburg–Berlin. Kurz vor dem Elbe-Havel-Kanal zweigt die B 1 nach Osten ab, während die B 107 weiter nach Norden über den Kanal führt. Hier endet auch der Ausbauzustand der B 1 im Stadtgebiet. Kurz vor dem Ortsausgang, der auch die Grenze zu Brandenburg bildet, wird auch der Elbe-Havel-Kanal überquert.
- Straßennamen: Magdeburger Straße, Geschwister-Scholl-Straße, Berliner Chaussee.

### Brandenburg/Berlin
Das Land Brandenburg wird von der B 1 aus Sachsen-Anhalt kommend nördlich der ehemaligen Kader Schleuse am Elbe-Havel-Kanal erreicht. Sie führt weiter in östlicher Richtung nur etwa sechs Kilometer durch den Landkreis Potsdam-Mittelmark, um dann Brandenburg an der Havel zu erreichen. Sie durchquert die Stadt an der Havel und führt ab dem Ortsteil Gollwitz wieder durch Potsdam-Mittelmark bis zur Stadtgrenze der kreisfreien Stadt Potsdam. Von dort durchquert sie die Stadt Potsdam bis zur Glienicker Brücke und anschließend die Stadt und das Land Berlin weiter in Richtung polnischer Grenze.

#### Brandenburg an der Havel

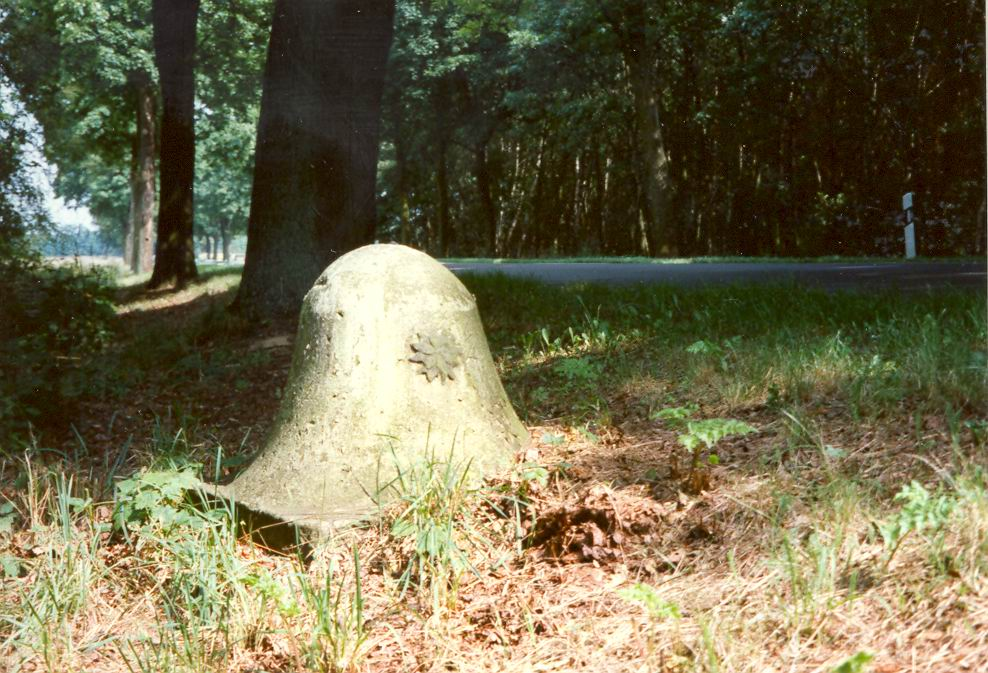
Viertelmeilenstein an der B 1 gelegen bei Brandenburg an der Havel

Die B 1 erreicht die kreisfreie Stadt Brandenburg an der Havel von Westen her im Ortsteil Plaue. Die Straße wurde Anfang der 2000er Jahre als Ortsumgehung nördlich des Ortes, einschließlich einer Havelbrücke (Westhavellandbrücke), neu gebaut. Bis dahin verlief sie durch den gesamten Ortsteil. Hinter Plaue ist sie im Wesentlichen eine Allee und führt vorbei an der Justizvollzugsanstalt Brandenburg, dem ehemaligen Zuchthaus Brandenburg. Kurz hinter dem Ortseingang wird sie vierstreifig und führt nach der Quenzbrücke am Stadion am Quenz, dem Stahlpalast und am Industriegelände des ehemaligen Stahl- und Walzwerks Brandenburg vorbei.

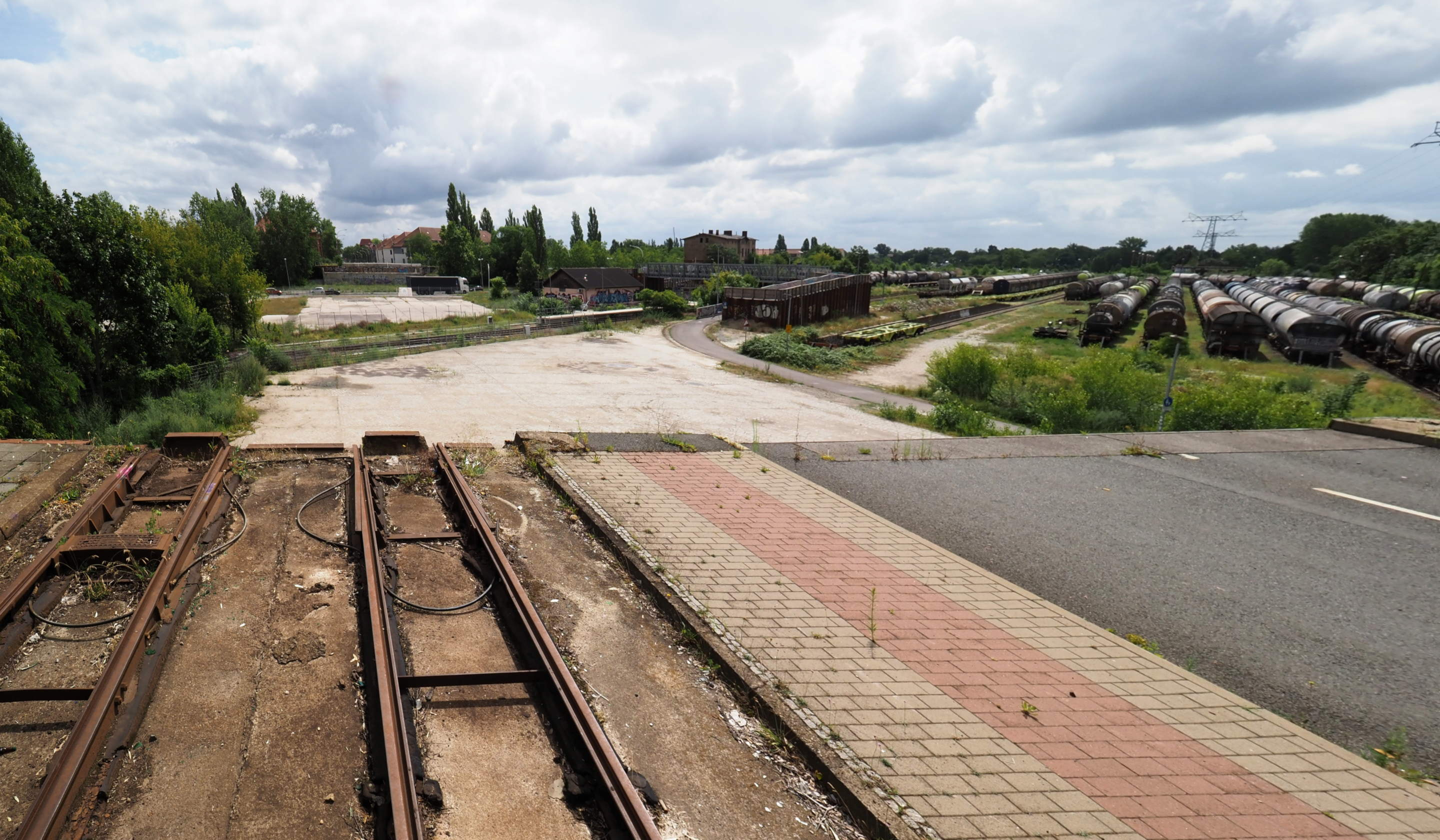
Unterbrechung der B1 in der Stadt Brandenburg

Die Brücke des 20. Jahrestages der DDR über die Brandenburgische Städtebahn am Bahnhof Brandenburg-Altstadt, 1969 erbaut, wird derzeit (Stand: 2022) erneuert und wurde deshalb abgerissen.
Nach der Brücke verbindet sich der Streckenverlauf der B 1 mit der B 102. Beide Straßen verlaufen vierstreifig als Ortsumgehung westlich und südlich des Stadtkernes an der Technischen Hochschule Brandenburg und dem Hauptbahnhof vorbei mit einer Straßenbrücke über die Bahnstrecke Berlin–Magdeburg hinweg bis zum Wohnplatz Neuschmerzke. Dort zweigt die B 1 in Richtung Osten ab und verlässt die Stadt vorbei am Ortsteil Wust.
Die alte Trasse der B 1 führte vom Bahnhof Brandenburg-Altstadt weiter auf der Magdeburger Straße zum Nicolaiplatz. Von dort führte sie über die Plauer Straße und die Ritterstraße zur Jahrtausendbrücke über die Havel in das Stadtzentrum. Sie folgte weiter der inzwischen als Fußgängerzone umgestalteten Hauptstraße und erreichte den Neustädtischen Markt. Von hier ist es nicht weit zum Brandenburger Dom und anderen bedeutenden Kulturdenkmälern. Hinter dem Neustädtischen Markt führte die alte Trasse der B 1 über die Sankt-Annen-Straße, überquerte den Brandenburger Stadtkanal auf der Sankt-Annen-Brücke und verlief weiter entlang der Potsdamer Straße über die Bahnstrecke Berlin–Magdeburg bis zur Abzweigung der Berliner Straße. Der alte Verlauf der Potsdamer Straße mit der Kreuzung der Bahnstrecke wurde in den 1970er Jahren zugunsten einer neuen Überführung aufgegeben. Der alte Verkehrsweg ist auf der Stadtseite (nördlich der Bahn) als Alte Potsdamer Straße und östlich davon (südlich der Bahn) als Potsdamer Landstraße als Anliegerstraße teilweise erhalten.
- Straßennamen: Chausseestraße, Plauer Landstraße, Magdeburger Landstraße, Zanderstraße, Otto-Sidow-Straße, Am Hauptbahnhof, Am Güterbahnhof, Potsdamer Straße, Berliner Straße.

#### Landkreis Potsdam-Mittelmark

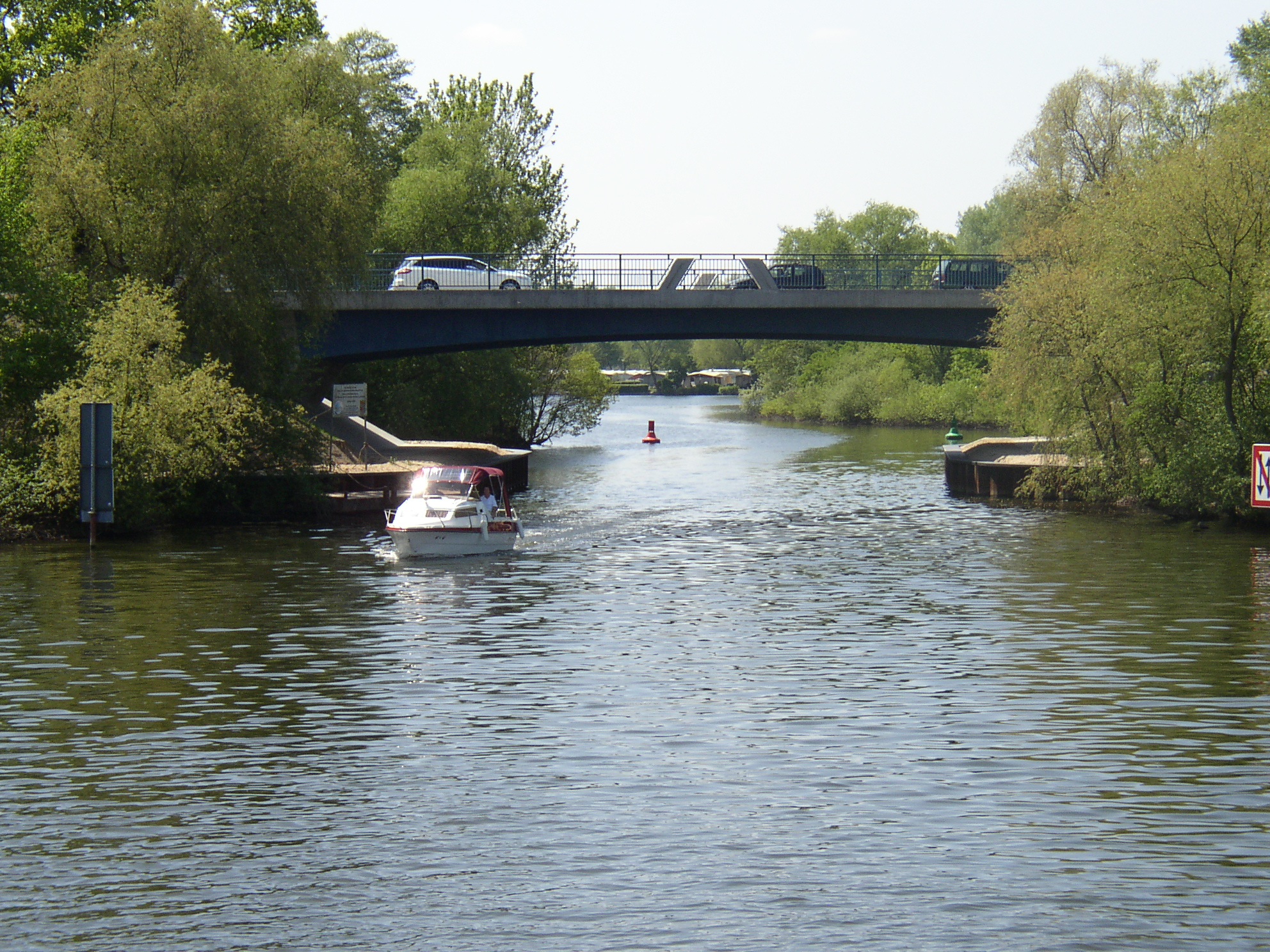
Die Strengbrücke von der Havelseite, Mai 2008

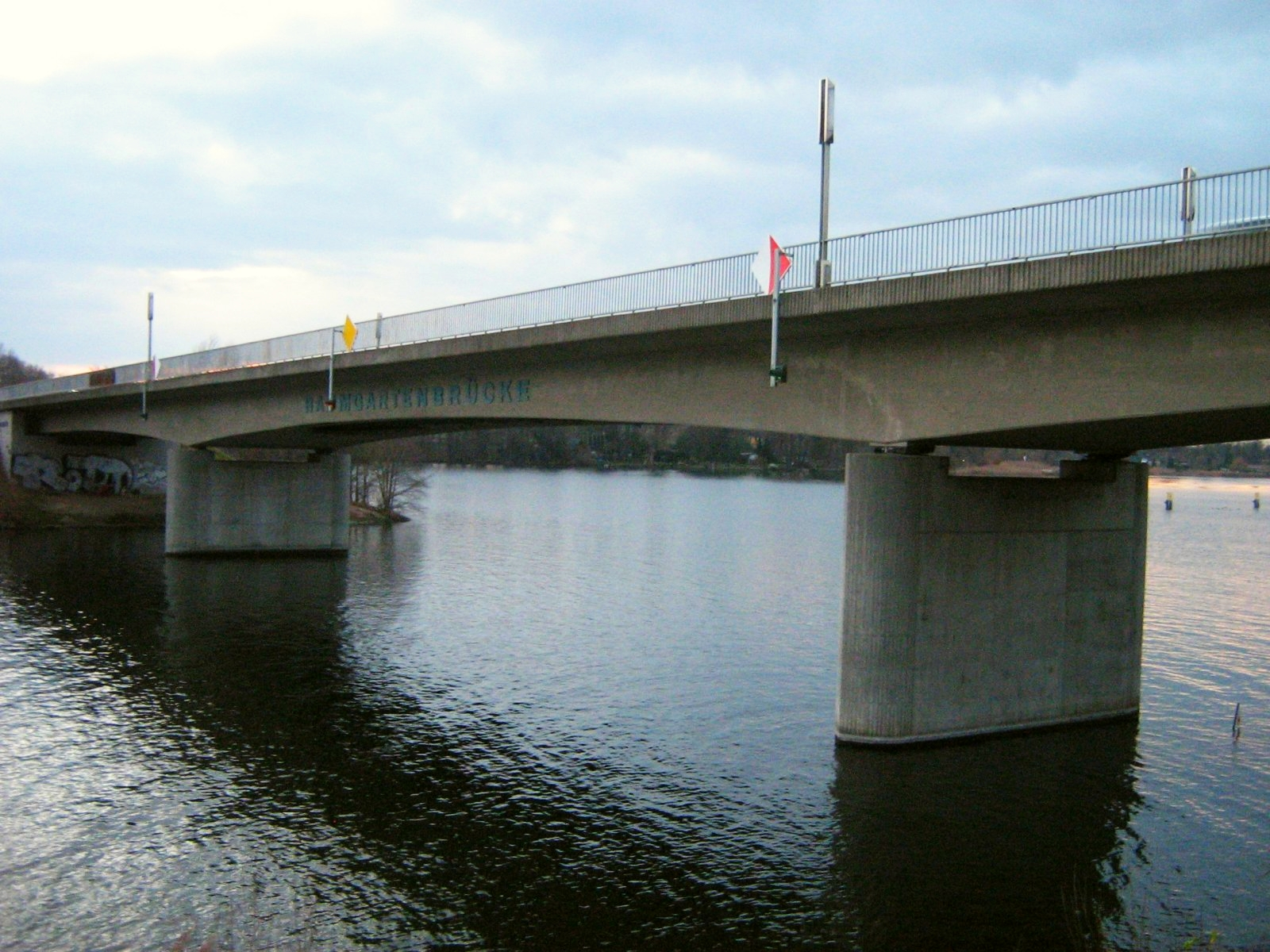
Die neue Baumgartenbrücke bei Geltow, erbaut 1989

Von Brandenburg kommend läuft die B 1 südlich an Gollwitz vorbei und überquert den Emster Kanal. Weiter geht die B 1 durch die kleineren Orte Jeserig, Groß-Kreutz und Derwitz (Ortsteil von Werder/Havel). In Derwitz an der ehemaligen Posthalterei Zum fliegenden Roß zweigt der Wanderweg zum Lilienthaldenkmal ab. Es erinnert an die Flugversuche des Pioniers Otto Lilienthals am dortigen Spitzberg. Sie erreicht damit die Obstanbaugebiete in der Nähe von Werder. Zwischen Derwitz und Neu Plötzin wird der Berliner Ring an der Anschlussstelle 22 Groß Kreutz unterquert.
Die B 1 läuft gradlinig auf Werder zu und passiert zunächst das Plessower Eck, wo sie auf eine wichtige Straßenverbindung aus Richtung Bad Belzig und Lehnin trifft. Kurz darauf wird der Werderaner Ortsteil Glindow – besonders bekannt durch sein Ziegeleimuseum – an seinem Nordrand passiert. Nach einer schmalen Landbrücke zwischen dem Großen Plessower See und dem Glindowsee zweigt die Strecke nach Südosten ab. Während sie südlich an Werder vorbeiführt, ist der Werderaner Wachtelberg, ein Weinberg, zu erkennen. Er liegt auf dem 52. Breitengrad der Nordhalbkugel und ist als nördlichstes Weinanbaugebiet Europas registriert. Kurz vor dem Passieren der Strengbrücke über den Strenggraben wird das größte Einkaufszentrum Werders im Gewerbegebiet Werder-Park tangiert.
Vor Geltow überquert die Bundesstraße 1 auf der Baumgartenbrücke die Havel und schwenkt nach Nordosten ab, um den Ort sowie das Waldstück Pirschheide zu passieren. Anschließend wird der bekannte Wildpark, ein ehemaliges königliches Jagdrevier, in Richtung Potsdam durchfahren.
- Straßennamen: Chausseestraße, Potsdamer Landstraße, Brandenburger Straße, Potsdamer Straße, Brandenburger Chaussee, Glindower Chaussee, Berliner Straße, Berliner Chaussee, Hauffstraße, Chausseestraße

#### Potsdam

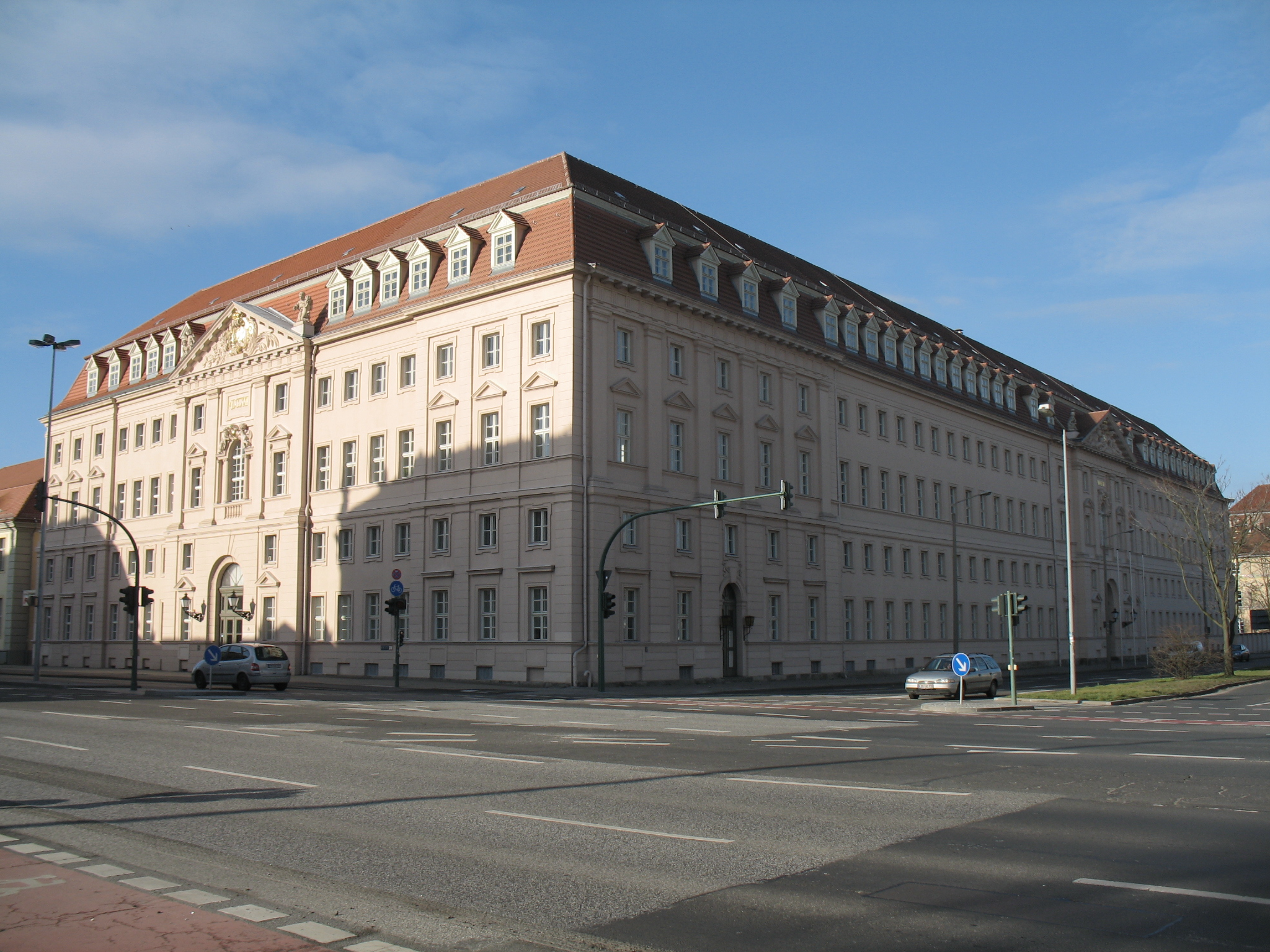
Das ehemalige Militärwaisenhaus ist heute Sitz zahlreicher Gewerkschafsinstitutionen und der Stiftung Großes Waisenhaus zu Potsdam

Die Bundesstraße 1 führt in Potsdam mitten durch die brandenburgische Landeshauptstadt und verlässt die Stadt über die Glienicker Brücke nach Berlin.
Von Richtung Westen aus verläuft sie als vierstreifige Zeppelinstraße in Richtung der historischen Innenstadt. Die Zeppelinstraße erhielt ihren Namen nach den „Zeppelinwerken“, die hier während des Ersten Weltkriegs entstanden. Heute befinden sich auf deren Gelände an der nahegelegenen Havel der Olympiastützpunkt und der Luftschiffhafen. Die UNESCO-Weltkulturerbestätten des Parks Sanssouci mit den Schlössern Sanssouci, Neues Palais, den Neuen Kammern und dem Schloss Charlottenhof befinden sich wenige hundert Meter nördlich der Bundesstraße 1.
Danach verläuft die B 1 zusammen mit der B 2 in östlicher Richtung als Breite Straße, ebenfalls vierstreifig, in das historische Zentrum der Stadt. Die Breite Straße war eine beliebte Paradestraße im kaiserlichen Deutschland. Bemerkenswert sind hier das moscheenartige Dampfmaschinenhaus an der Neustädter Havelbucht und das ehemalige Große Militärwaisenhaus mit seinem Monopteros auf dem Dach sowie die Garnisonkirche. Sie wurde während des Zweiten Weltkriegs stark beschädigt und ihre Ruine 1968 auf Anweisung Walter Ulbrichts gesprengt. Spätestens seit den 1990er Jahren bestehen Wiederaufbaubemühungen. Im Jahr 2017 wurde der Wiederaufbau des Turms mit Erdbohrungen für das Fundament eingeleitet. Am Ostermontag 2024 wurde bei einem feierlichen Gottesdienst die neue Nagelkreuzkapelle im Garnisonkirchturm eröffnet.
Am östlichen Ende der Breiten Straße steht das Stadtschloss, das in Form eines historisierenden, aber modernen Gebäudes für den Brandenburger Landtag wiedererrichtet wurde und das Zentrum der neuen Potsdamer Mitte bilden soll.
Die B 1 überquert auf der Langen Brücke die Havel mit der Freundschaftsinsel, auf Höhe des Hauptbahnhofs trennen sich die Verläufe der Bundesstraßen 1 und 2. Die B 1 verläuft entlang der Bahngleise über die Friedrich-List-Straße, um dann über die als Kraftfahrstraße betriebene, vierstreifige Nuthestraße die Berliner Vorstadt von Potsdam zu erreichen. Hier verläuft sie als Berliner Straße bis zur Stadtgrenze. Nördlich der Berliner Vorstadt liegt der Neue Garten als Teil des Weltkulturerbes mit den bekannten Schlössern Cecilienhof (Ort der Potsdamer Konferenz 1945) dem Marmorpalais am Heiligen See und der Alten Meierei am Jungfernsee. Sie führt vorbei an der Schiffbauergasse, dem neuen Kultur- und Wissenschaftsstandort in der Landeshauptstadt mit dem neuen Hans Otto Theater, dem Sitz des Softwareherstellers Oracle in Potsdam und dem VW-Design-Center.
Die Berliner Straße endet an der Glienicker Brücke und die B 1 erreicht hier genau in der Mitte der Brücke Berlin. Auf der Glienicker Brücke verlief von 1961 bis 1989 die Grenze zwischen der DDR und West-Berlin. Die Brücke wurde während der Zeit der deutschen Teilung international bekannt durch den gegenseitigen Austausch von Agenten und Dissidenten.
- Straßennamen: Zeppelinstraße, Breite Straße, Lange Brücke, Friedrich-List-Straße, Nuthestraße, Berliner Straße

#### Berlin

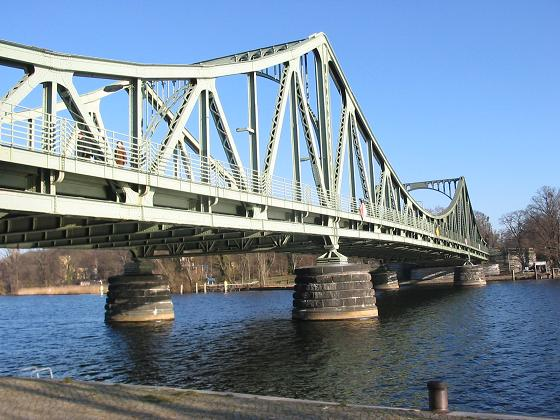
Glienicker Brücke: Verbindung der B 1 zwischen Potsdam und Berlin

Von Potsdam kommend überquert die B 1 auf der Glienicker Brücke die Havel und damit die Stadtgrenze nach Berlin. Als Königstraße passiert sie den Volkspark Glienicke mit dem Schloss Glienicke, führt anschließend durch den Berliner Forst mit dem Schäferberg und gelangt zum Ortskern von Wannsee. Dort führt sie über die Wannseebrücke und unterquert kurz darauf die Bahnbrücke am Bahnhof Wannsee. Sie führt nun über die Potsdamer Chaussee, hat am „Zehlendorfer Kreuz“ Anschluss zur A 115 und gelangt vorbei am Waldfriedhof Zehlendorf, auf dem unter anderem die ehemaligen Regierenden Bürgermeister von Berlin Ernst Reuter und Willy Brandt (später Bundeskanzler von 1969 bis 1974) beigesetzt sind, zum Ortskern von Zehlendorf.
In Zehlendorf verläuft sie erst über die Potsdamer Straße und von der Kreuzung mit der Clayallee/Teltower Damm („Zehlendorf Eiche“) bis zur Kreuzung Thielallee/Dahlemer Weg über die Berliner Straße. Anschließend folgt sie der Straße Unter den Eichen und führt an der Villenkolonie Lichterfelde-West sowie am Botanischen Garten vorbei nach Steglitz. An der Kreuzung mit der Drakestraße wurde eine vierstreifige Straßenunterführung realisiert. Weitere geplante Straßentunnel wie z. B. im Ortskern Zehlendorf wurden nicht gebaut, da insbesondere die Tunnelrampen zu stark in die gewachsenen Strukturen eingegriffen hätten.
Ursprünglich verlief die Bundesstraße 1 hier weiter in nordöstlicher Richtung quer durch die Ortsteile Steglitz und Friedenau: vom Steglitzer Kreisel bis zum Walther-Schreiber-Platz über die Schloßstraße, von dort bis zum Breslauer Platz über die Rheinstraße und anschließend über die Hauptstraße. Die B 1 ist seit den 1970er Jahren auf die parallel verlaufende Stadtautobahn A 103 (Westtangente) verschwenkt worden, um die Ortsteile Friedenau und Steglitz vom Durchgangsverkehr zu entlasten.
Vom Ende der A 103 verläuft sie jeweils ein kurzes Stück über Sachsendamm und Dominicusstraße und anschließend nordwärts über die Hauptstraße. Ab dem Kleistpark folgt sie der Potsdamer Straße und führt nun durch das nördliche Schöneberg und den Ortsteil Tiergarten bis zur Potsdamer Brücke über den Landwehrkanal. Hinter dem Kanal durchquert sie das Kulturforum und führt zwischen Sony Center und Cinemaxx-Kino (Hauptstandort der Berlinale) sowie Bahntower und Kollhoff-Tower zum Potsdamer Platz. Vor der Kreuzung Stresemann-/Ebertstraße passiert sie den ehemaligen Mauerstreifen.
Das Quartier Potsdamer Platz (früher: Quartier Daimler, u. a. mit dem Atrium Tower und dem Einkaufszentrum Potsdamer Platz Arkaden) befindet sich südwestlich des Potsdamer Platzes. Durch das Areal verlief bis zum Bau des Hauses Potsdamer Straße der Staatsbibliothek zu Berlin Ende der 1960er Jahre die B 1 über die Trasse der heutigen Alten Potsdamer Straße.

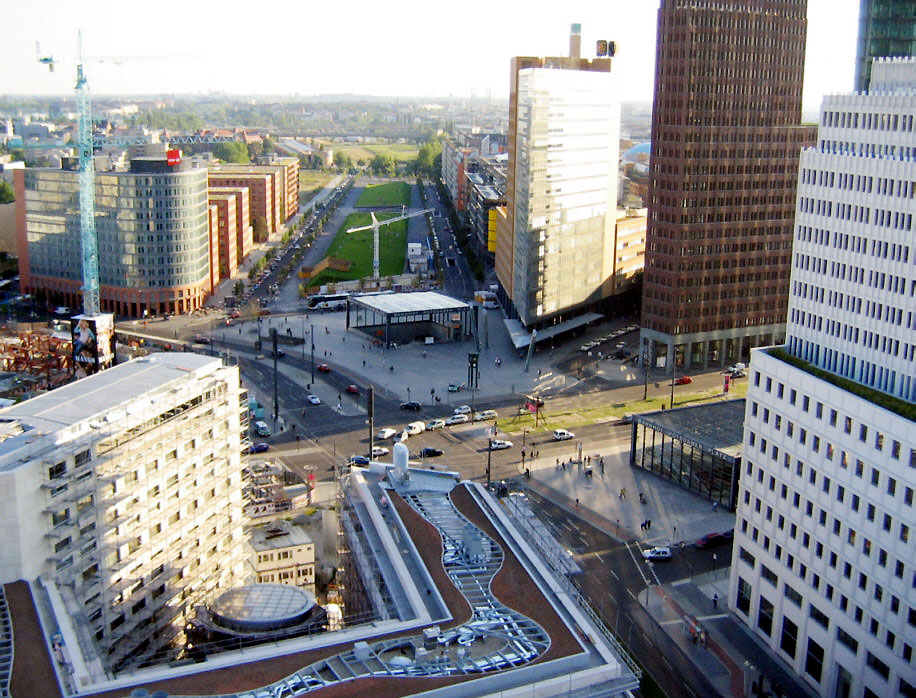
Potsdamer Platz, die B 1 in der Bildmitte, darüber der Tilla-Durieux-Park

Der Potsdamer Platz galt vor dem Zweiten Weltkrieg als verkehrsreichster Platz Europas. Hier trafen mehrere wichtige Straßen mit einer Vielzahl von Straßenbahnlinien zusammen. Südlich des Platzes lag seit 1838 der Potsdamer Bahnhof mit seinen beiden später ergänzten Vorortbahnhöfen, seit 1902 gibt es hier einen U-Bahnhof. Der zunehmende Straßenverkehr war der Anlass, hier am 15. Dezember 1924 den Verkehrsturm mit der ersten Lichtzeichenanlage Deutschlands in Betrieb zu nehmen. Ein Nachbau steht inzwischen wieder hier im Platzbereich. Zahlreiche Hotels, Gaststätten und insbesondere das Haus Vaterland prägten den Ruf dieses Bereichs als Amüsierviertel. Zudem lagen viele Büros und Banken sowie Regierungseinrichtungen (einschließlich der Alten und der Neuen Reichskanzlei) in unmittelbarer Nähe.
Nach dem Zweiten Weltkrieg war der Potsdamer Platz mehrfach einer der wichtigen Berliner Schauplätze des Ost-West-Konfliktes. So kam es hier im Umfeld des Volksaufstandes in der DDR am 17. Juni 1953 zu schweren Zusammenstößen. Am 13. August 1961 wurde mit der Schließung der Grenze zwischen dem Ostsektor zu den westlichen Sektoren Berlins auch am Potsdamer Platz der Verkehr unterbrochen. Seitdem befand sich dieser Platz in einer innerstädtischen Randlage – und wurde damit im Gegensatz zur Vorkriegszeit zu einem der verkehrsärmsten Plätze Berlins. Für Besucher und Touristen wurde auf der Westseite eine große Aussichtsplattform vor der Berliner Mauer aufgebaut. Der Potsdamer Platz war auf dieser Seite oftmals Ziel von Staatsbesuchen.

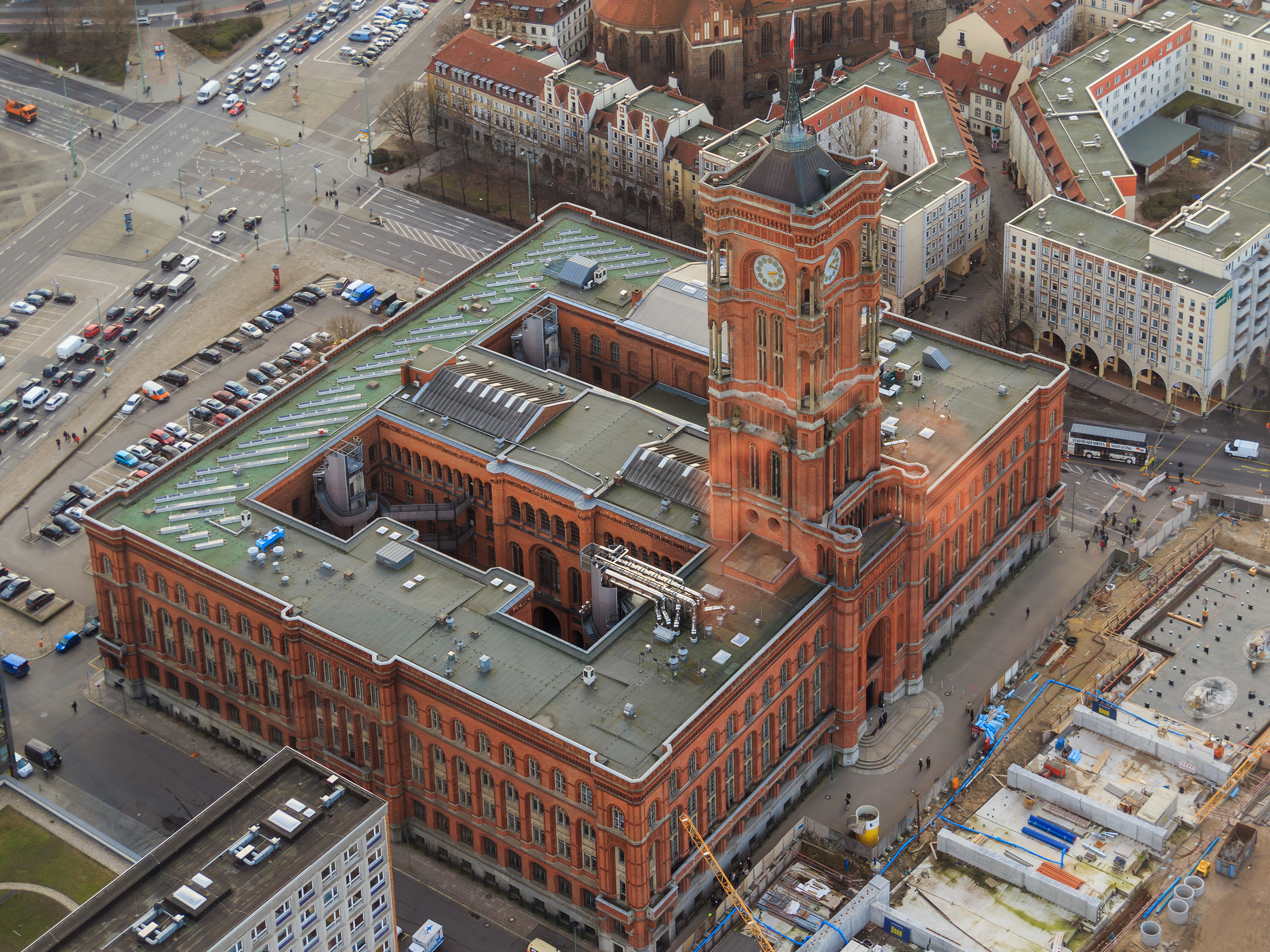
Rotes Rathaus, die B 1 verläuft auf der Rückseite über den Molkenmarkt (links im Bild)

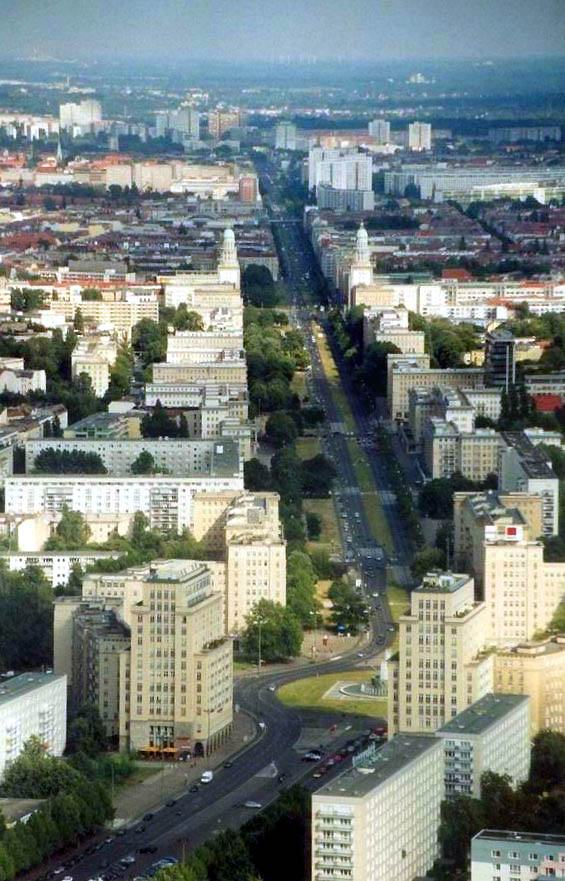
Karl-Marx-Allee und Frankfurter Allee

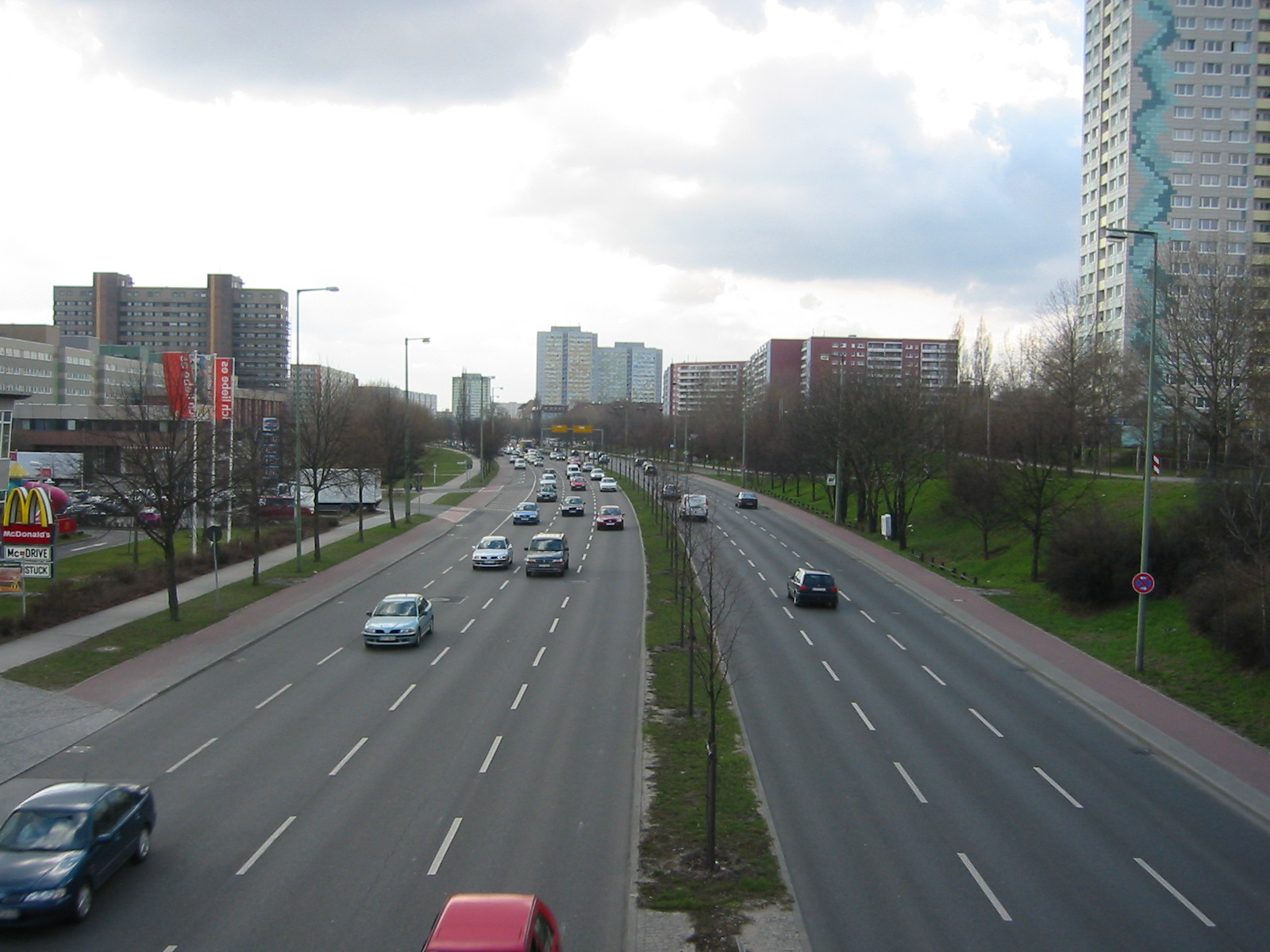
Die B 1 in Friedrichsfelde, Blick nach Westen

In Berlin-Mitte geht der Potsdamer Platz in den Leipziger Platz über. Ab hier folgt die B 1 der Leipziger Straße. Hier haben der Bundesrat im Bundesratsgebäude und das Bundesministerium der Finanzen im Detlev-Rohwedder-Haus ihren Sitz. Nach Überquerung des Spittelmarktes heißt die B 1 ab der Gertraudenbrücke für eine kurze Strecke Gertraudenstraße und führt am Petriplatz mit dem Archäologischen Zentrum vorbei. Hier befand sich einst der zentrale Platz der mittelalterlichen Stadt Kölln. Nach dem Mühlendamm und dem Molkenmarkt wird die B 1 zur Grunerstraße. Als Sehenswürdigkeiten sind hier das Alte Stadthaus, das Rote Rathaus sowie die Ruine der Franziskaner-Klosterkirche erwähnenswert. Die Straße unterquert nun die Trasse der Stadtbahn. Zwischen dem rund 30 Meter entfernten Alexanderplatz und dem Haus des Lehrers trägt sie für ein kurzes Stück den Namen Alexanderstraße, bevor sie nach Osten abknickt und nun den Namen Karl-Marx-Allee (1949–1961: Stalinallee) trägt.
An diesem Knick vereinigt sie sich mit der Bundesstraße 5. Sie umschließt den Strausberger Platz und verläuft von hier an durch Friedrichshain. Im Abschnitt zwischen Strausberger Platz und der Kreuzung Proskauer/Niederbarnimstraße ist die Straße gesäumt von den Wohnbauten aus der ersten Hälfte der 1950er Jahre im Stil des Sozialistischen Klassizismus („Zuckerbäcker-Stil“), die im Wettbewerb zu den modernen Bauten im damaligen Westteil Berlins entstanden und den Hauptstadtanspruch Ost-Berlins untermauern sollten. Die Baustellen in der damaligen Stalinallee waren Ausgangspunkt für den Volksaufstand vom 17. Juni 1953. Beginnend am Frankfurter Tor trägt die Straße den Namen Frankfurter Allee.
Ab dem S- und U-Bahnhof Frankfurter Allee und Unterquerung der Berliner Ringbahn führt sie durch Lichtenberg. Sie überquert die Lichtenberger Brücke und heißt mit dem Erreichen des Ortsteils Friedrichsfelde nunmehr Alt-Friedrichsfelde. Weil zum Ende des Zweiten Weltkriegs die Rote Armee von Osten kommend bei der Schlacht um Berlin in die Hauptstadt vordrang, hieß der Straßenabschnitt zwischen 1975 und 1992 Straße der Befreiung, womit zum 30. Jahrestag der Befreiung am 8. Mai 1975 an die Befreiung vom Nationalsozialismus erinnert wurde. Die Kreuzung mit der Rhinstraße/Am Tierpark passiert sie unterhalb in einem um 1984 errichteten Straßentunnel.
Ab der Märkischen Allee im Bezirk Marzahn-Hellersdorf trägt sie den Namen Alt-Biesdorf, teilt sich am Dorfanger und führt am Schloss Biesdorf sowie an der Biesdorfer Höhe mit dem Landschaftspark Wuhletal vorbei. Ab der Brücke über die Wuhle, dem Grenzfluss zwischen den Ortsteilen Biesdorf und Kaulsdorf, heißt sie Alt-Kaulsdorf. Der Weg führt nun leicht ansteigend den Barnim hinauf, und ab Mahlsdorf heißt sie bis zur Stadtgrenze Alt-Mahlsdorf. An der Grenze zwischen Kaulsdorf und Mahlsdorf bietet sich auf der Anhöhe des „Berliner Balkons“ eine Aussicht nach Süden bis zu den Müggelbergen.
Übersicht der Straßennamen (fett), der besonderen Sehenswürdigkeiten in Kurzform (eingerückt) und der Berliner Ortsteile (in Klammern):
| - Königstraße (Wannsee) - Glienicker Brücke - Schloss Glienicke - Schäferberg mit Fernmeldeturm - Wannsee - Potsdamer Chaussee (Nikolassee) - Waldfriedhof Zehlendorf - Potsdamer Straße (Zehlendorf) - Berliner Straße - Unter den Eichen (Lichterfelde) - Botanischer Garten - A 103, AS 5 – Steglitz - Steglitzer Kreisel - A 103, AS 1 – Sachsendamm - Sachsendamm - Dominicusstraße - Hauptstraße (Schöneberg) | - Potsdamer Straße (Schöneberg und Tiergarten) - Landwehrkanal - Kulturforum Berlin - Kollhoff-Tower und Atrium Tower (früher Quartier Daimler) - Sony Center mit Bahntower - Potsdamer Platz - Leipziger Platz (Mitte) - Leipziger Straße - Bundesratsgebäude - Detlev-Rohwedder-Haus - Museum für Kommunikation Berlin - Spittelmarkt - Gertraudenstraße - Petriplatz - Mühlendamm - Molkenmarkt - Nikolaiviertel | - Grunerstraße - Altes Stadthaus - Rotes Rathaus - Ruine der Franziskaner-Klosterkirche - Alexanderstraße - Alexanderplatz - Karl-Marx-Allee (Mitte und Friedrichshain) - Strausberger Platz - Frankfurter Tor - Frankfurter Allee (Friedrichshain und Lichtenberg) - Alt-Friedrichsfelde (Friedrichsfelde) - Alt-Biesdorf (Biesdorf) - Schloss Biesdorf und Schlosspark - Landschaftspark Wuhletal - Alt-Kaulsdorf (Kaulsdorf) - Alt-Mahlsdorf (Mahlsdorf) |

Die Bundesstraße 1 in Berlin
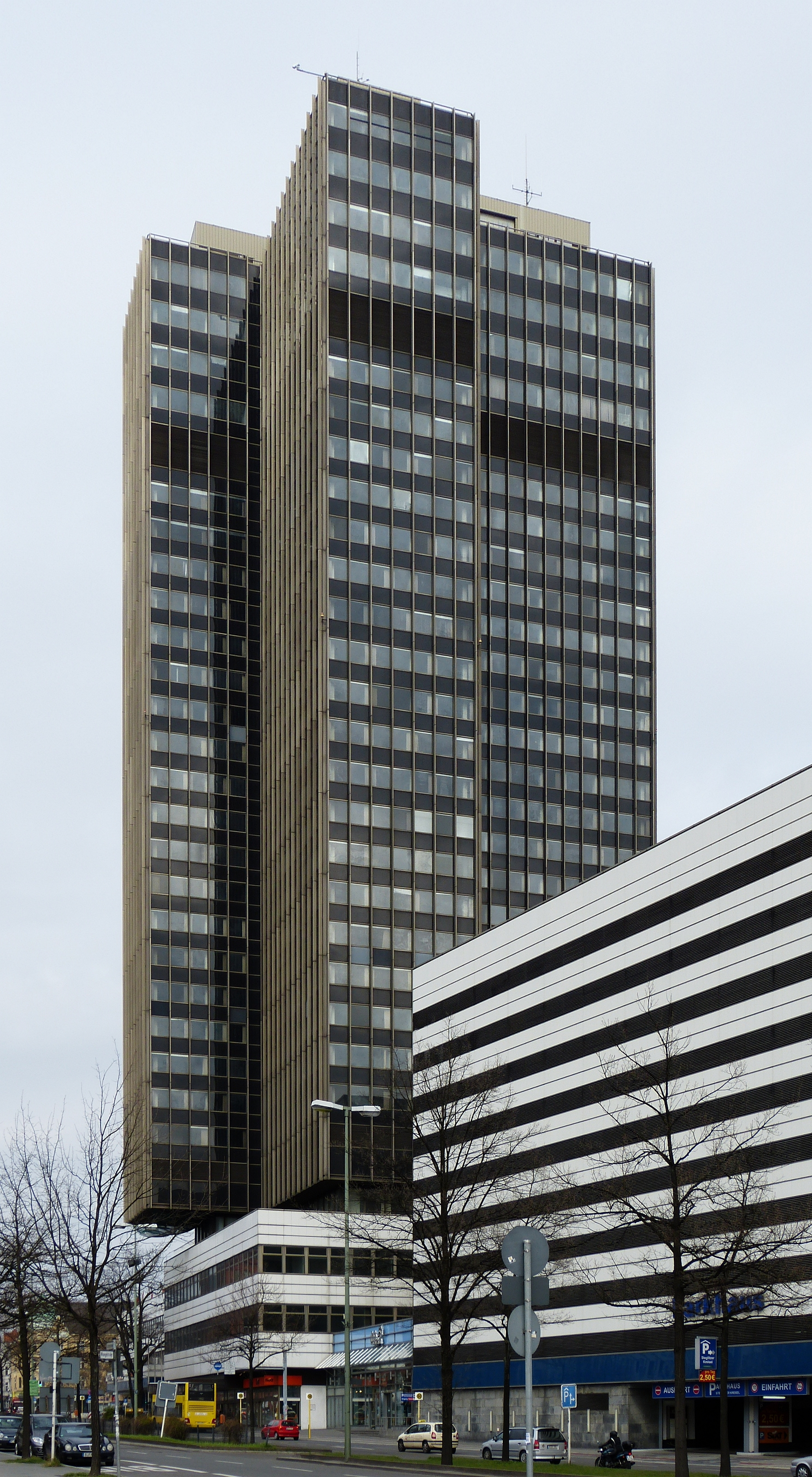
Steglitzer Kreisel
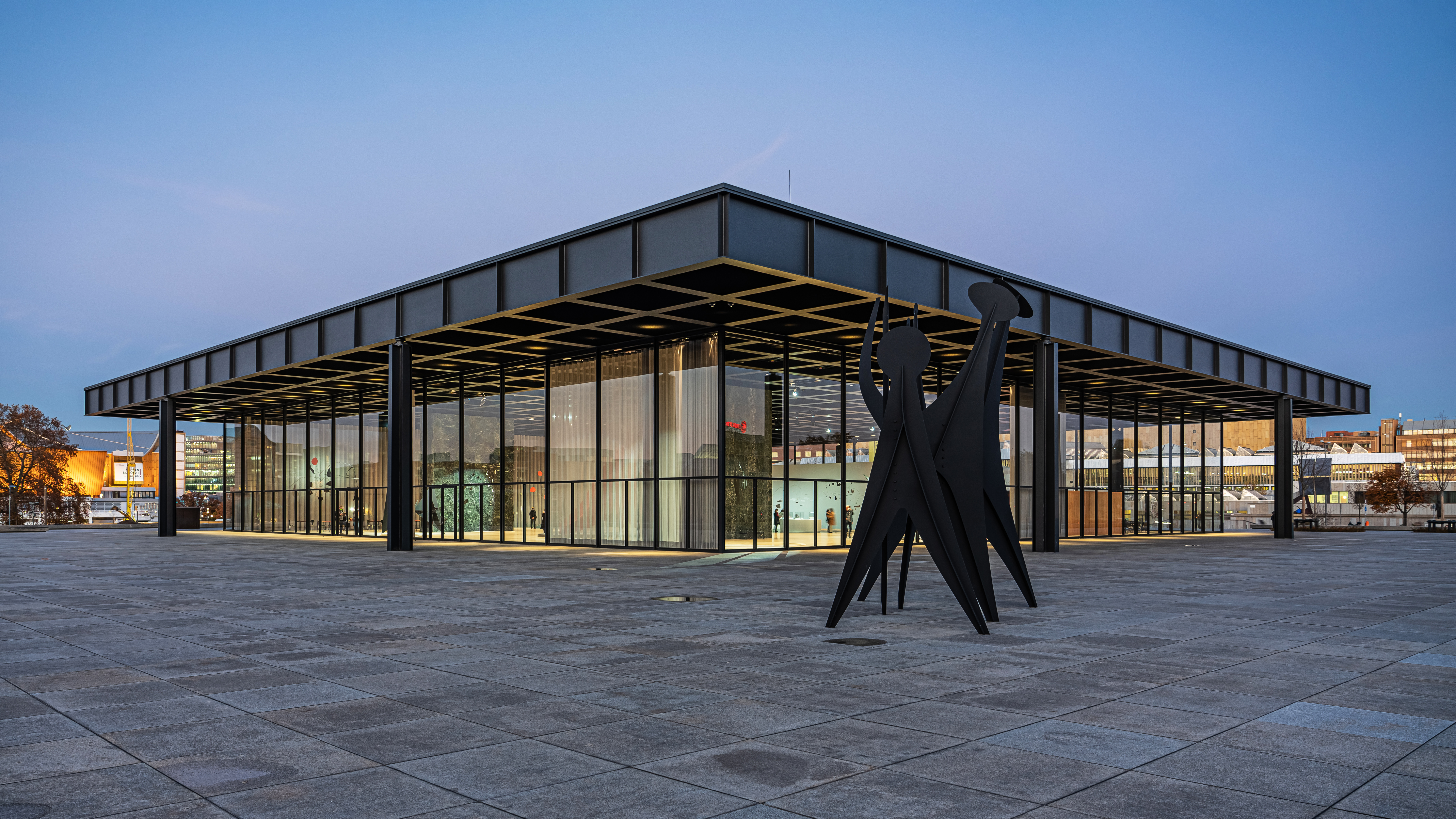
Neue Nationalgalerie am Landwehrkanal
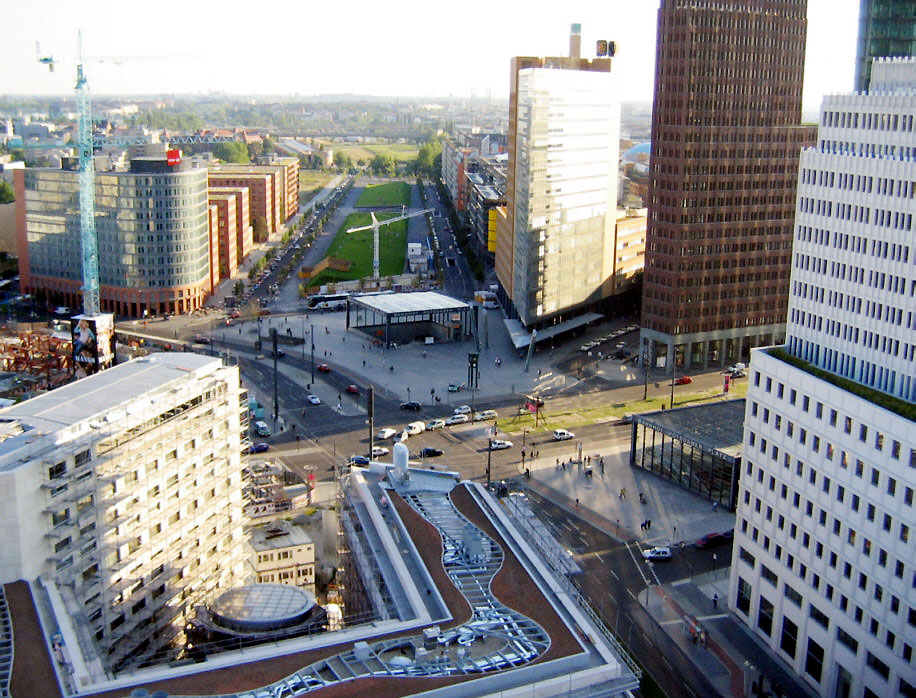
Verlauf der B 1 am Potsdamer Platz (Bildmitte waagerecht)
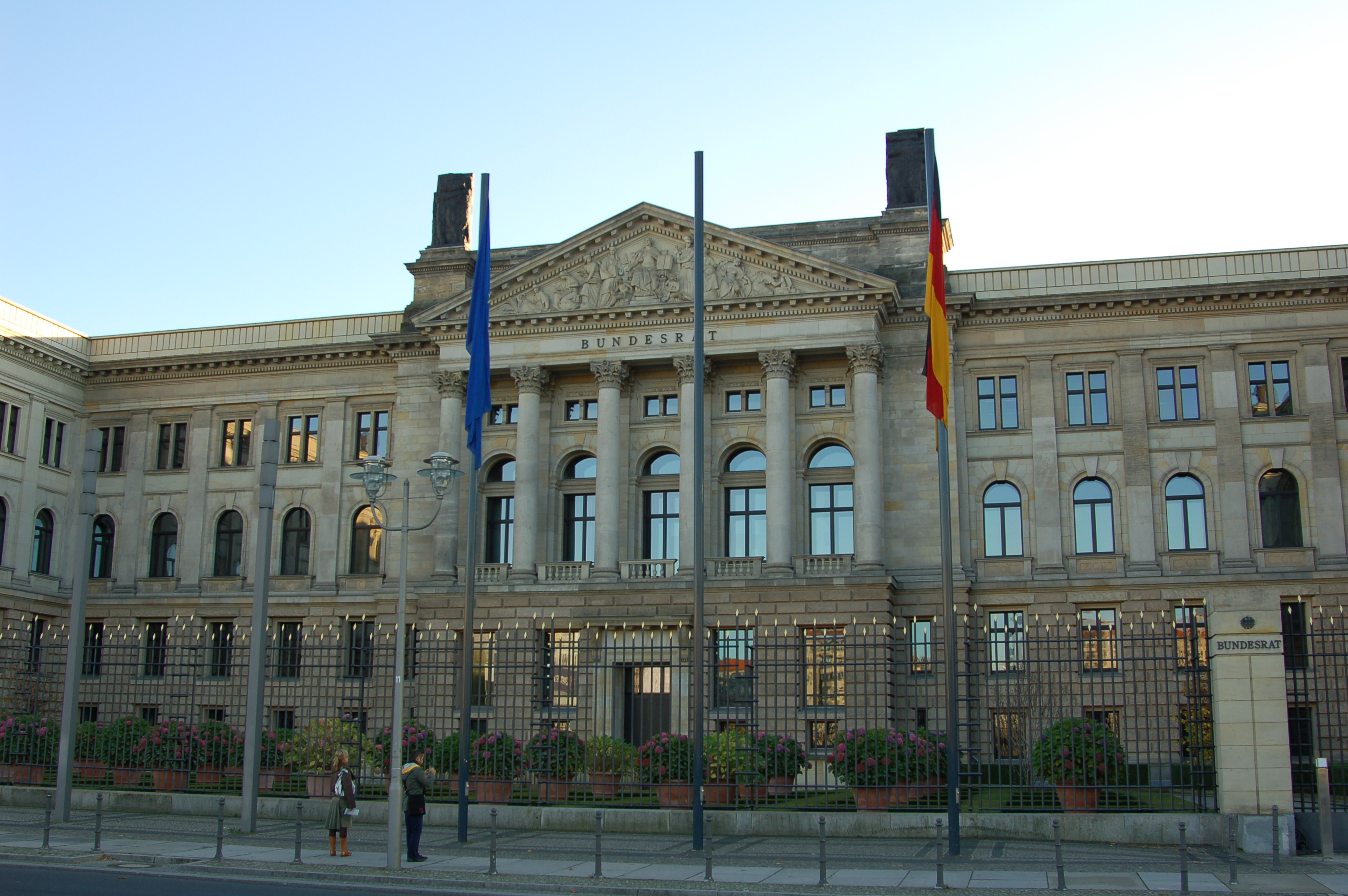
Bundesrat, ehemaliges Preußisches Herrenhaus, an der Leipziger Straße
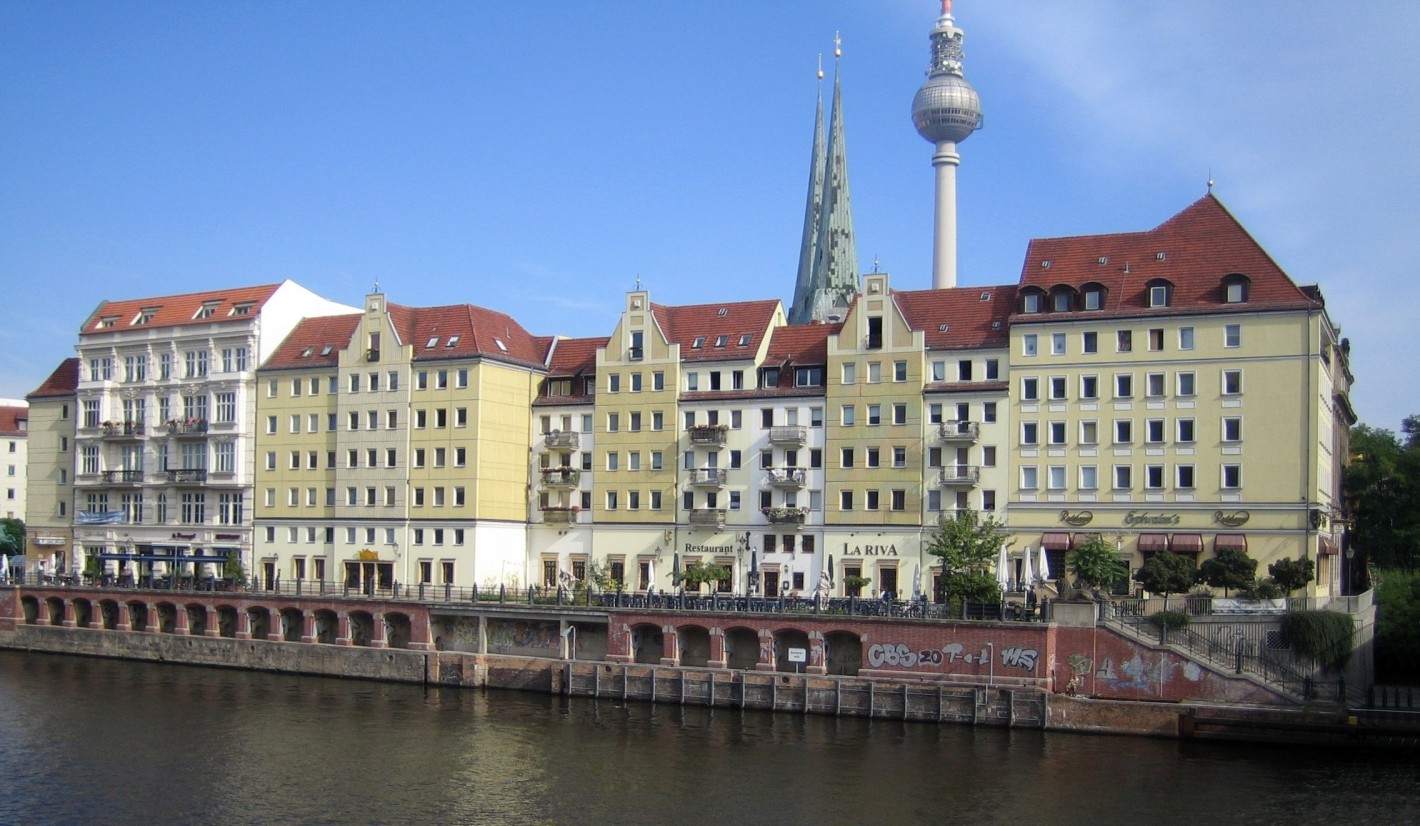
Nikolaiviertel
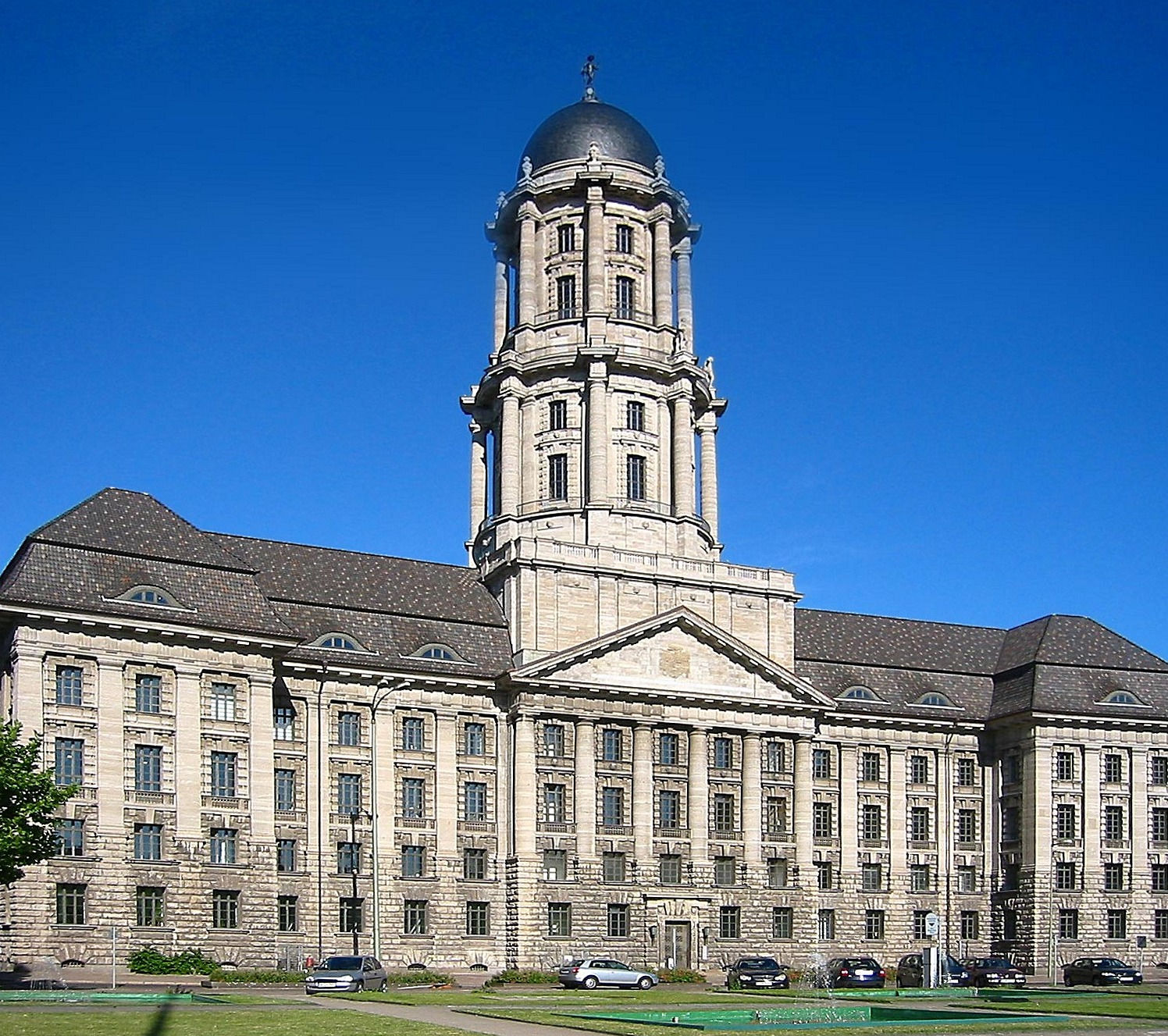
Altes Stadthaus am Molkenmarkt
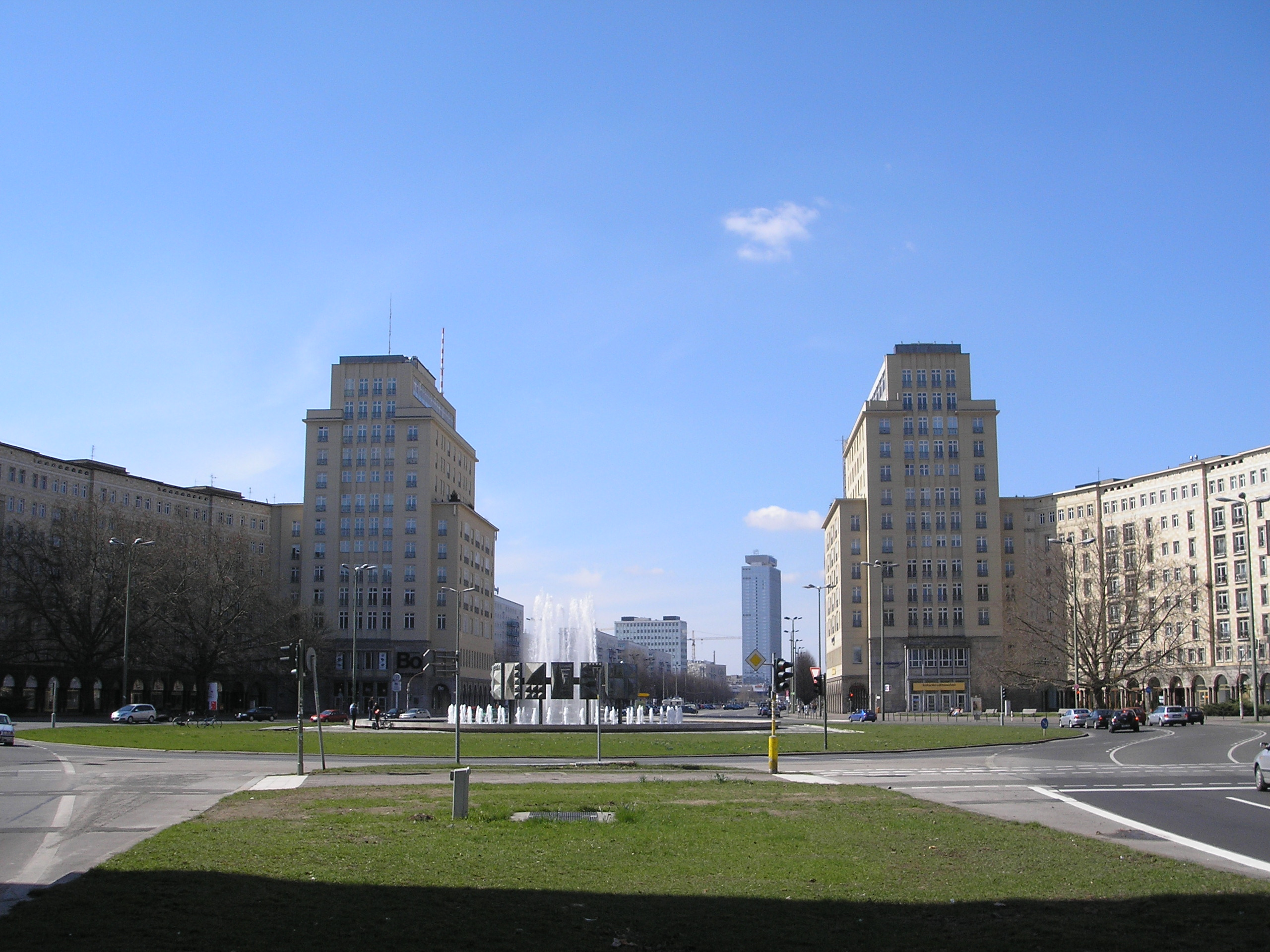
Strausberger Platz an der Karl-Marx-Allee
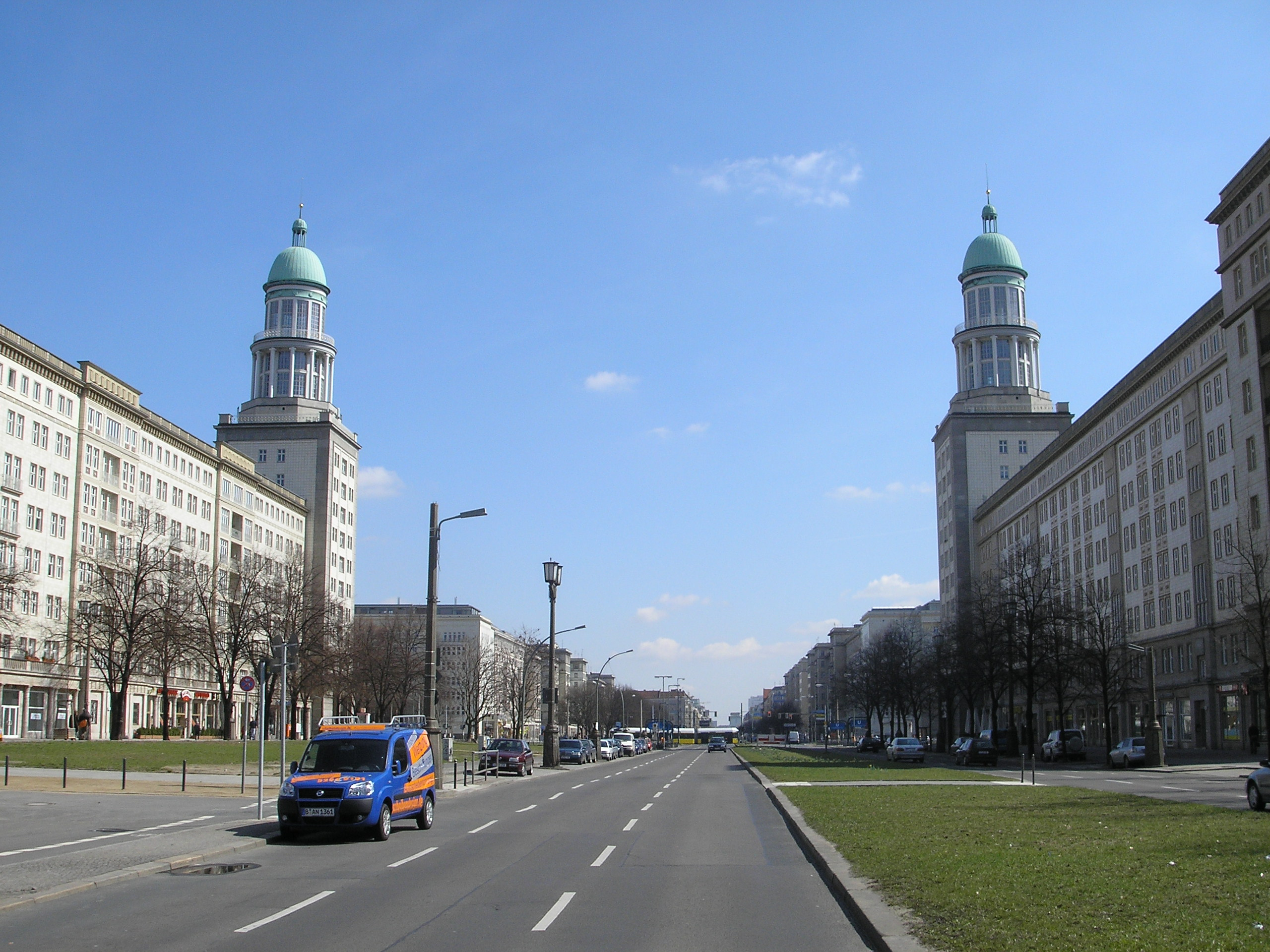
Karl-Marx-Allee mit Frankfurter Tor

#### Landkreis Märkisch-Oderland

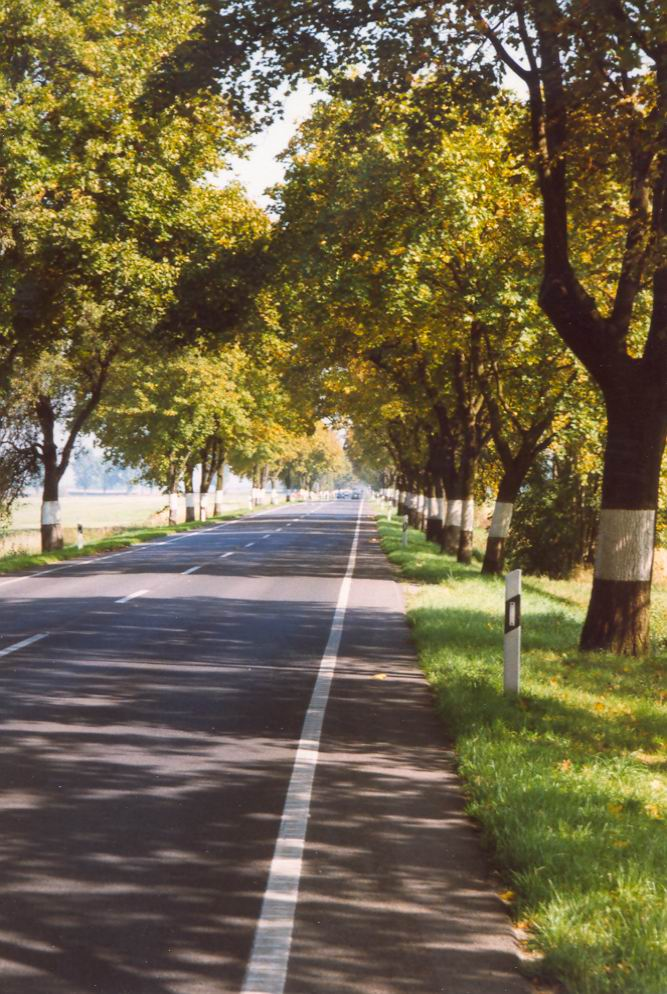
Die B 1 im Oderbruch bei Seelow

Nachdem die B 1 Berliner Gebiet verlassen hat, verläuft sie wieder im Land Brandenburg ausschließlich im Landkreis Märkisch-Oderland – einzig zwischen Fredersdorf-Vogelsdorf und Schöneiche grenzt die B 1 als Kreisgrenze an den Landkreis Oder-Spree – über Orte wie Müncheberg, Seelow und Küstrin-Kietz zur polnischen Grenze. Dieser Teil der B 1 ist auch heute noch auf großen Abschnitten als Allee mit mächtigen Bäumen erhalten. Gleichzeitig ist dieser Teil der damaligen Reichsstraße 1 (R 1) aber auch eng mit den dramatischen Ereignissen in der Endphase des Zweiten Weltkriegs verbunden, als die Rote Armee ab dem 16. April 1945 die Oder überquerte und insbesondere über diese Straße nach Berlin vorrückte. Bereits am 20. April war die Berliner Stadtgrenze erreicht. Es kam hier zu zahlreichen schweren Gefechten mit sehr hohen Verlusten auf beiden Seiten. Herausragend sind die Ereignisse während der Schlacht um die Seelower Höhen. Die gleichnamige Gedenkstätte Seelower Höhen erinnert mahnend an diese Zeit.
Ab der Berliner Stadtgrenze verläuft die Straße als Autobahnzubringer (weiterhin vierstreifig) auf einer Ortskernumfahrung durch die Gemeinde Hoppegarten mit ihrer Galopprennbahn, streift Neuenhagen und durchquert den südlichen Teil von Fredersdorf-Vogelsdorf, wo die Anschlussstelle zur A 10 Berlin-Hellersdorf gekreuzt wird.
Die bisher vierstreifig geführte Straße geht vor der Ortslage Tasdorf (Ortsteil von Rüdersdorf bei Berlin) in einen zweistreifigen Querschnitt über. Bis Herzfelde (ebenfalls Ortsteil von Rüdersdorf bei Berlin) führt die Strecke an den kalkverarbeitenden Rüdersdorfer Betrieben vorbei. Herzfelde wird seit Mitte 2016 nördlich umgangen. Die weiterführende Straße überbrückt das Lichtenower Mühlenfließ und den Stobberbach, streift die Ortslagen Lichtenow und Hoppegarten (zu Müncheberg), bis Müncheberg erreicht wird. Dabei werden weite Strecken durch den dichten Müncheberger Stadtforst zurückgelegt. Die Streckenführung durch Müncheberg ist im Jahre 2004 durch eine südliche, weit geschwungene Ortsumfahrung abgelöst worden. Kurz nach dem Beginn der Umfahrung wird die Bundesstraße 168 gekreuzt. Kurz vor der Rückführung auf die alte Trasse der B 1 zweigt die ab Berlin-Mitte mit der B 1 vereinte Bundesstraße 5 nach Südosten mit Ziel Frankfurt (Oder) ab. Zwischen Jahnsfelde und Diedersdorf hat sich in den 2000er Jahren ein Straßenstrich etabliert.
Auch im Bereich Seelow wird die B 1 per Ortsumgehungsstraße nun nicht mehr durch die Stadt geführt. Vor und hinter Seelow zweigt die B 1 von der alten Strecke ab und verläuft hier im langgestreckten Bogen nördlich des Ortes von den Seelower Höhen hinab ins Oderbruch, die Bundesstraße 167 nördlich der ehemaligen Straßenführung kreuzend. Am östlichen Ortsende von Seelow, noch an der alten Trasse der B 1, befindet sich die Gedenkstätte Seelower Höhen.
Sobald der alte Straßenverlauf erreicht wird, führt die Strecke in einer langen Geraden, fast unmerklich ansteigend, durch das Oderbruch. Bei Manschnow zweigt südlich die Bundesstraße 112 ab; unmittelbar nördlich von Manschnow befindet sich das preußische Fort Gorgast, ein Außenfort der Festung Küstrin, das im Zweiten Weltkrieg ebenfalls stark umkämpft war. Schließlich wird die Grenzstadt Küstrin erreicht.

#### Küstrin

Auf der Oderbrücke in Küstrin endet die Bundesstraße 1. Die polnische DK22 beginnt hier.

Das ehemalige Küstrin erstreckt sich beiderseits der Grenze zwischen Deutschland und Polen. Zunächst wird die Gemeinde Küstriner Vorland, nach der Oderüberquerung die heutige polnische Grenzstadt Kostrzyn, das alte deutsche Küstrin, erreicht. Eine erste Brücke führt über die Oder-Vorflut auf eine Insel. Hier befanden sich eine Artillerie-Kaserne und der Bahnhof Küstrin-Altstadt (nicht mehr in Betrieb). Diese Insel war von 1945 bis 1991 Sperrgebiet. Eine zweite größere Brücke führt über die eigentliche Oder (in der Strommitte befindet sich die deutsch-polnische Grenze) zur ehemaligen Festung/Altstadt Küstrin und führt weiter nach Küstrin Neustadt, das heutige polnische Kostrzyn. Hinter Manschnow verlässt die B 1 die alte Streckenführung. Nach ihrer Fertigstellung wurde die gesamte Ortsumfahrung Küstrin-Kietz am 9. Dezember 2008 für den Verkehr freigegeben. Es wurde eine neue Brücke über einen Oderarm gebaut. Die Ortsumfahrung endet an der alten Oderbrücke, auf deren Mitte die B 1 endet. Ein Brückenneubau ist zwischen Polen und Deutschland umstritten, da Polen seinerseits den Bau einer Ortsumfahrung im Norden von Kostrzyn plant. Die B 1 geht in der Mitte der Oderbrücke nahtlos in die polnische DK 22 über, die aber nur wenige hundert Meter auf der Route der ehemaligen Reichsstraße 1 verläuft, da diese ihren Weg über Witnica (Vietz) nach Gorzów Wielkopolski (Landsberg (Warthe)) nimmt und dort die heutige DK 22 wiedertrifft.

## Bundesstraße 1a
Die Bundesstraße 1a ist eine Alternativroute zur B 1 in der Aachener Innenstadt. Für die nähere Beschreibung → siehe oben.
Außerdem wurde während der deutschen Teilung die Verbindung der an der innerdeutschen Grenze bei Helmstedt unterbrochenen B 1 zur A 2 als B 1a bezeichnet. Über diese Verbindungsstrecke konnte man zum Grenzübergang Helmstedt-Marienborn gelangen.

## Sonstiges
In Hameln weicht die Ausschilderung teilweise vom tatsächlichen Verlauf der Bundesstraßen B 1 und B 217 ab. Kommt man aus Richtung Hannover / Hildesheim gefahren, wird auf der Deisterallee die B 1 rechts abbiegend über den Kastanienwall/Thiewall ausgeschildert, obwohl es sich hier ausschließlich um die B 217 handelt. Tatsächlich aber biegt die B 1 hier nach links ab, die Ausschilderung erwähnt für diese Fahrtrichtung jedoch lediglich die Nebenstrecke über die L 433 nach Rinteln. Die B 217 ist aus dieser Richtung kommend gar nicht erwähnt. Der Kraftfahrer, der auf der B 1 (Ostertorwall) Richtung Grüner Reiter fährt, findet dann auf der Ausschilderung die B 217 nach Minden als Fernziel, obwohl diese nach nur 550 m endet und in die B 83 übergeht.
Bis zum Bau der Bundesautobahnen A 44 und A 46 in den 1970er Jahren war die Bundesstraße 1 in der Region Aachen die Hauptverbindung in Richtung Düsseldorf mit entsprechend dimensioniert ausgebauten Zubringer-Landstraßen. Dieser Umstand lässt sich an einigen Stellen, z. B. an der Kreuzung L 19/L 366 in Erkelenz, auch heute noch an entsprechenden Beschilderungen erkennen, die den Verkehr in Richtung zur ehemaligen B 1 leiten, obwohl der ausgeschilderte Weg seit langem nicht mehr die verkehrsgünstigste Verbindung darstellt oder durch den Braunkohle-Tagebau Garzweiler teilweise gar nicht mehr möglich ist.

## Bilder der B1

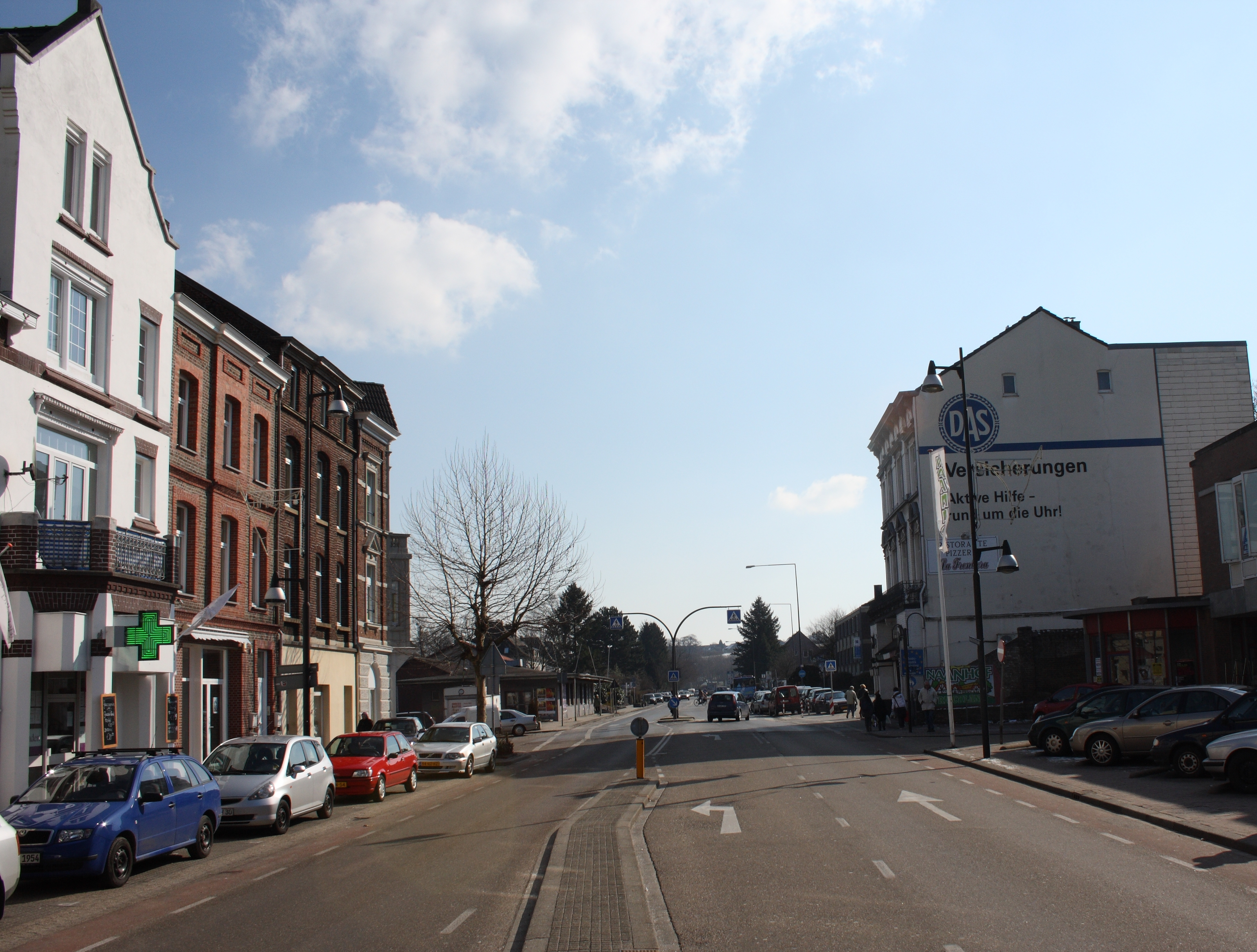
Blick aus Vaals (Niederlande) auf den Beginn der B 1 an der deutsch-niederländischen Grenze (hinten links: die inzwischen abgerissene ehemalige Grenzstation)
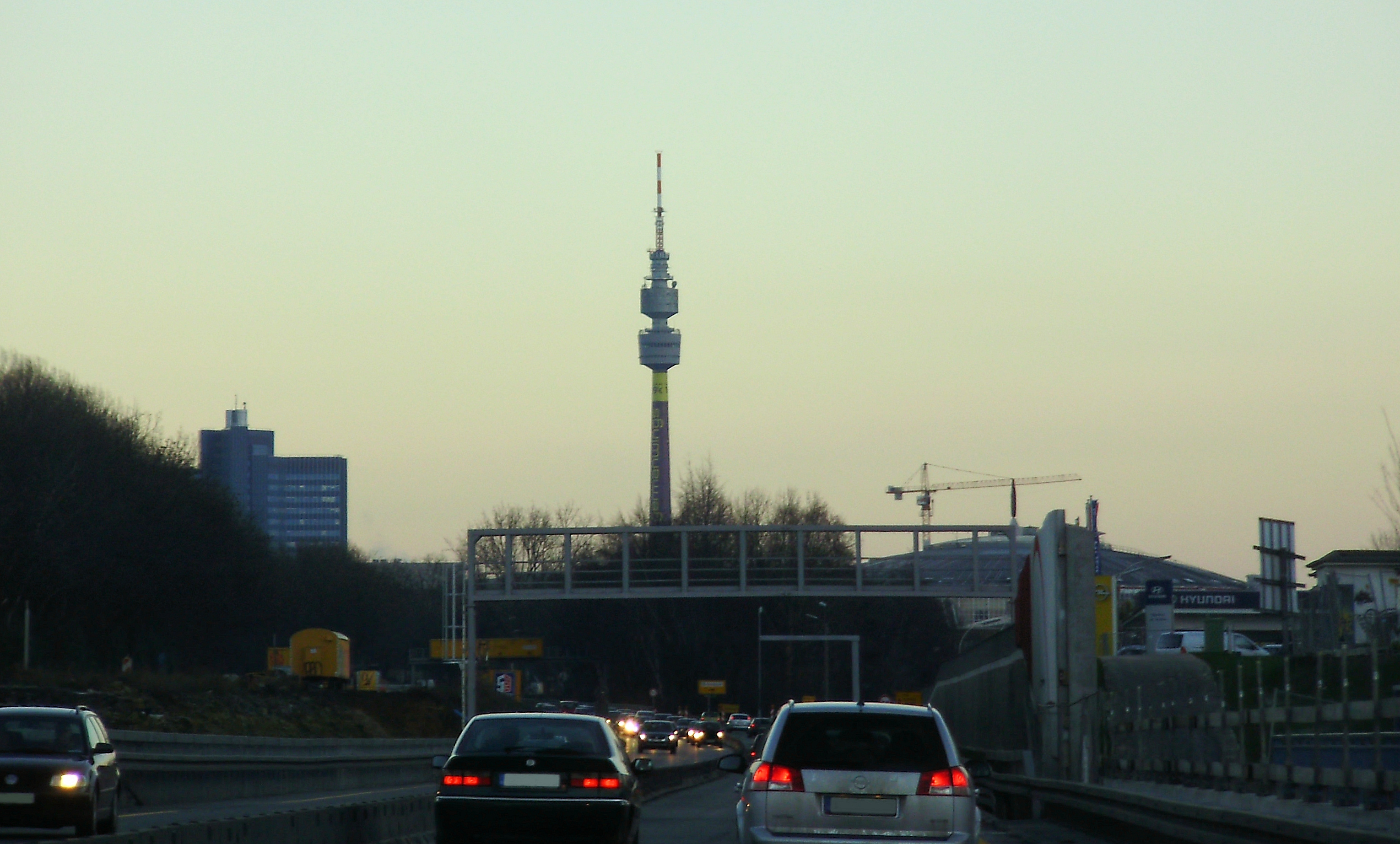
Florianturm in Dortmund voraus
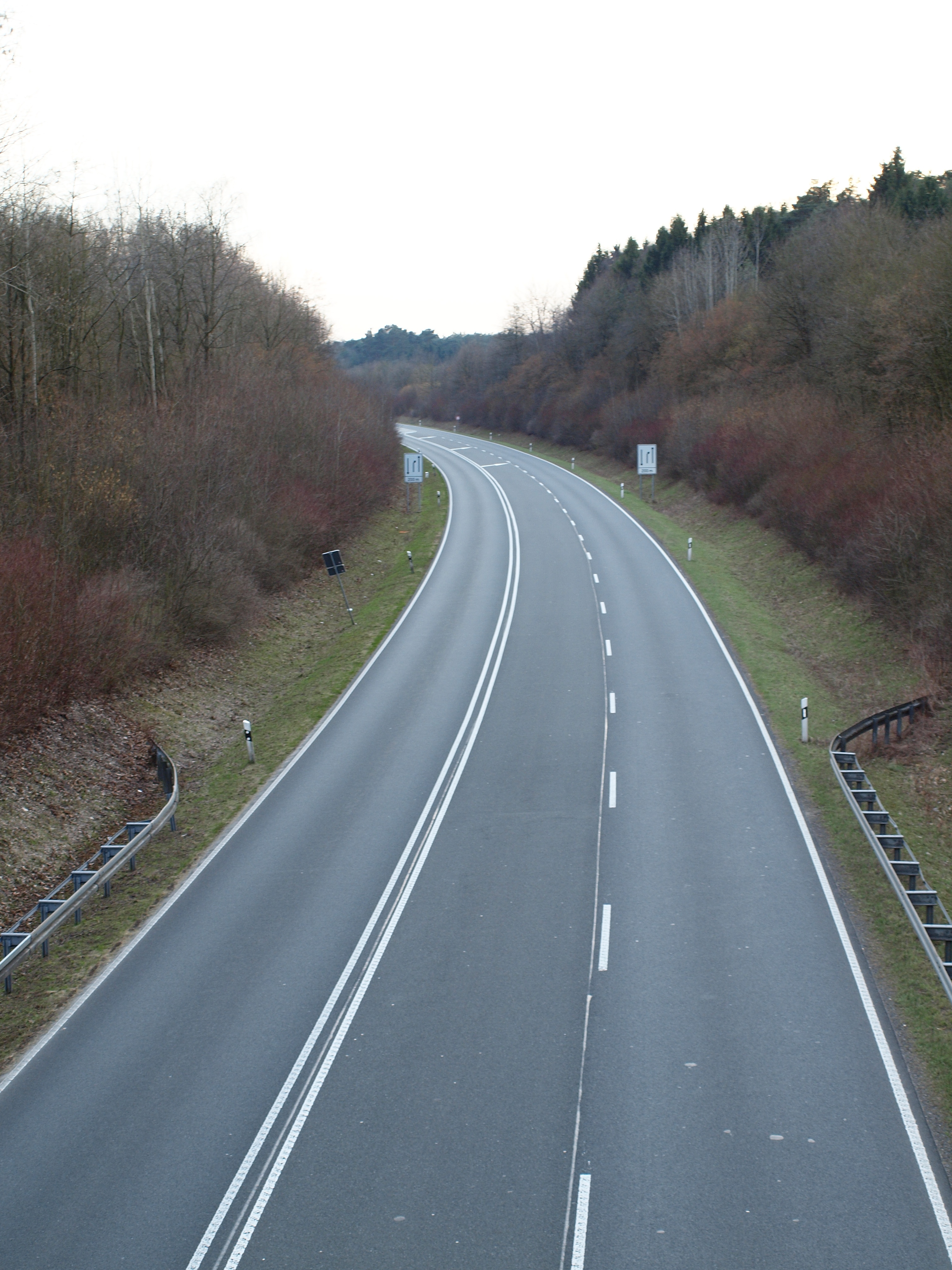
Die B1 nahe Schlangen
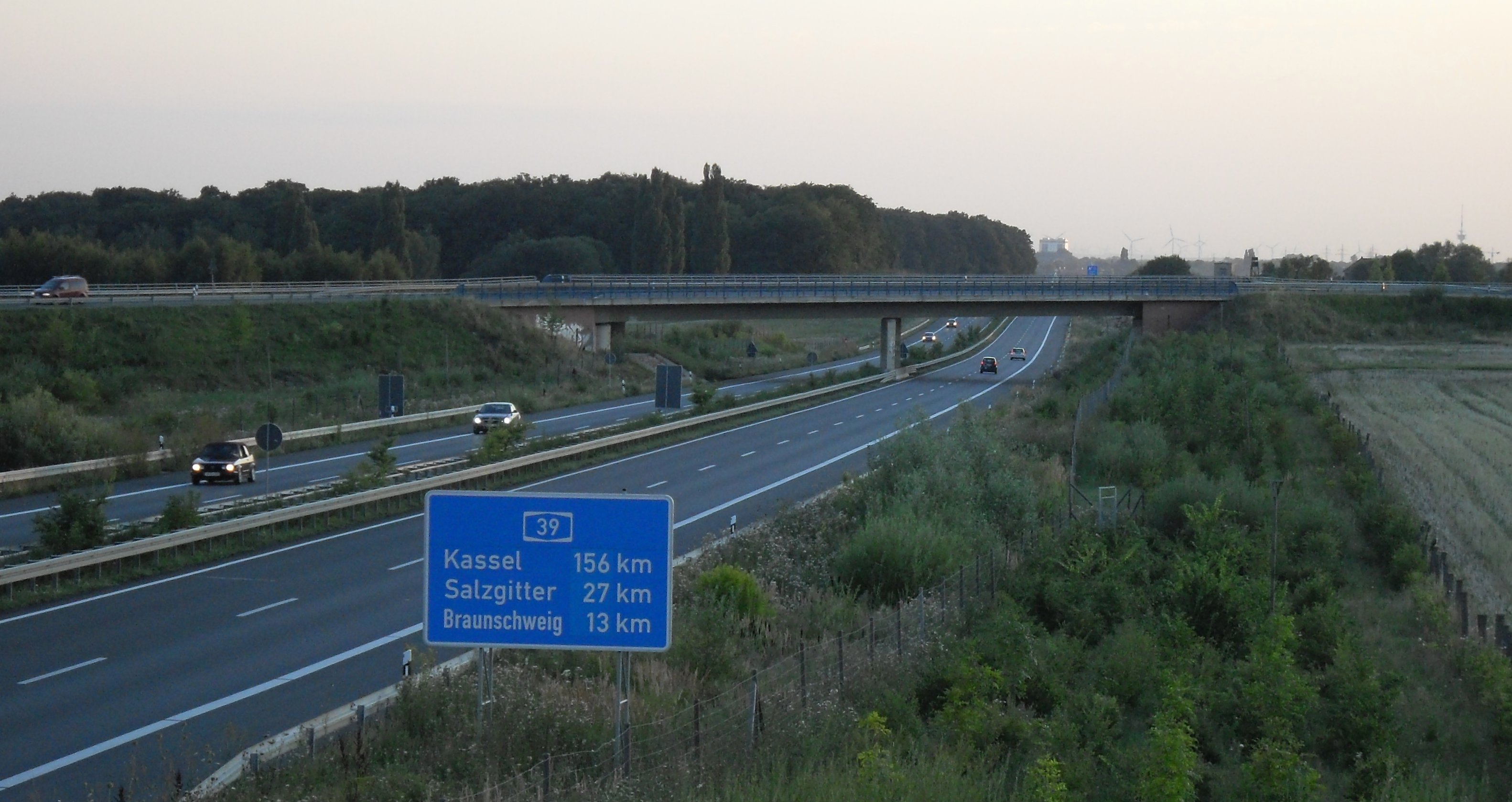
Die B 1 überquert die A 39 bei Cremlingen in Niedersachsen
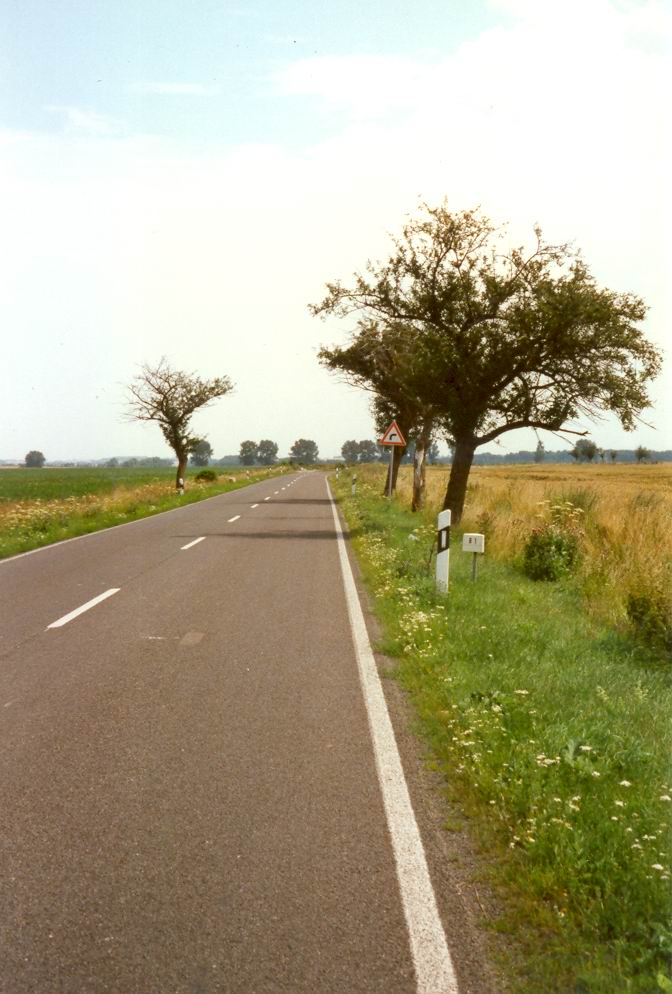
Auf der Bundesstraße 1 in Sachsen-Anhalt zwischen Helmstedt und Magdeburg
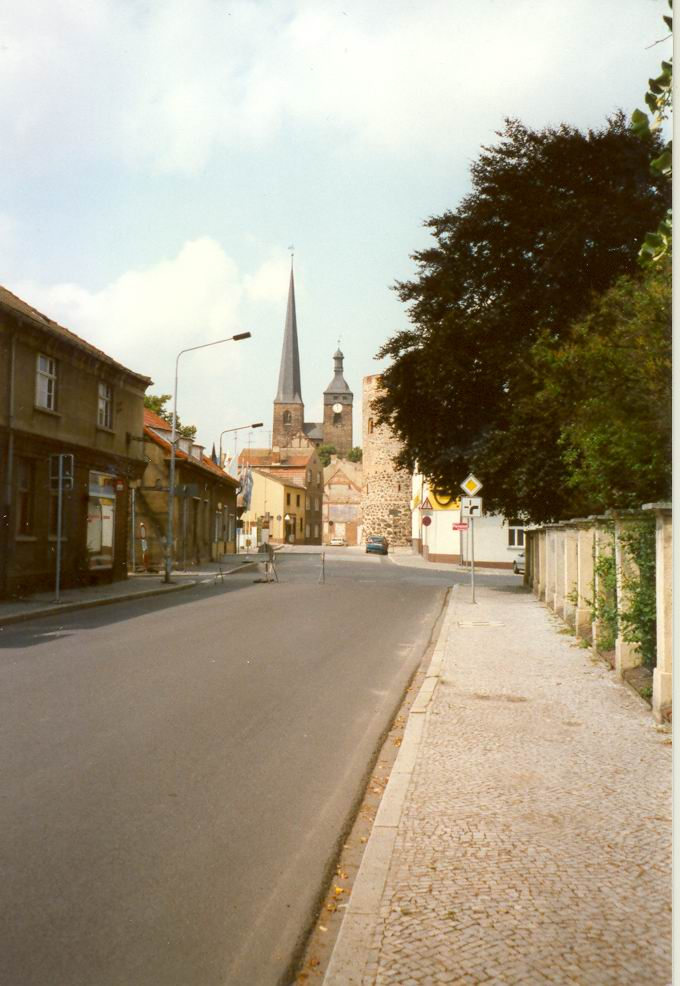
Historischer Verlauf der B 1, Einfahrt Burg (bei Magdeburg)
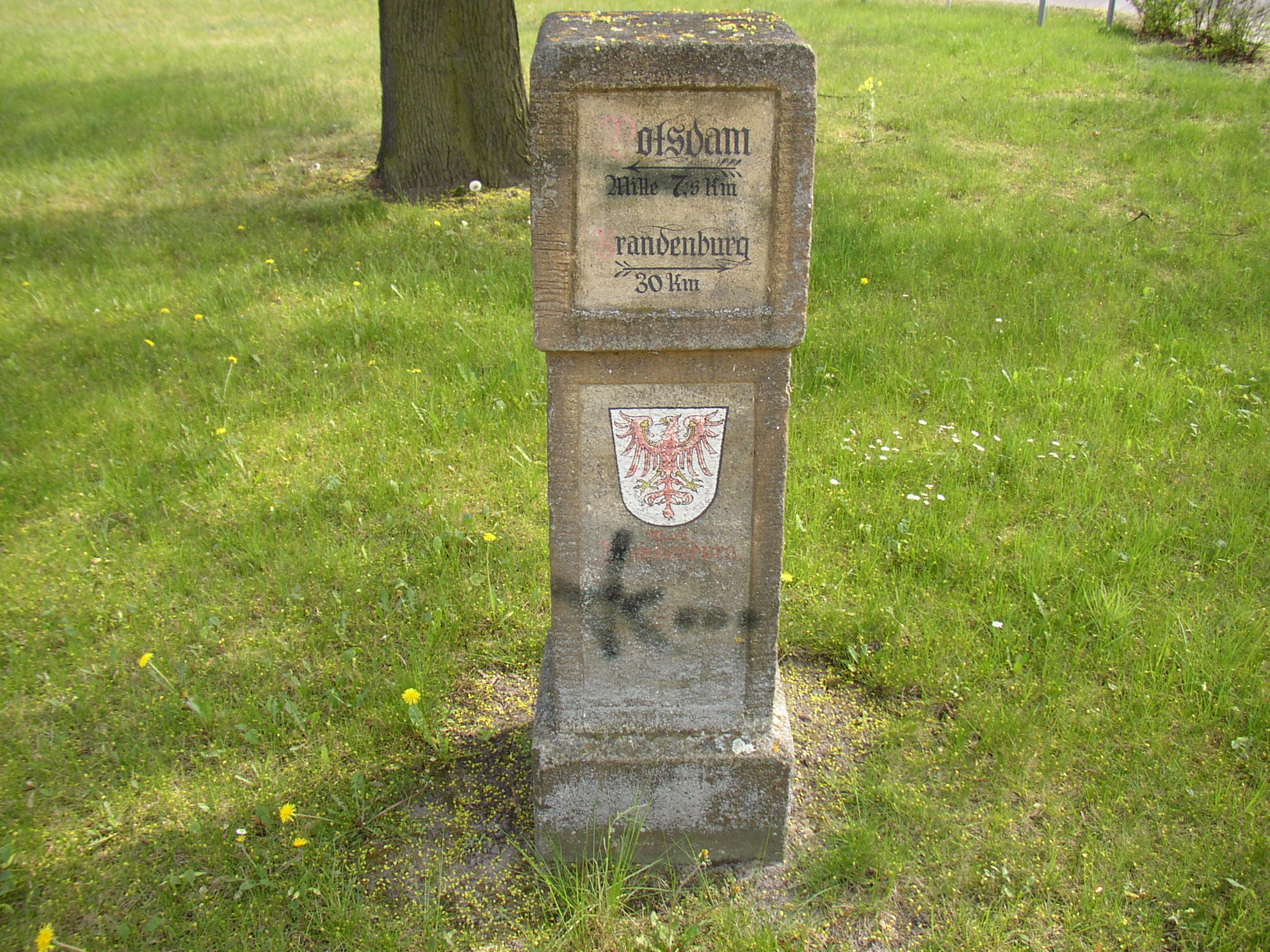
Wegweiser in Geltow Landkreis Potsdam-Mittelmark
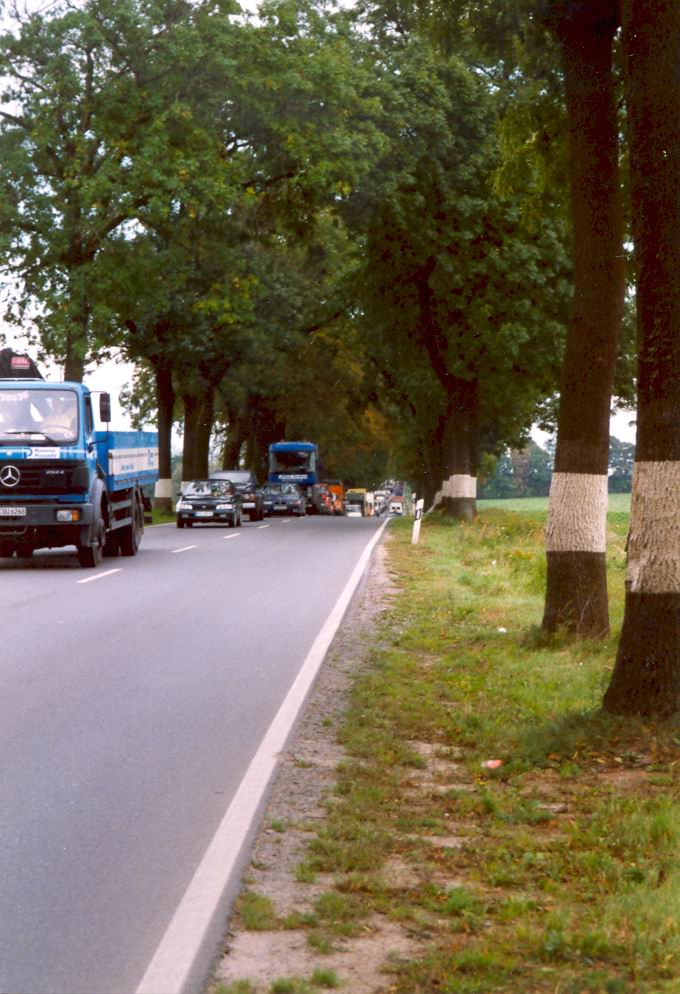
Straßenverkehr auf der B 1 östlich von Berlin
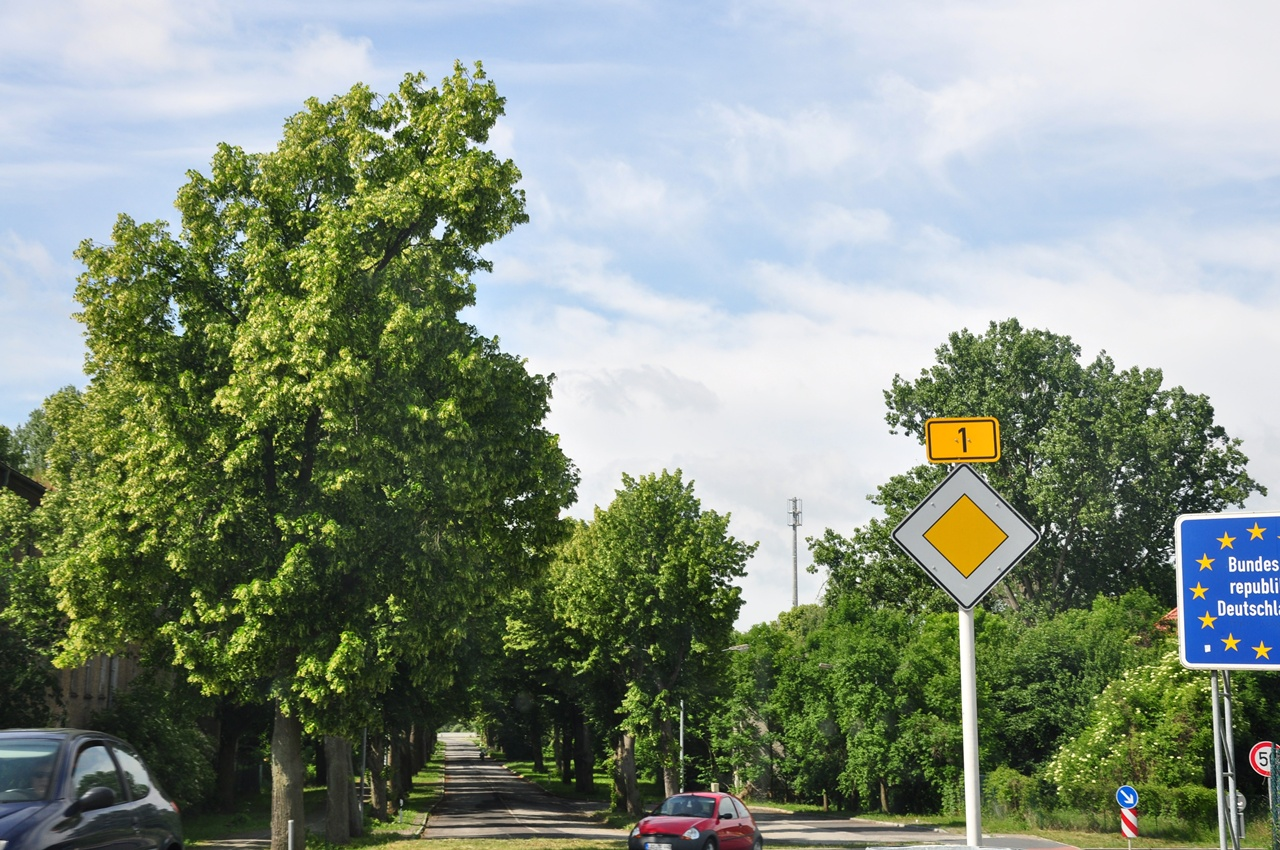
Der Anfang auf der Oderinsel Küstrin-Kietz

## Filme
- Immer geradeaus. Von Aachen nach Königsberg. Gezeigt in: WDR 1. Januar 2010 (Teil 1) und am 2. Januar 2010 (Teil 2), jeweils 18:05–18:50 Uhr mehrfach im RBB. WDR 2009.[22] (Teilstrecke Aachen – Berlin der B 1, Unterschiedliche Streckenbeschaffenheit von der Autobahn bis zur verkehrsarmen einstreifigen Straße). Film in 9 Teilen bei YouTube